# Pintor de cámara

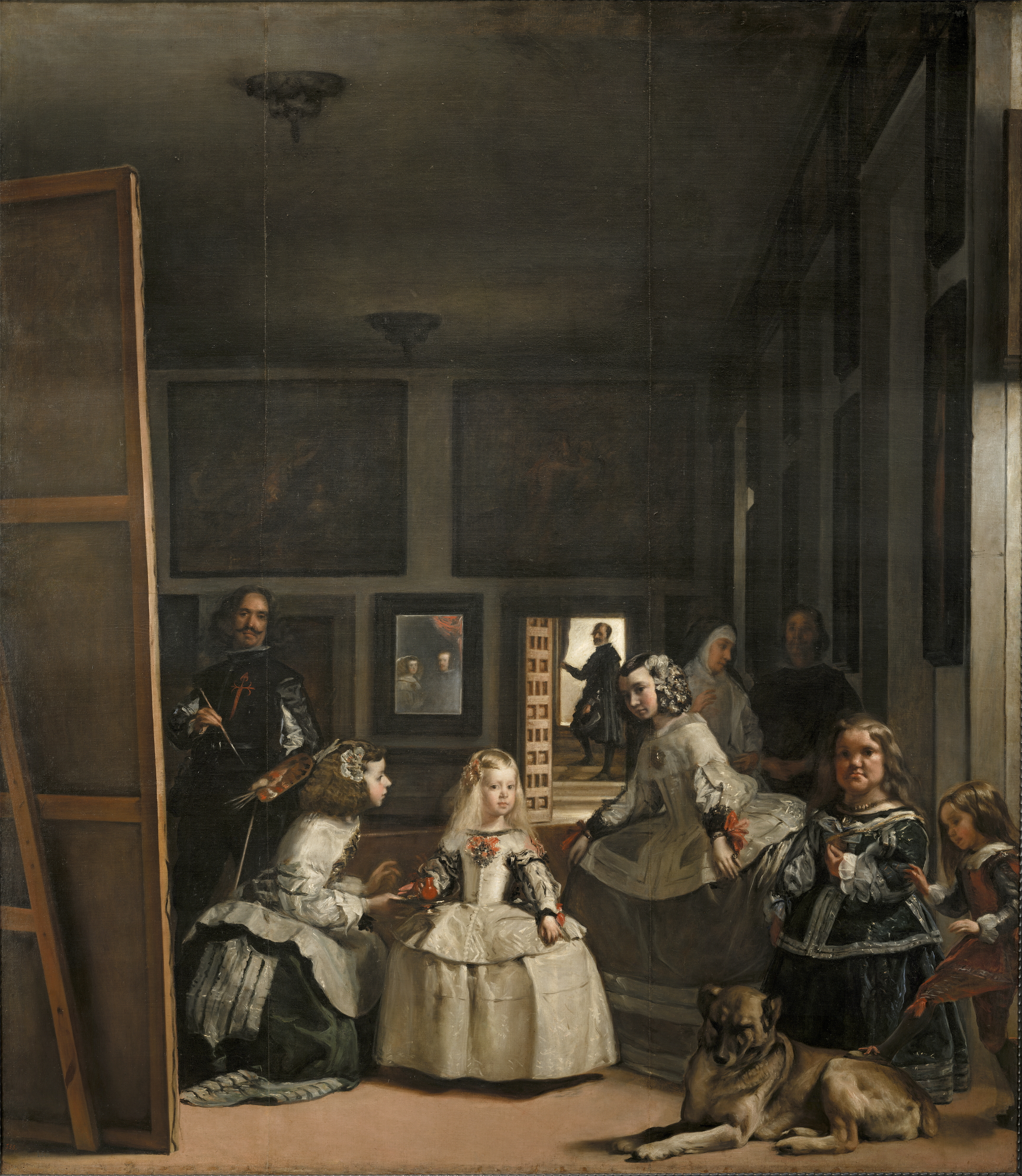
Las Meninas, 1656. Velázquez desarrolla su trabajo en una estancia de Palacio, rodeado de la familia de Felipe IV en un ambiente de gran confianza.

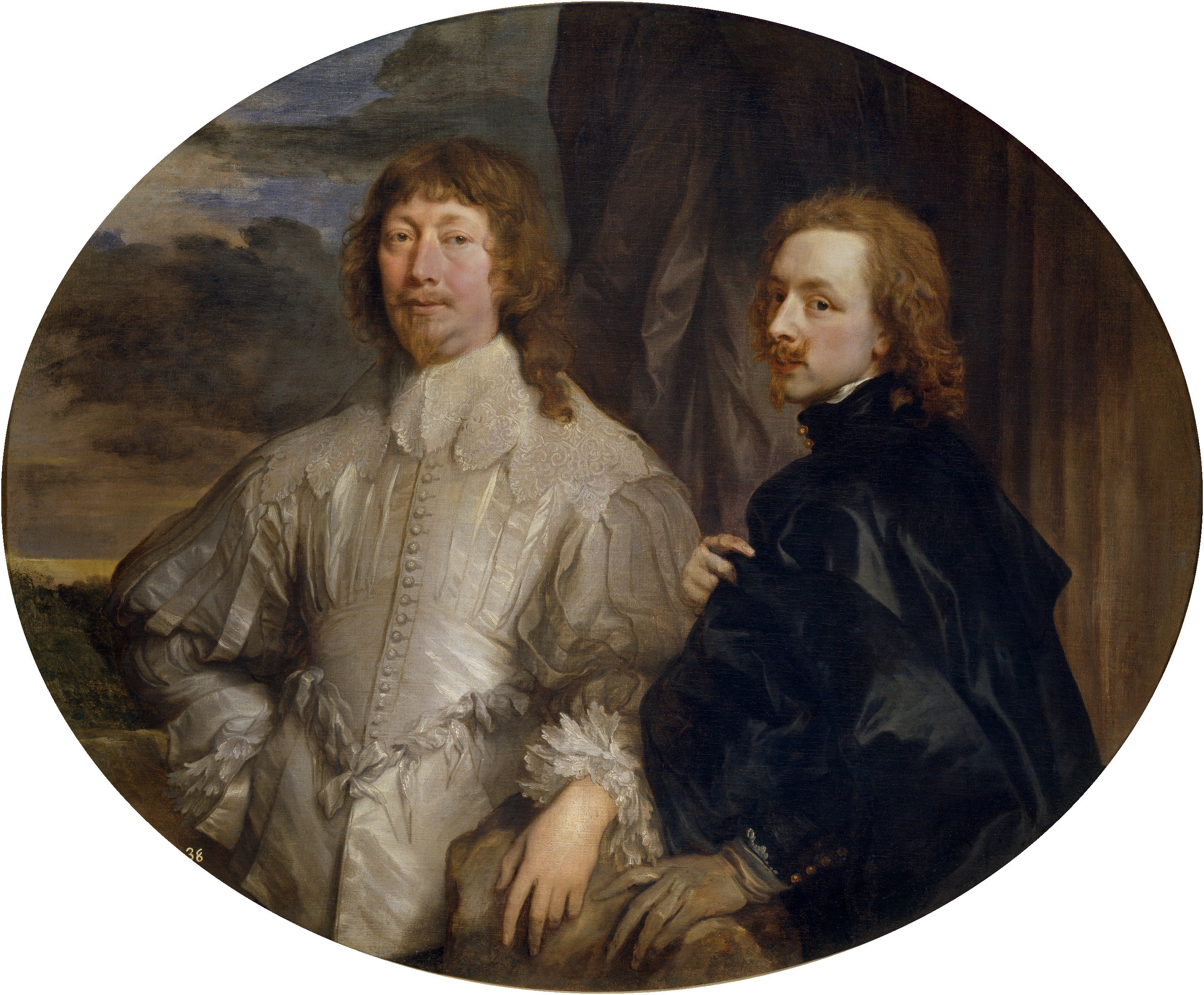
Sir Endymion Porter y Anton van Dyck, 1635. Significativamente, un alto personaje de la corte inglesa consigue inmortalizarse al aparecer en este retrato cortesano junto con el pintor de la corte.

Carlos V en Mühlberg, 1548. Tiziano realiza un retrato ecuestre de gran dinamismo en el que el emperador queda representado como un miles Christi (soldado de Cristo), reflejando minuciosamente todos los detalles de la armadura realmente utilizada en aquella ocasión.

Pintor de cámara o pintor de la corte son expresiones utilizadas para designar al pintor designado para realizar de forma habitual los encargos artísticos de una corte real o corte noble, especialmente los retratos, vehículo fundamental de la identificación de cualquier personaje en su búsqueda de la fama; aunque también los de cualquier otro género, igualmente válidos para todo tipo de funciones (estéticas, sociales e ideológicas), como la pintura religiosa, la pintura de historia o los géneros más puramente decorativos, como los cartones para tapices o el bodegón. En todo caso, el género específico que constituye su principal función es el que recibe las denominaciones de retrato de estado o retrato regio (en el que el retratado es el gobernante); o también el más genérico en cuanto a las personas retratadas de retrato cortesano o retrato de corte. Cada uno de ellos presenta sus propias convenciones, iconografía y recursos expresivos, puestos al servicio del decorum que define los límites de lo apropiado a la hora de representar determinadas dignidades.

## Historia
Al servicio de las cortes reales, de príncipes y nobles laicos y eclesiásticos, a menudo con un estatus privilegiado y con un rango protocolario equivalente al de chambelán, los pintores de cámara a veces contaban con un sueldo fijo en vez de un pago por obra encargada, dando al cargo un carácter exclusivo que implicaba que el artista quedaba vinculado a su patrocinador de forma que no debía emprender otras actividades, al menos sin su autorización. Ya en algunas cortes bajomedivales hubo pintores, como Jan van Eyck o Jean Perréal, con cargo de camarero o ayuda de cámara (es decir, el cargo cortesano que permitía el acceso a la cámara regia) con un sueldo y un título formal, o a los que se asignaba una pensión vitalicia, o pagos de otra índole, e incluso se les encargaban misiones políticas y diplomáticas. En el lento proceso de superación de la condición social artesanal y plebeya propia de los pintores durante la Edad Media, los pintores de corte de la Europa del Antiguo Régimen pasaron a ser miembros de la corte, prestigiados por la confianza con la que les distinguían los reyes. Tal nombramiento les significaba la ventaja de liberarlos de las restricciones inherentes a los gremios de pintores locales. Su condición de artistas en ocasiones se seguía viendo como una incompatibilidad con la condición de privilegiados por equivaler a una función social propia de trabajadores manuales; aunque el prestigio individual alcanzado a partir del Renacimiento por genios universalmente valorados como Miguel Ángel, Rafael Sanzio (el divino) o Leonardo da Vinci hizo que no sólo fueran los artistas los que buscaran prestigiarse trabajando para una gran corte, sino las cortes las que buscaran prestigiarse acogiendo a grandes artistas, como Van Dyck, Rubens o Velázquez, ya en el Barroco.
Era muy habitual que los artistas recorrieran las diferentes cortes retratando a los reyes y grandes personajes (como Antonio Moro o los Van Loo); y en el extraordinario caso de Tiziano ocurría lo contrario, que reyes y emperadores acudían a su taller veneciano. Otros pintores de prestigio nunca llegaron a ser pintores de cámara, en algún caso por explícito rechazo de los propios reyes (El Greco, despreciado por Felipe II), en otros probablemente por problemas presupuestarios, que no permitían aumentar la ya inflada nómina de funcionarios (caso de Zurbarán), en otros por problemas de los mismos artistas (caso de Caravaggio) y en muchos otros por la nueva coyuntura histórica de la revolución burguesa que en los países más avanzados socialmente permitió a los artistas desarrollar una vida profesional completamente ajena a la monarquía, la nobleza o el clero (el caso de Rembrandt y la pintura barroca holandesa).
A partir de finales del siglo XIX se produjo de forma general una depreciación evidente de la importancia artística del cargo de pintor de cámara. Por un lado, por la utilización de la fotografía como medio idóneo para reflejar el aspecto físico real de los gobernantes; pero sobre todo por la ruptura decisiva del denominado arte moderno o arte contemporáneo con los criterios estéticos y sociales que imponía el género del retrato regio, anclado en el academicismo o degenerado en lo kitsch, y que siguió cultivándose durante todo el siglo XX (Ricardo Macarrón). Algunos monarcas del siglo XX y XXI optaron por someterse a las innovaciones de la pintura contemporánea, con resultados calificados de escandalosos para el gusto más tradicionalista (como el retrato que Lucian Freud hizo de Isabel II de Inglaterra).
Las colecciones reales de pintura han tenido desde su inicio como base fundamental la producción de los pintores de sus propias cortes, a las que se sumaron las adquisiciones externas, muy a menudo encargadas a los propios pintores de corte. Con la conversión en museos públicos de esas colecciones, las galerías de retratos regios y el resto de la pintura de corte pasaron a ser parte sustancial de los fondos de las principales pinacotecas europeas, como el Prado (Madrid), el Louvre (París), la National Gallery (Londres), el Kunsthistorisches (Viena), el Hermitage (San Petersburgo), la Galeria degli Uffizi (Florencia), etc.

En las siguientes secciones se incluyen galerías de imágenes que muestran, cuando es posible, autorretratos de los pintores de cámara de diversas cortes europeas, desde el siglo XV al XIX, por reinados; o en su caso, los pintores más significativos de entre los que retrataron a los reyes, aunque no ocuparan propiamente un cargo titulado en esos términos. Cuando no están disponibles (normalmente por no existir autorretratos), o en caso de repetirse el mismo pintor en más de un reinado, se incluyen retratos de los reyes o de personajes importantes de la Corte. En algunos casos se utilizan retratos de esos pintores realizados por otros artistas.

## Cortes italianas

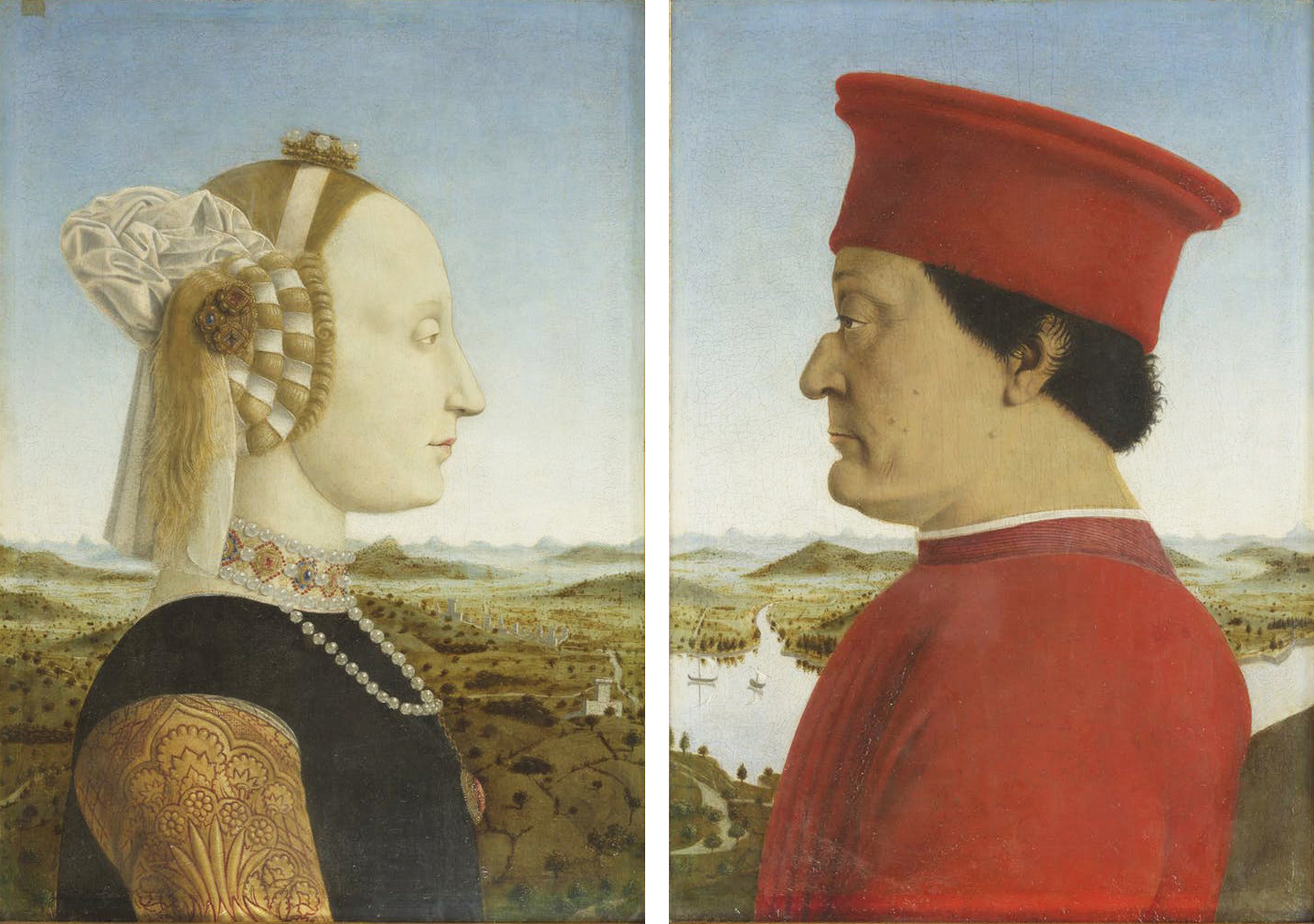
Los Duques de Urbino, Battista Sforza y Federico de Montefeltro, por Piero della Francesca.

Primero como repúblicas y paulatinamente convertidas en monarquías, las comune o ciudades estado del centro y norte de Italia quedaron conformadas en la Baja Edad Media como espacios políticos singulares entre Pontificado e Imperio, ambos fracasados en su intento de constituirse en poderes universales y cada uno de ellos apoyados por dos bandos opuestos dentro de esas mismas (güelfos y gibelinos). En los siglos XVI y XVII fueron el escenario de la disputa de la hegemonía continental por las monarquías francesa y española-austríaca. Al sur de los Estados Pontificios controlados por el Papa, Italia meridional se repartía en dos reinos de considerable extensión vinculados entre sí: el reino de Nápoles y el reino de Sicilia, también sujetos al dominio de casas reales de fuera de Italia (Anjou-Plantagenet, Aragón, Habsburgo y Borbón).
Los más destacados condottieros locales se ganaron una relevante posición entre los príncipes de sangre por la fuerza de todo tipo de armas, entre ellas y destacadamente la protección de las artes y el humanismo renacentista, surgido en el siglo XV como resultado de la revaloración de la Antigüedad clásica y el redescubrimiento y lectura de sus textos con una nueva perspectiva antropocéntrica frente al teocentrismo medieval. La justificación de la razón de Estado se convirtió en el tema intelectual de la época, con la destacada aportación de Maquiavelo.
Fue en este espacio geográfico donde se desarrolló la revolución artística del Renacimiento italiano, que otorgó a los artistas una nueva condición social en las cortes, donde se relacionaban en el mismo plano con filósofos y príncipes. Los pintores quedaban vinculados al patronazgo de mecenas que no se limitaban a ser los comitentes de un simple encargo individual, sino que mantenían su patrocinio en condiciones de exclusividad, a veces contra la resistencia del propio artista que prefiriera partir hacia otra ciudad con mejores perspectivas de desarrollo profesional. La influencia de los modelos cortesanos italianos difundió esa función por todas las cortes europeas.

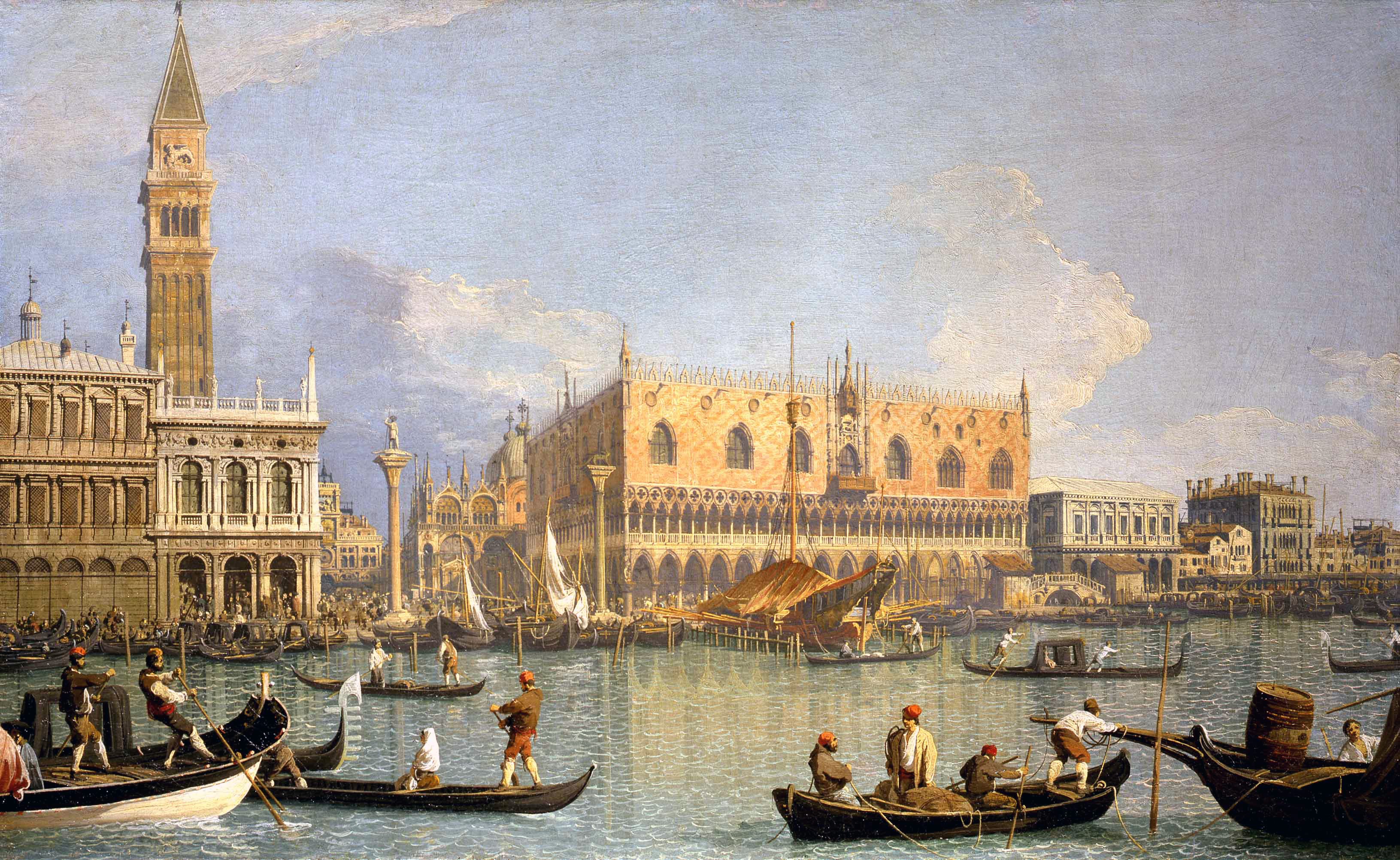
Canaletto (1697-1768), Veduta del Palacio Ducal de Venecia.

### Corte de Venecia
La Serenísima República de Venecia, gobernada por un grupo de familias patricias entre las que la figura institucional del Dogo era únicamente un primum inter pares, tuvo entre sus pintores a los de la escuela local, una de las más importantes de Italia.

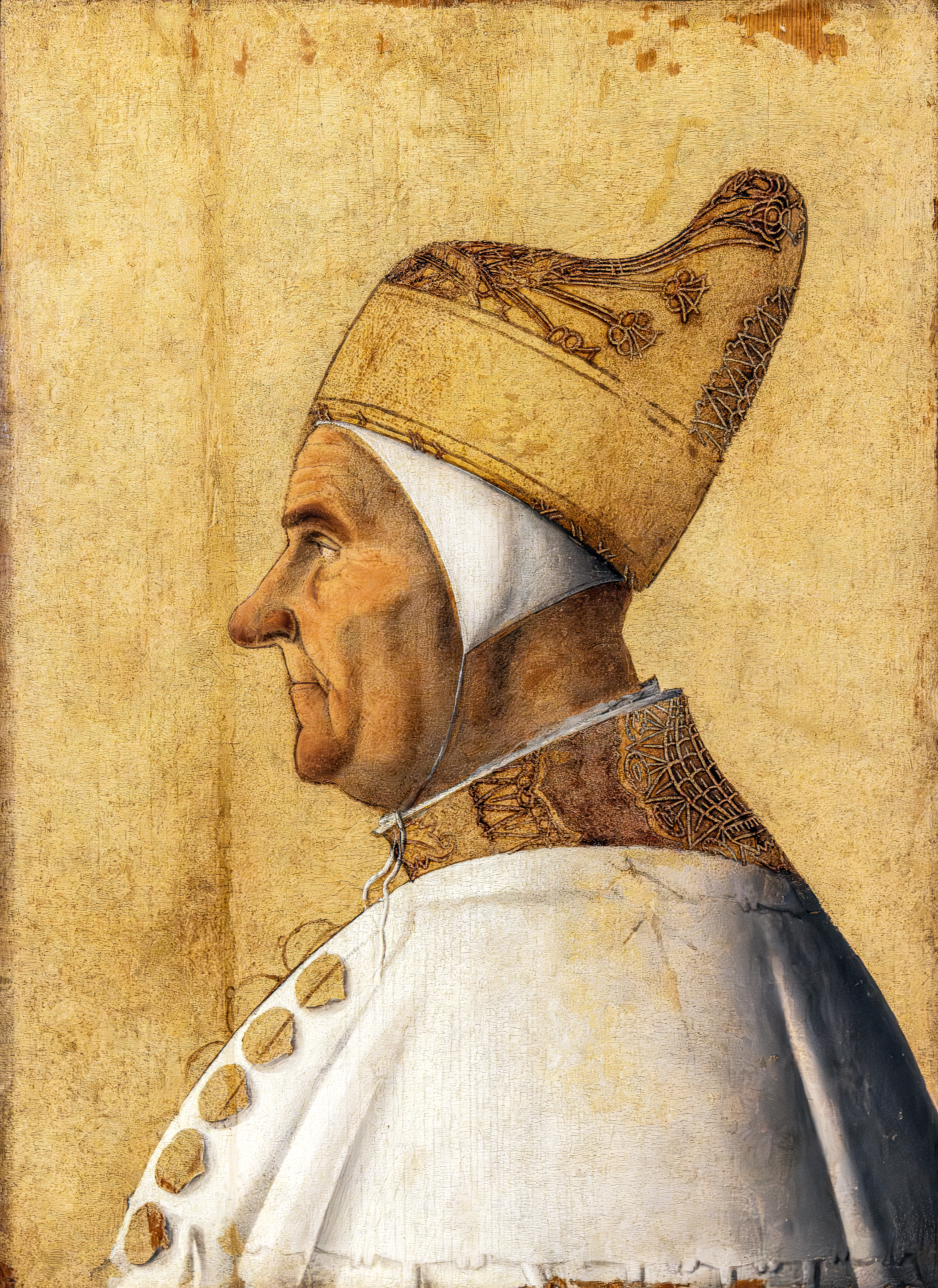
Gentile Bellini, El Dogo Giovanni Mocenigo (1355-1356)
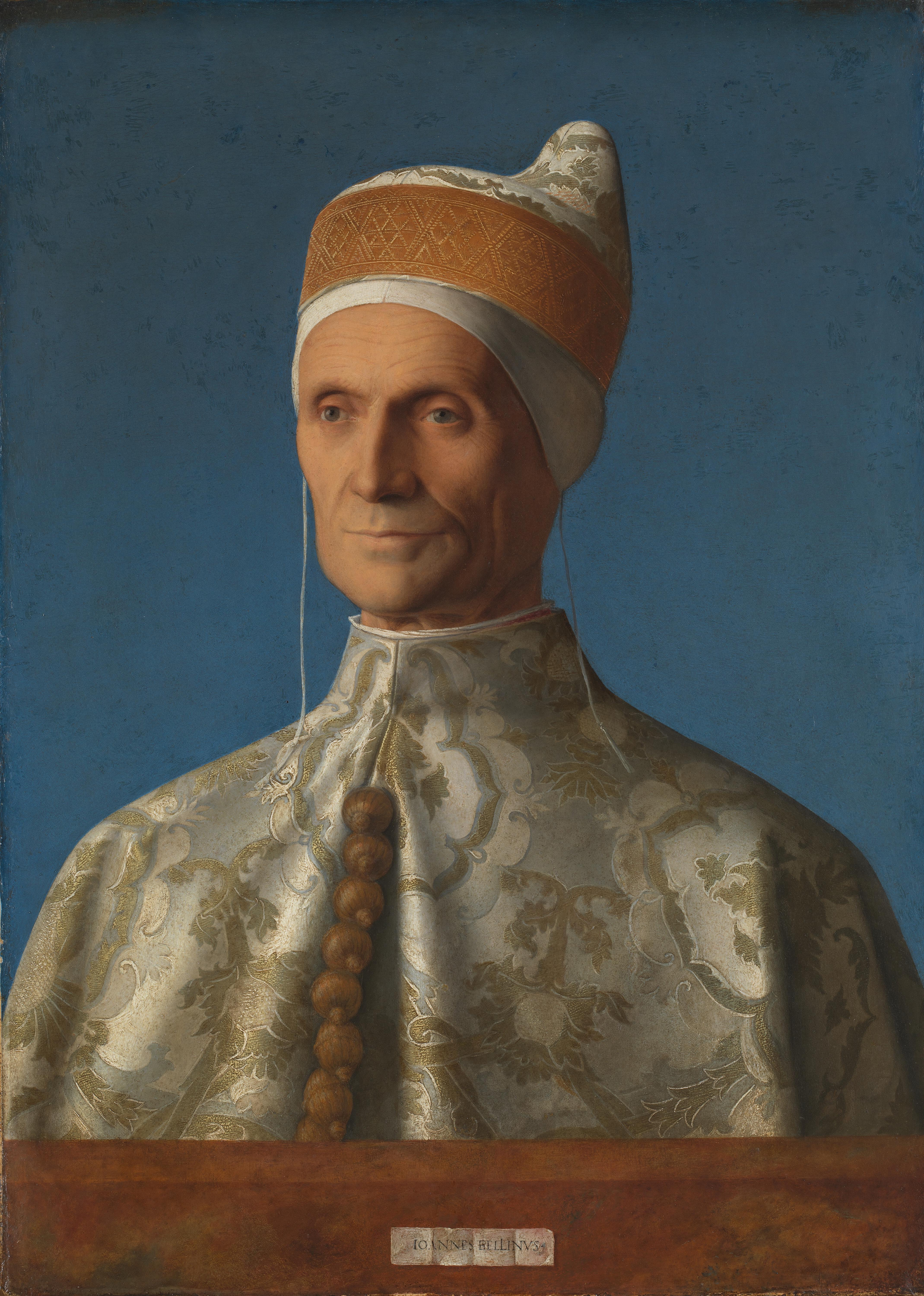
Giovanni Bellini, El Dogo Leonardo Loredan (1501-1521)
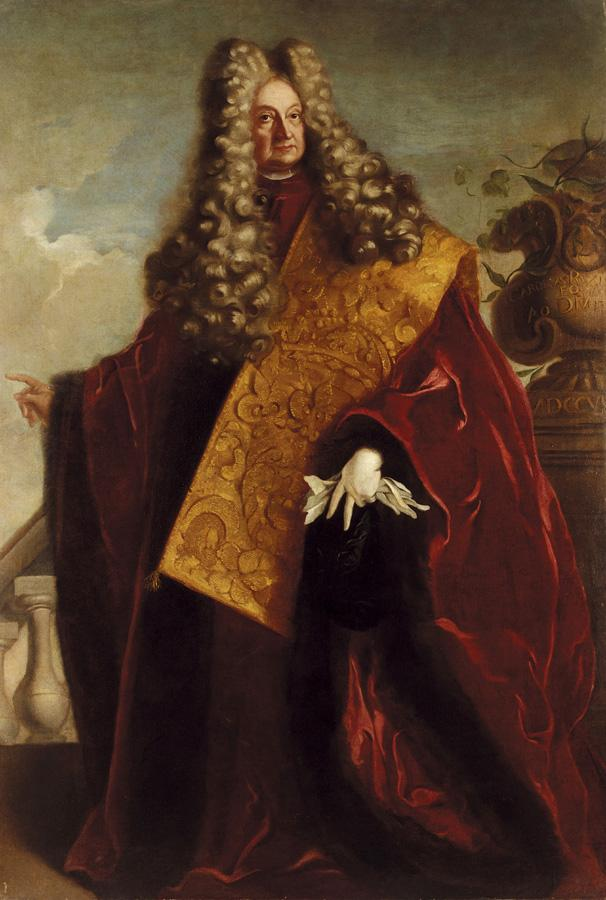
Gregorio Lazzarini, El Dogo Carlo Ruzzini (1732-1735)

Tiziano, El Dogo Andrea Gritti (1523-1538)
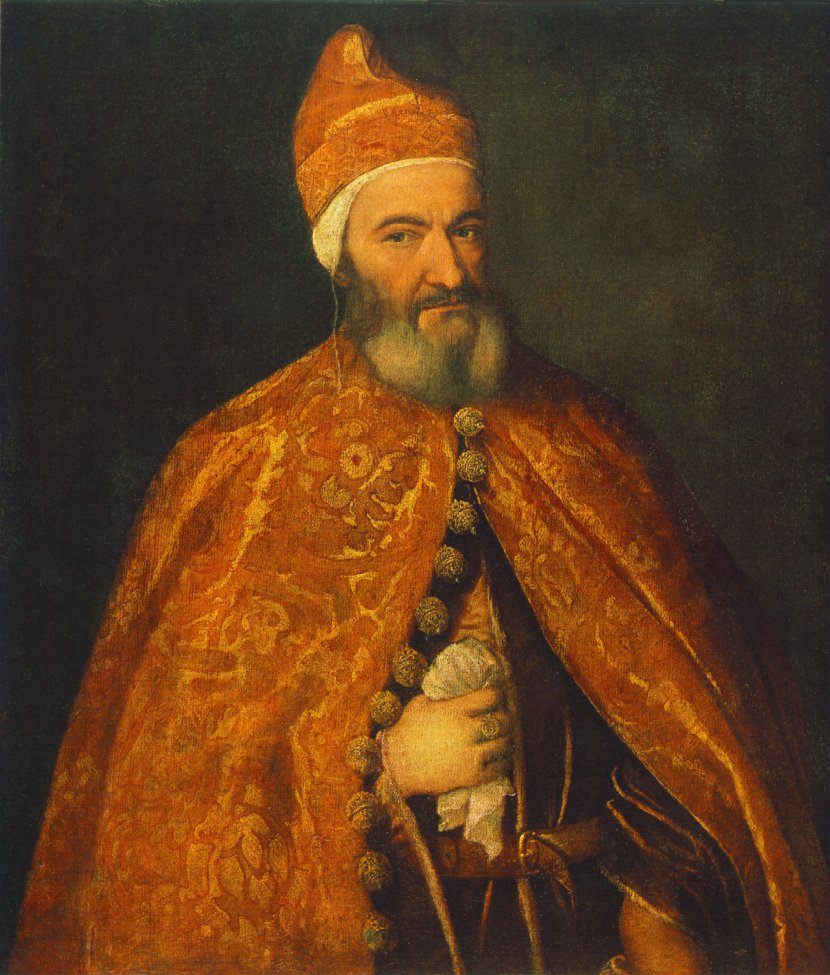
Tiziano, El Dogo Marcantonio Trevisan (1553-1554)
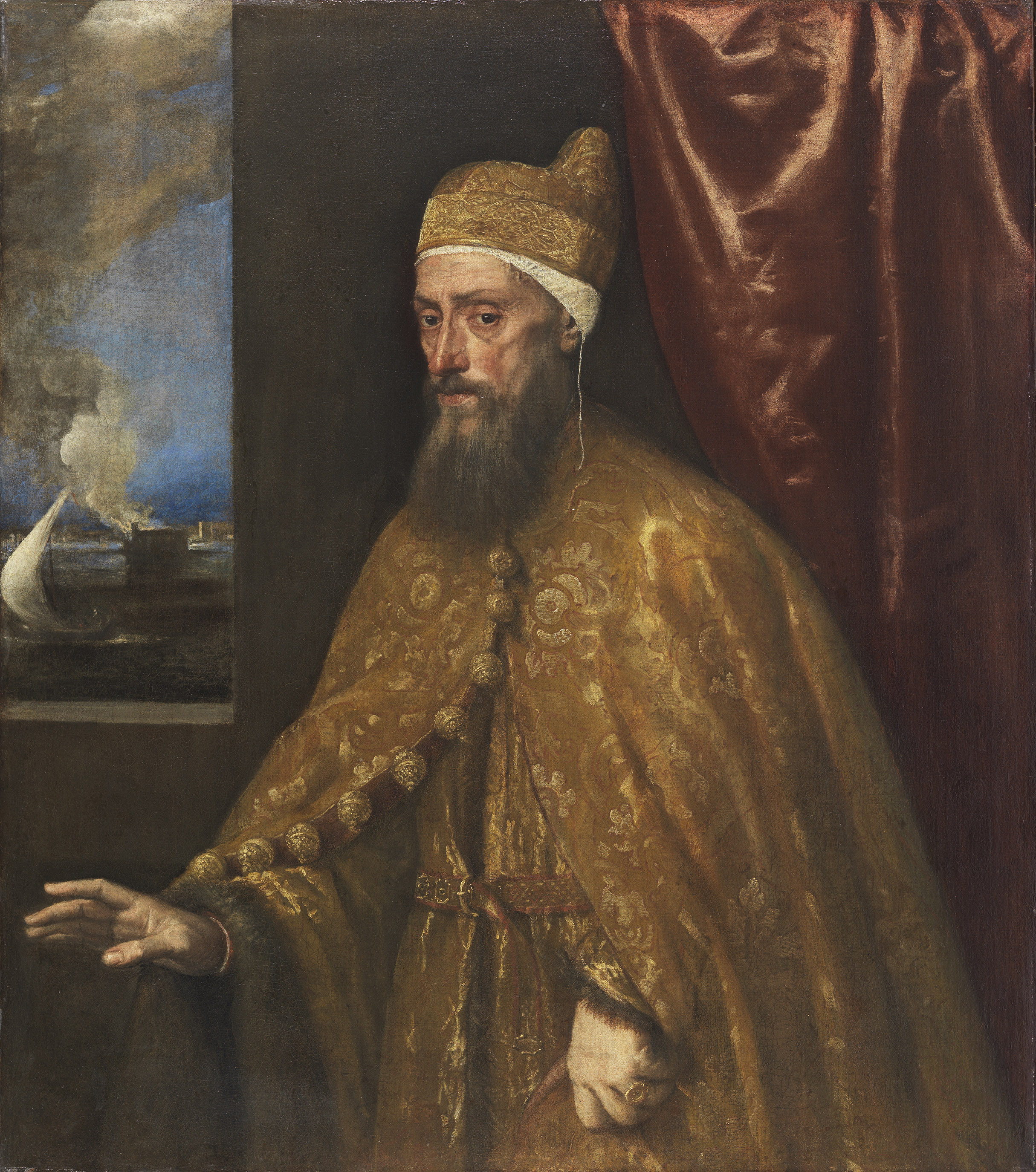
Tiziano, El Dogo Francesco Venier (1554-1556)

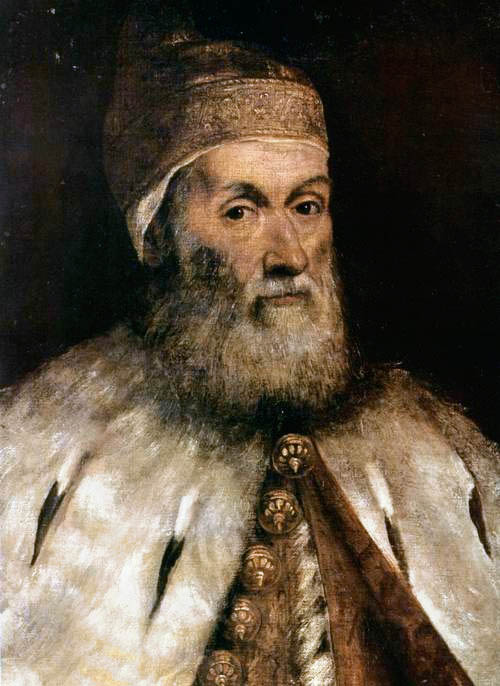
Tintoretto, El Dogo Gerolamo Priuli (1559-1567)
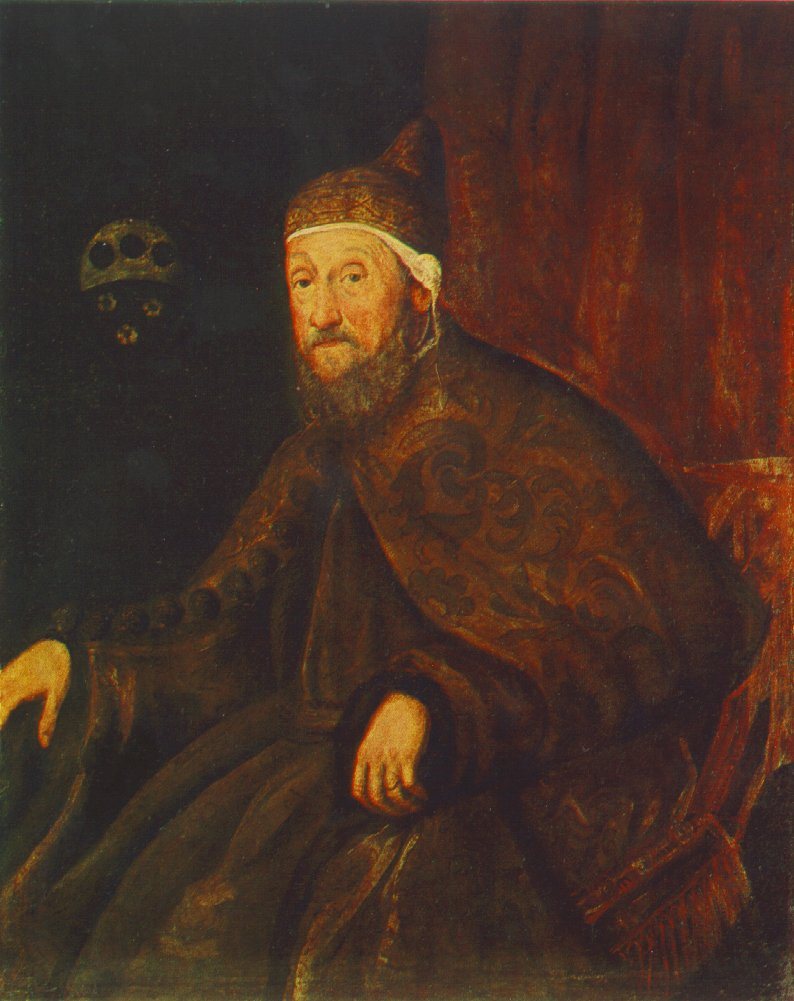
Tintoretto, El Dogo Pietro Loredan (1567-1570)
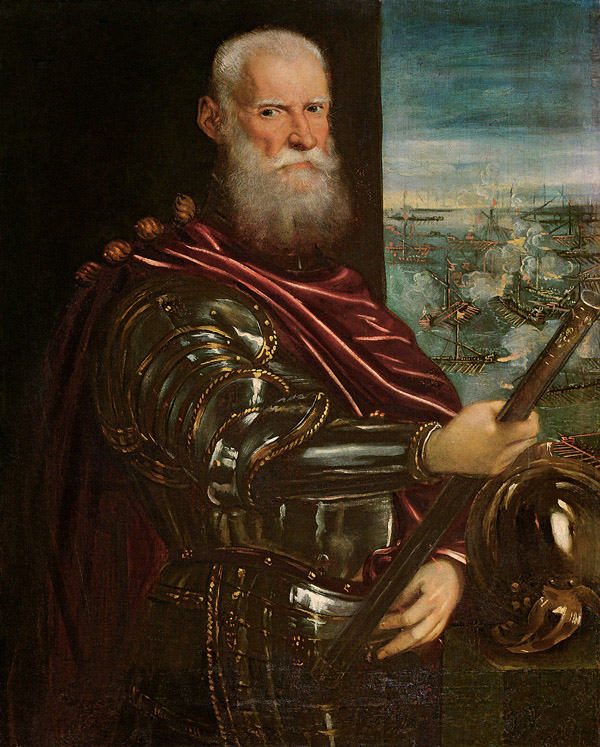
Tintoretto, El Dogo Sebastiano Venier (1577-1578)

### Corte de Nápoles

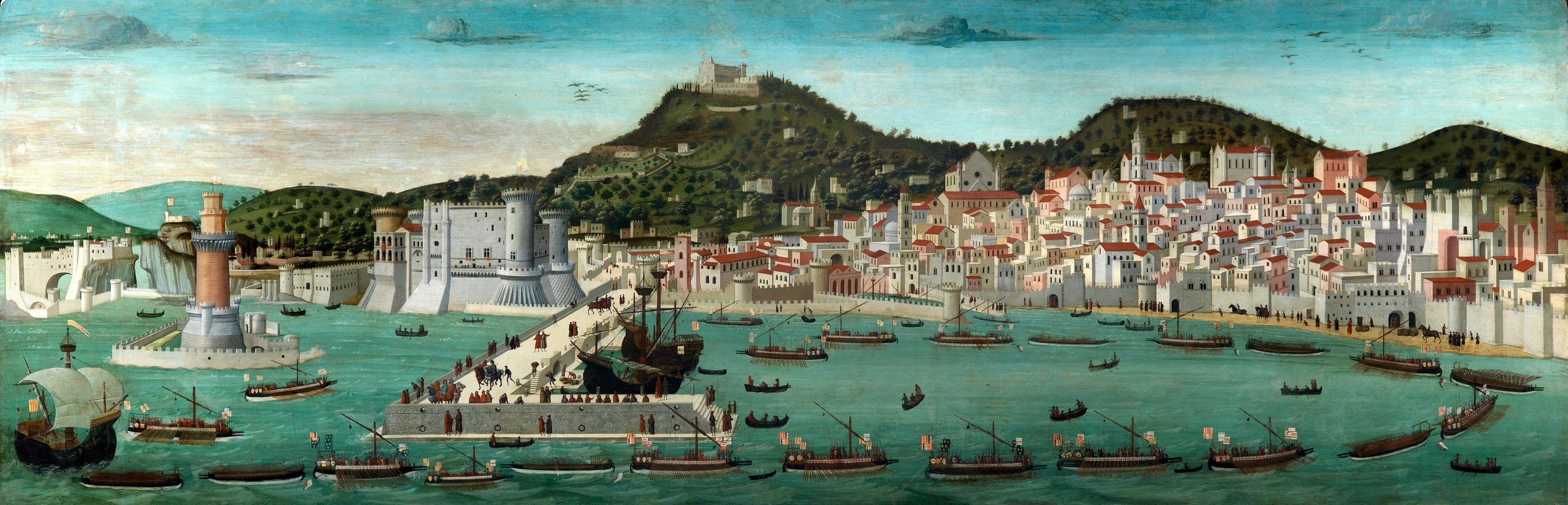
Victoria naval de Alfonso V de Aragón sobre Juan de Anjou, Tabla Strozzi, atribuida a Francesco Pagano, 1470.

Nápoles destacó como un centro humanístico de primera magnitud en el siglo XV (Alfonso V de Aragón), y se siguió manteniendo, incluso como corte virreinal, como referente artístico indiscutible, llegando a liderar la renovación pictórica del barroco en el siglo XVII. A mediados del siglo XVIII volvió a generar una verdadera Edad de Oro durante el reinado del futuro Carlos III de España.

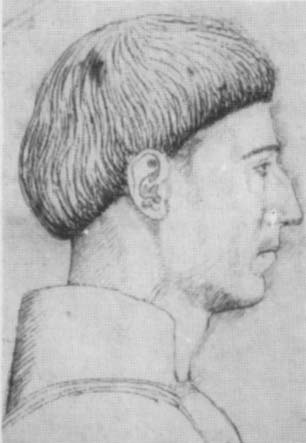
Alfonso V, por Pisanello.
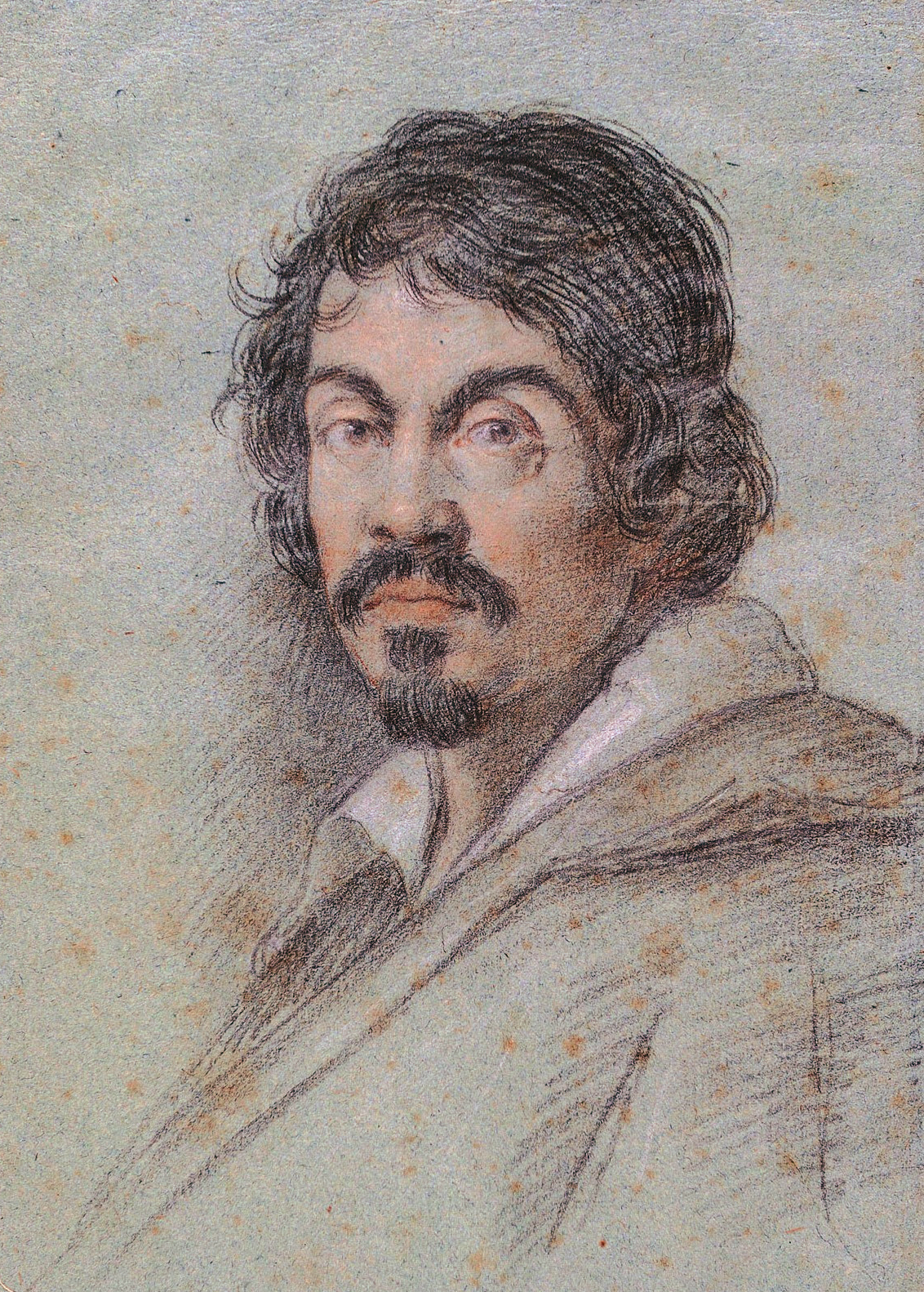
Caravaggio, de vida agitada, pintó en Nápoles fundamentalmente encargos religiosos, protegido por los Colonna, entre 1606 y 1610.
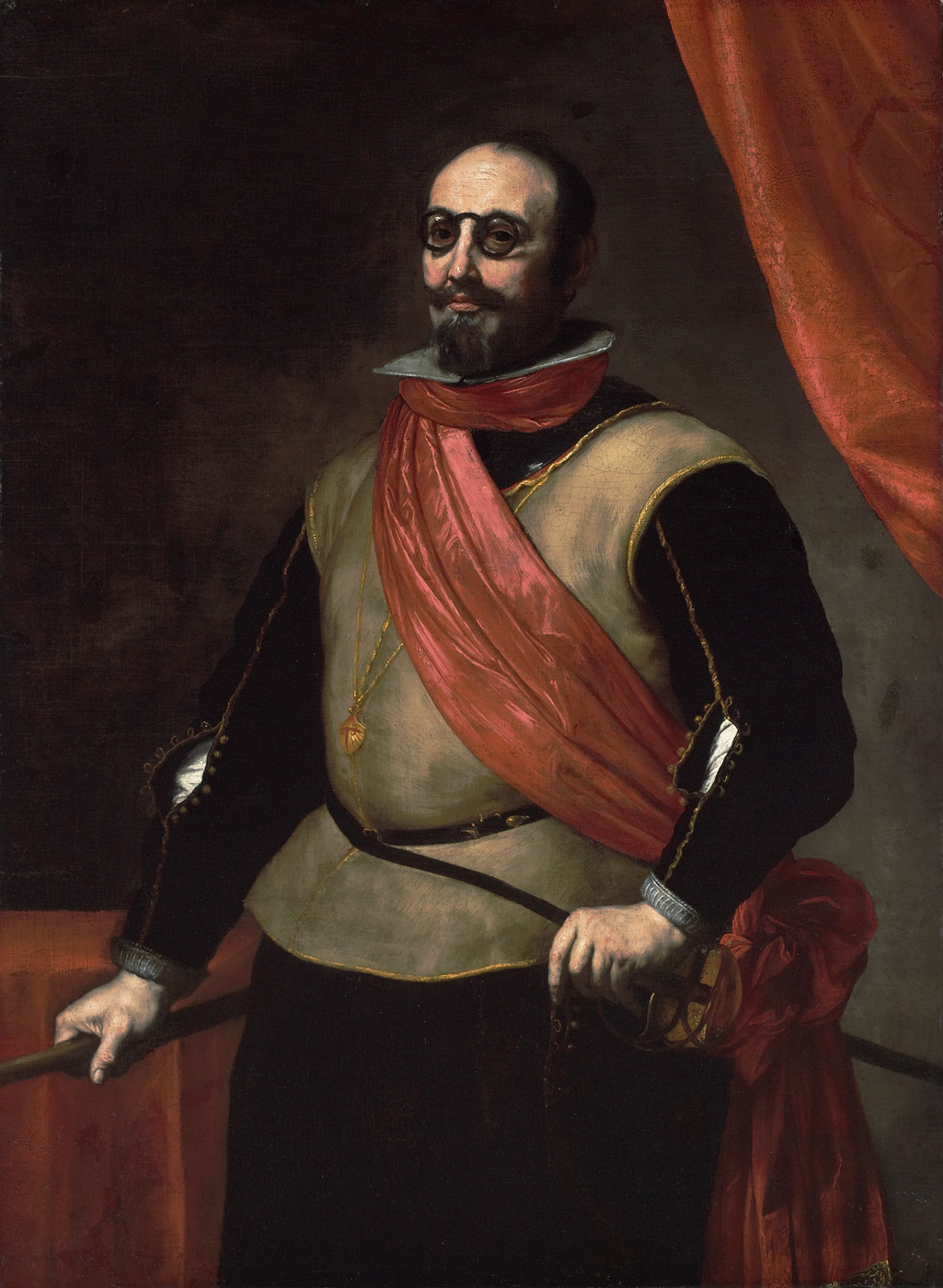
Caballero de Santiago, por José de Ribera.
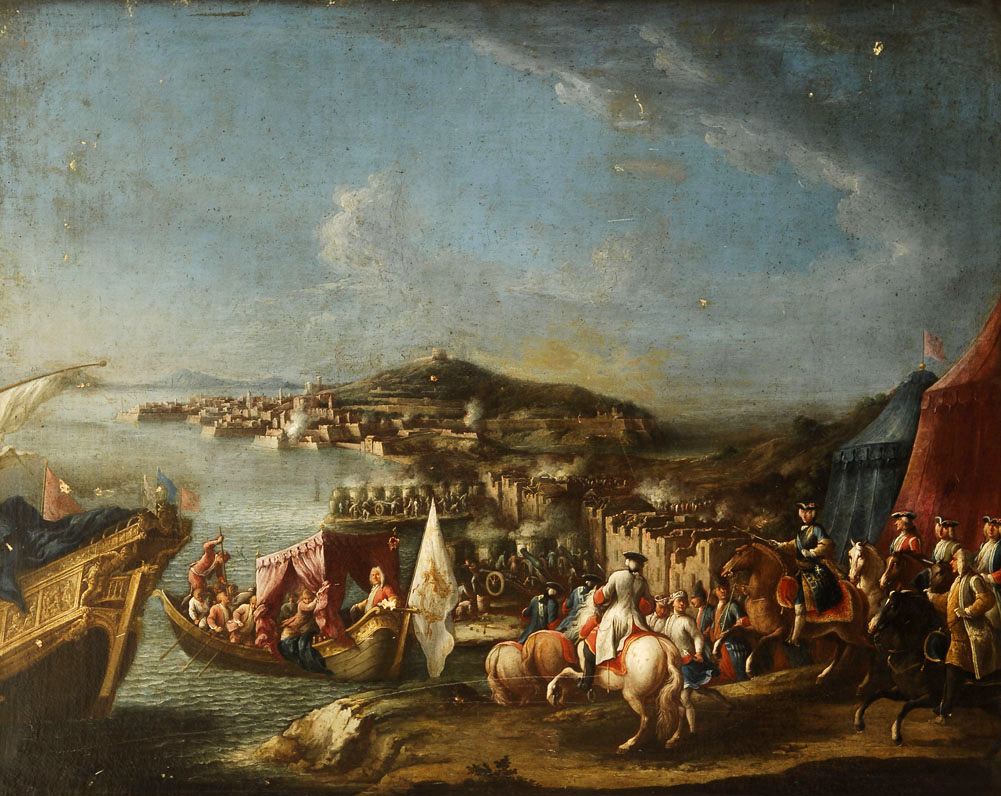
Entrada de Carlos III en Nápoles, por Giovanni Luigi Rocco (1701-1750)

### Cortes de Génova (Doria) y Piamonte o Turín (Saboya)
Los duques de Saboya, con corte en Turín, fueron aumentando de importancia a lo largo de la Edad Moderna, absorbiendo la república de Génova (ciudad clave en el Mediterráneo, con sus propias familias patricias, como los Doria), convirtiéndose en el siglo XVIII en reyes de Cerdeña. A mediados del siglo XIX, lideraron el proceso de unificación italiana.

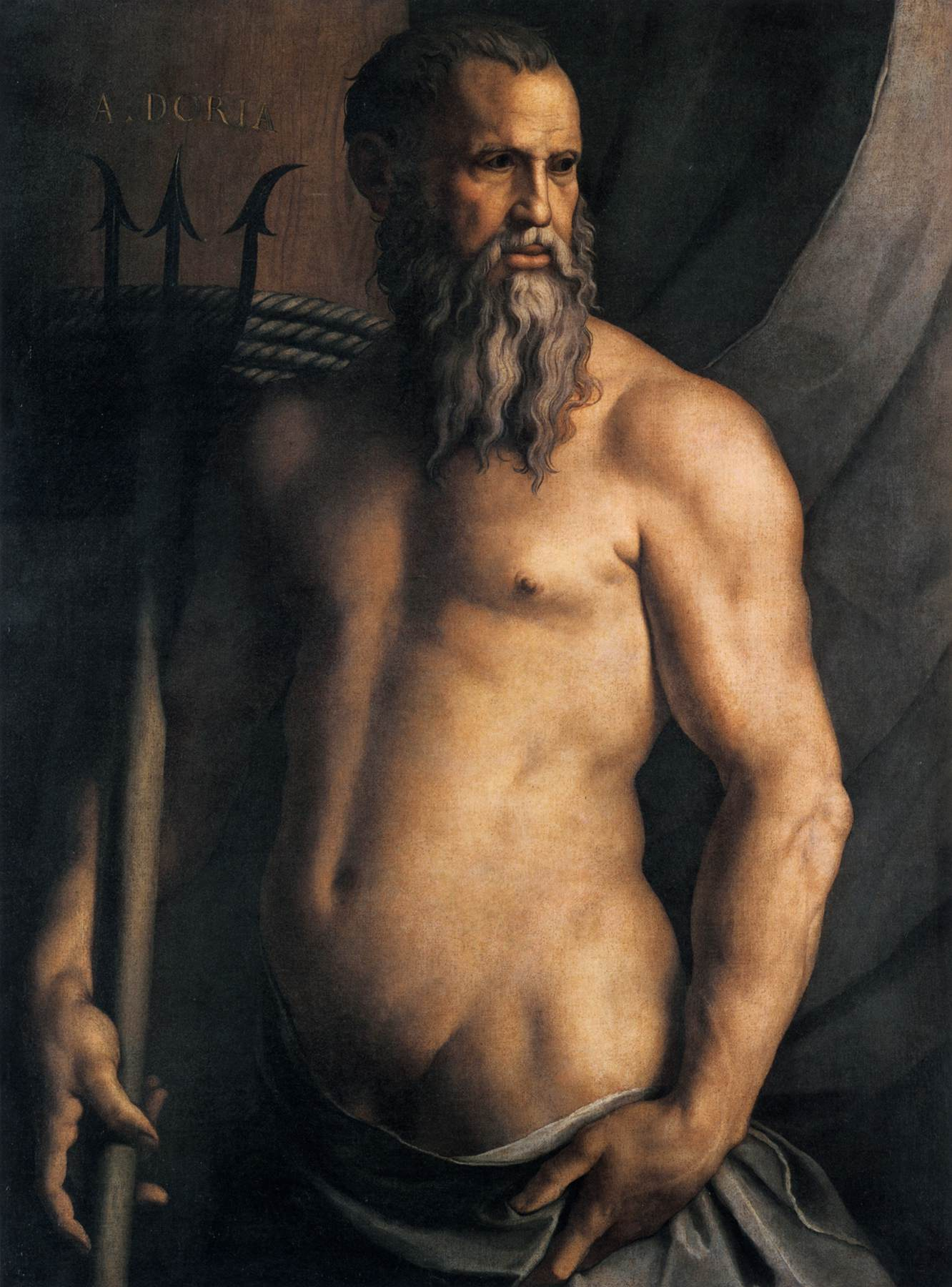
Andrea Doria como Neptuno, por Bronzino.
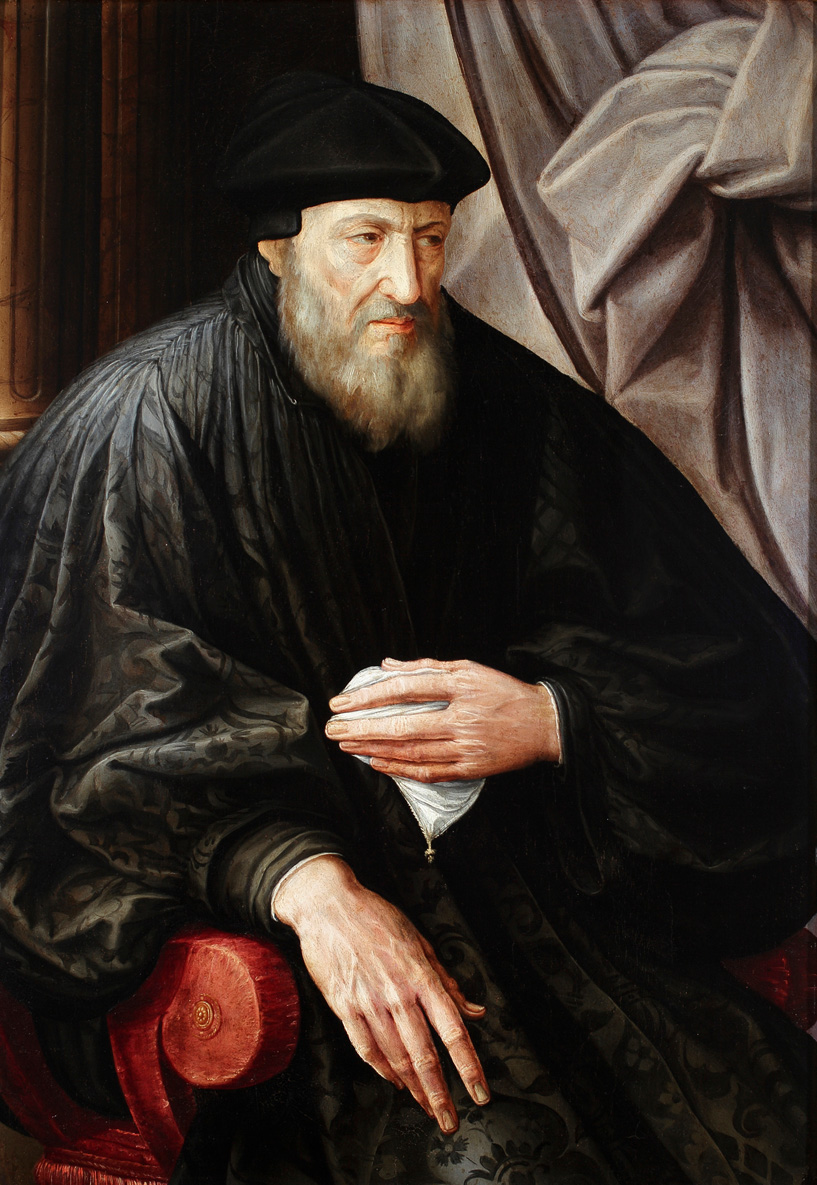
Andrea Doria por Jan Massys.

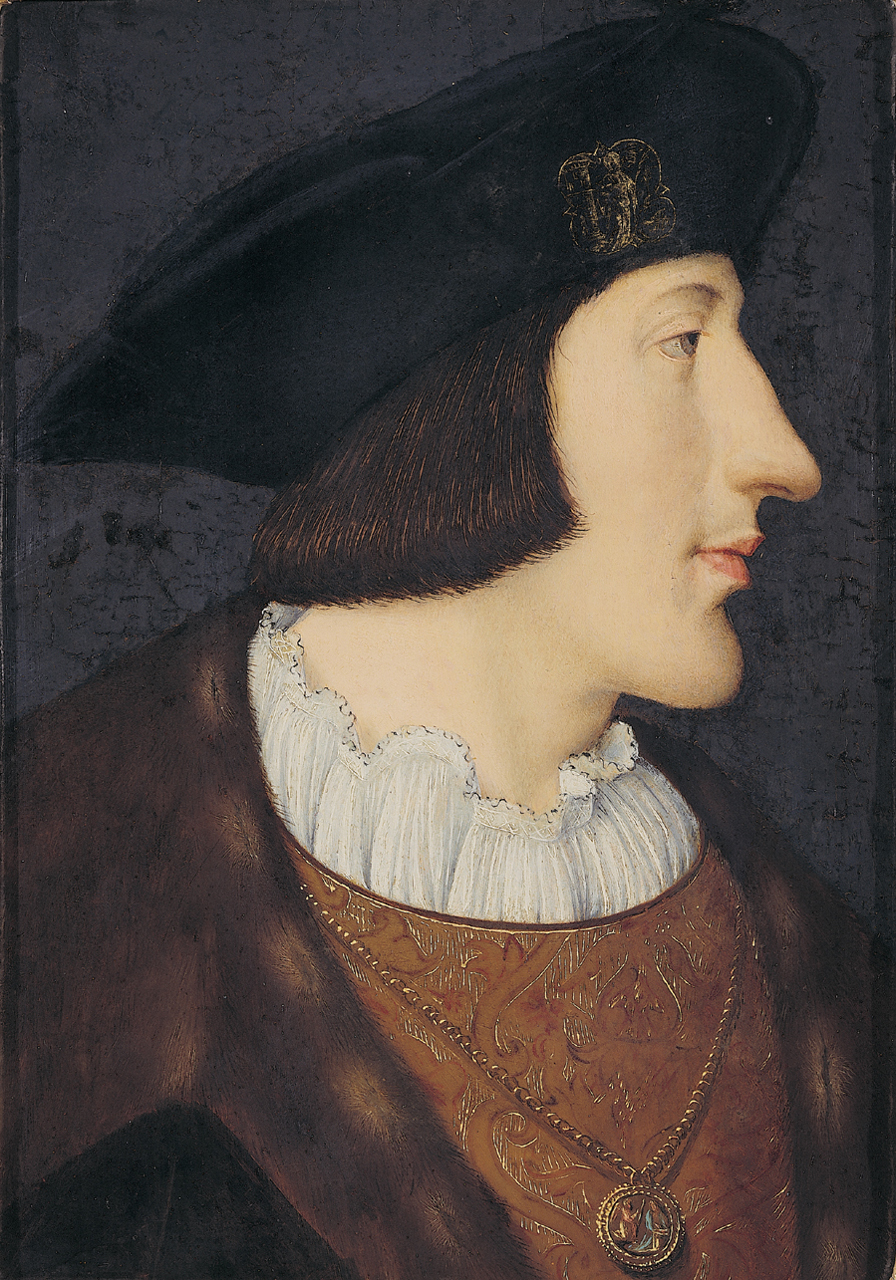
Carlos III de Saboya, por Jean Clouet.
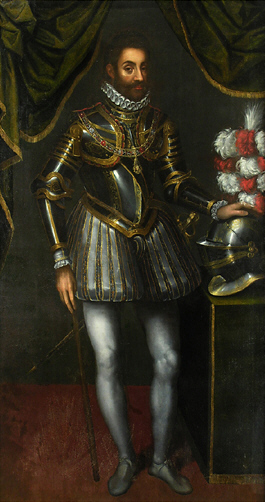
Manuel Filiberto de Saboya, por Scipione Pulzone (1544–1598).
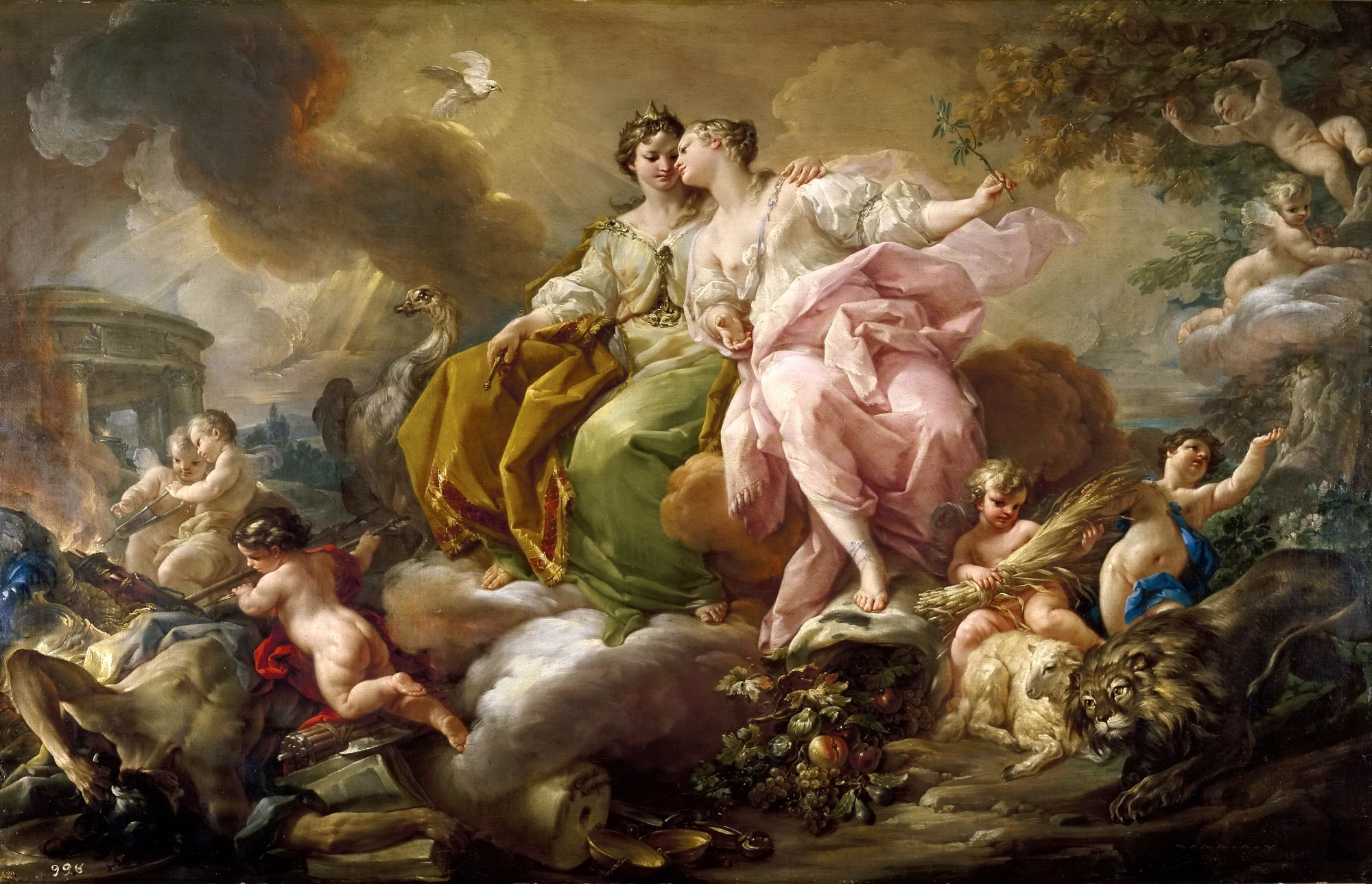
Alegoría de la Justicia y la Paz, por Corrado Giaquinto, que trabajó en la corte de Turín entre 1740 y 1741.
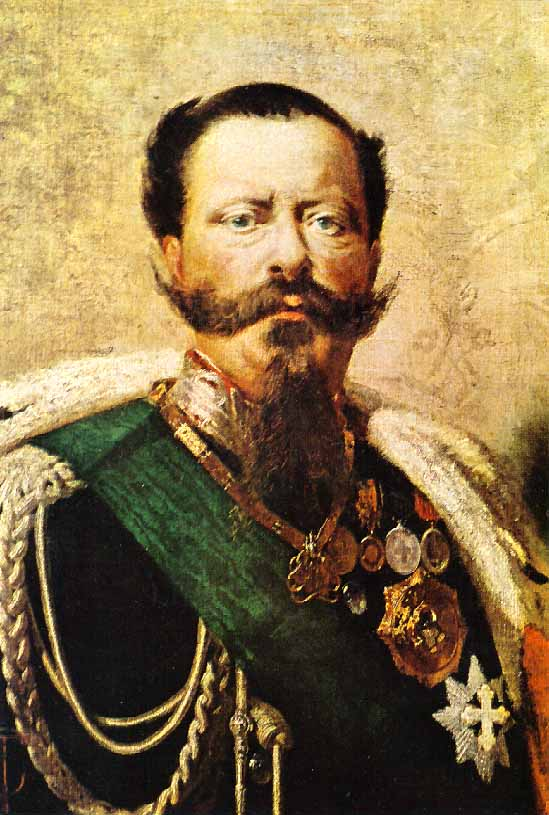
Victor Manuel II, por Tranquillo Cremona (1837-1878).

### Corte de Rímini (Malatesta)

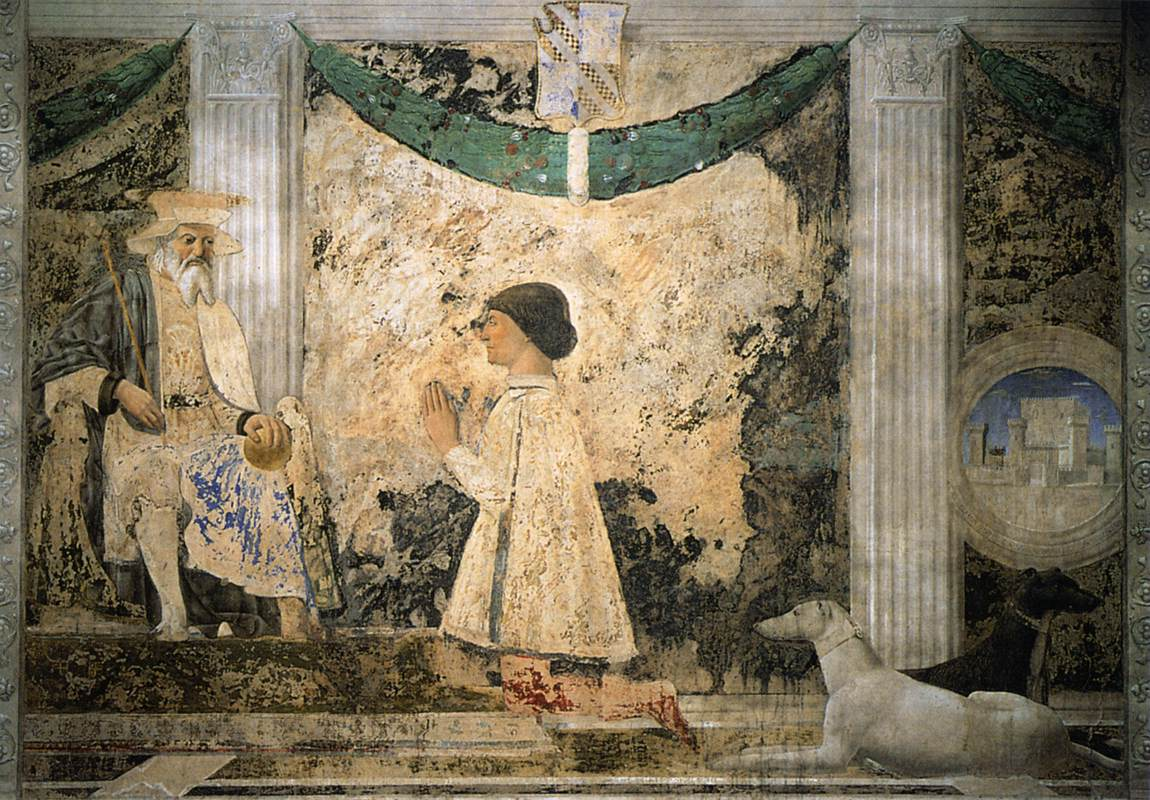
Segismundo Malatesta ante San Segismundo, por Piero della Francesca. Por la ventana circular se representa el Castillo de la familia Malatesta en Rímini.

### Corte de Ferrara (Este)
La casa de Este ejercía su soberanía sobre los ducados de Ferrara y de Módena, y se benefició de los pintores de la escuela de Ferrara (Benvenuto Tisi da Garofalo Francesco del Cossa, etc.).

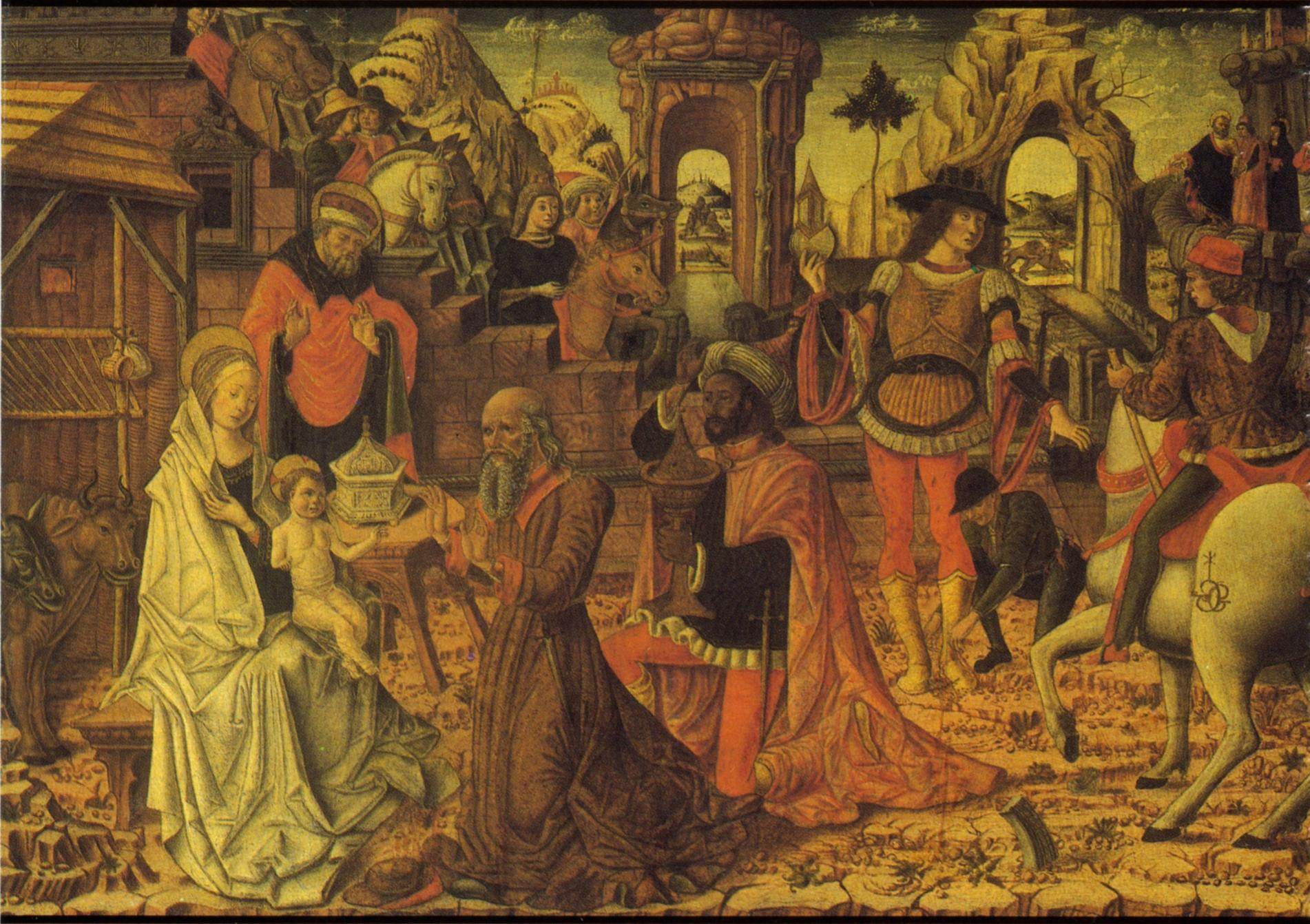
Adoración de los magos, por Galasso Galassi (segunda mitad XV).
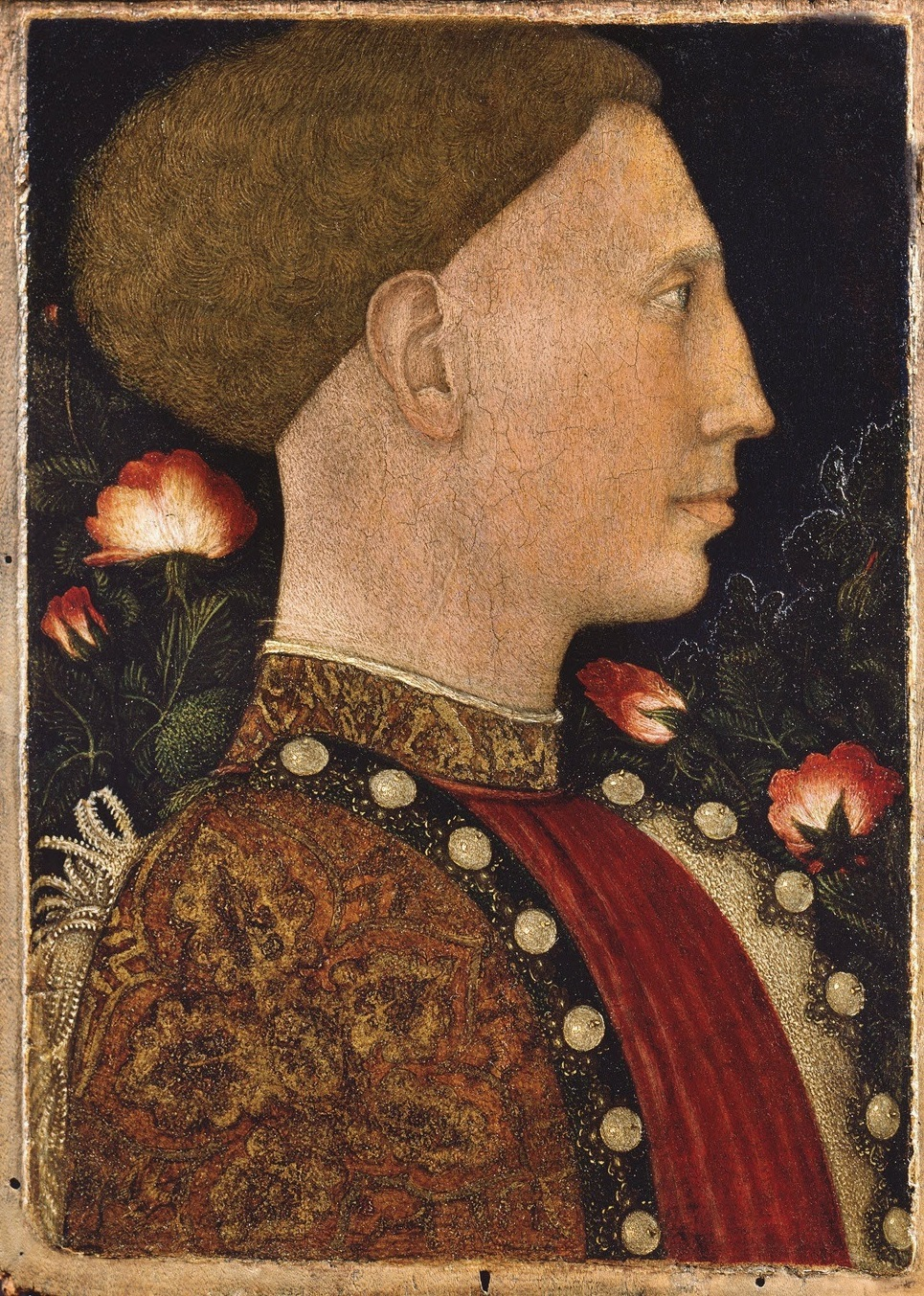
Lionello de Este, por Pisanello (1395-1455).
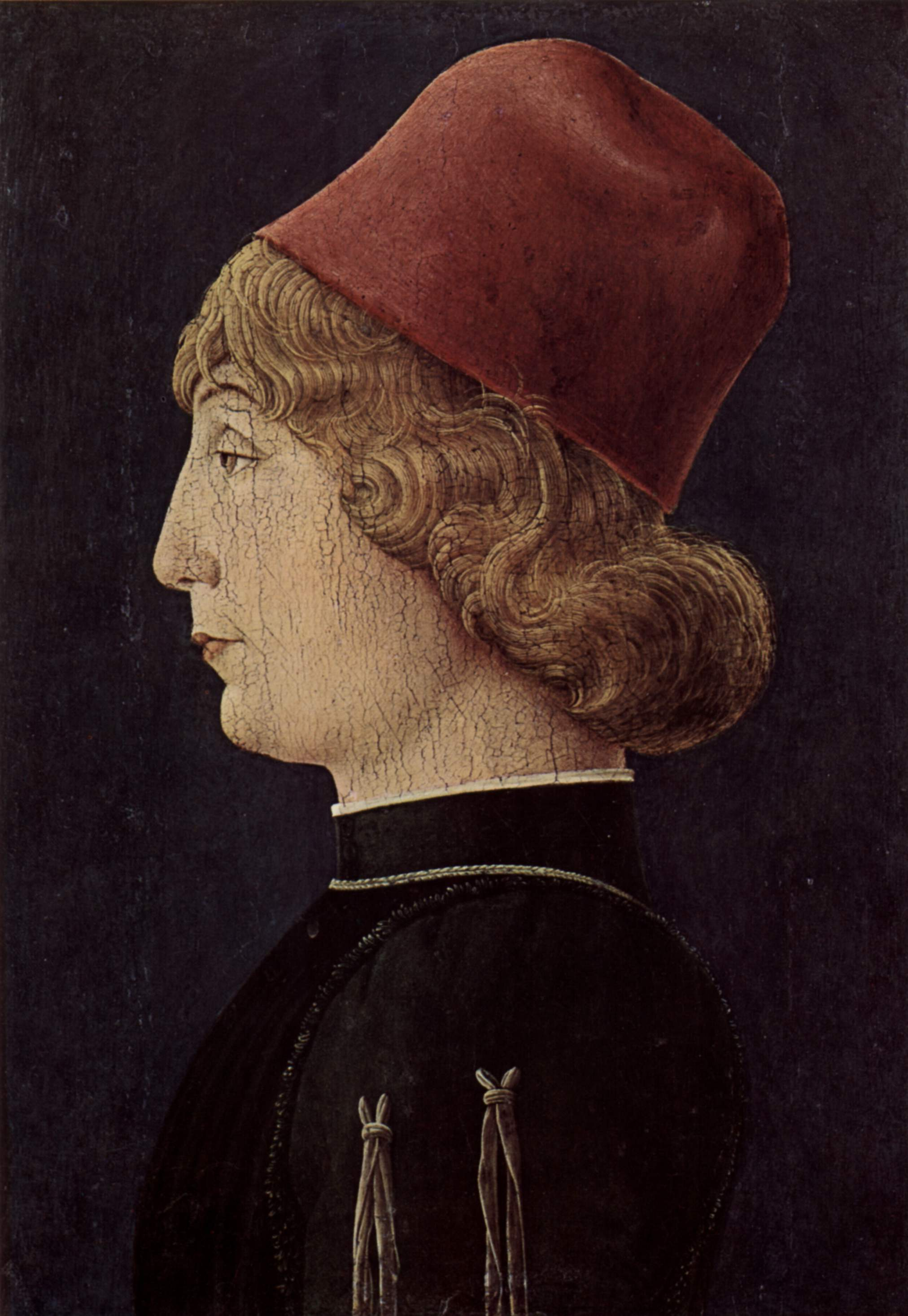
Príncipe de la familia Este, por Cosimo Tura (1430-1495).
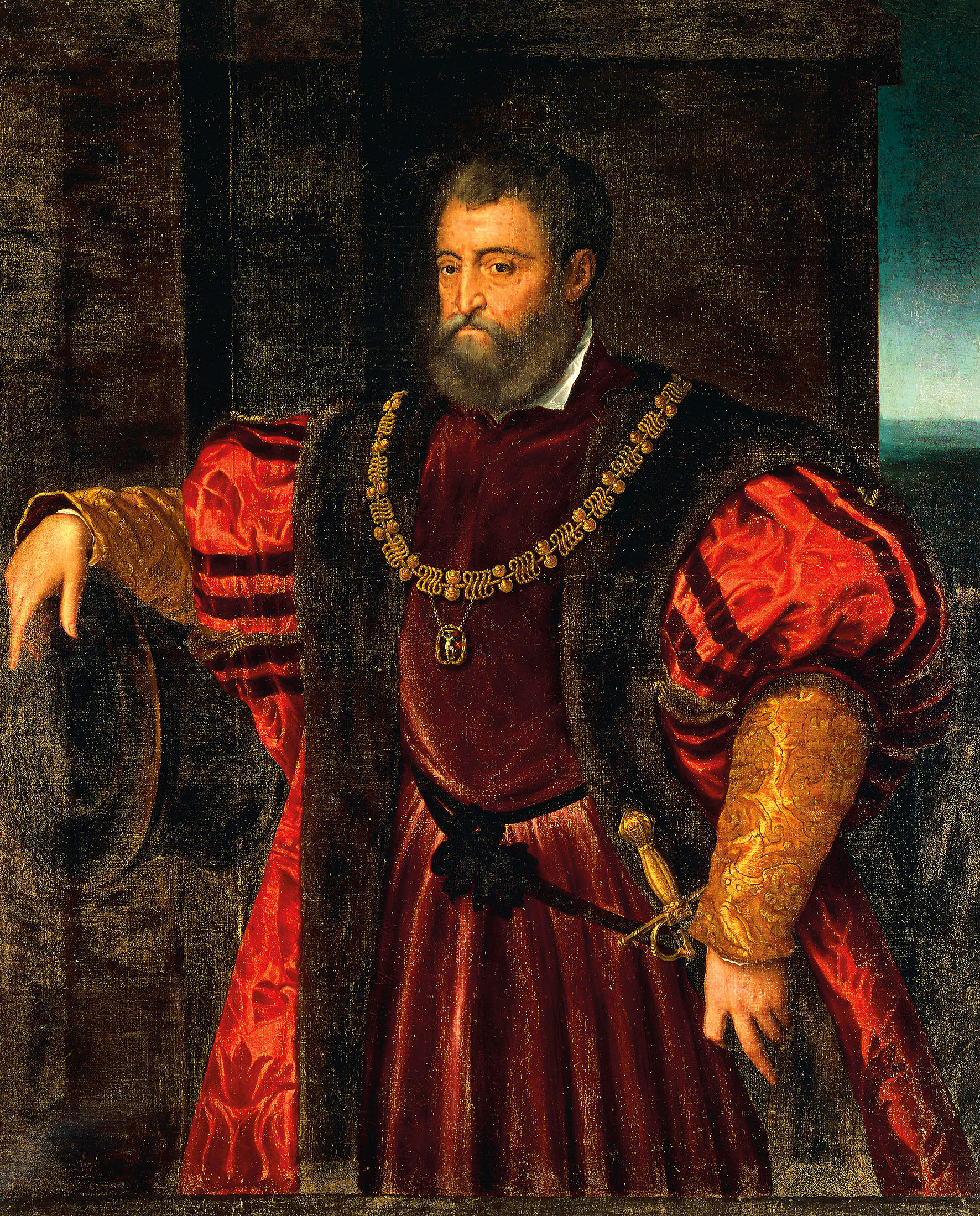
Alfonso de Este, por Dosso Dossi (1490-1542), que también fue pintor de la corte de Ercole II de Este.

### Corte de Mantua (Gonzaga)

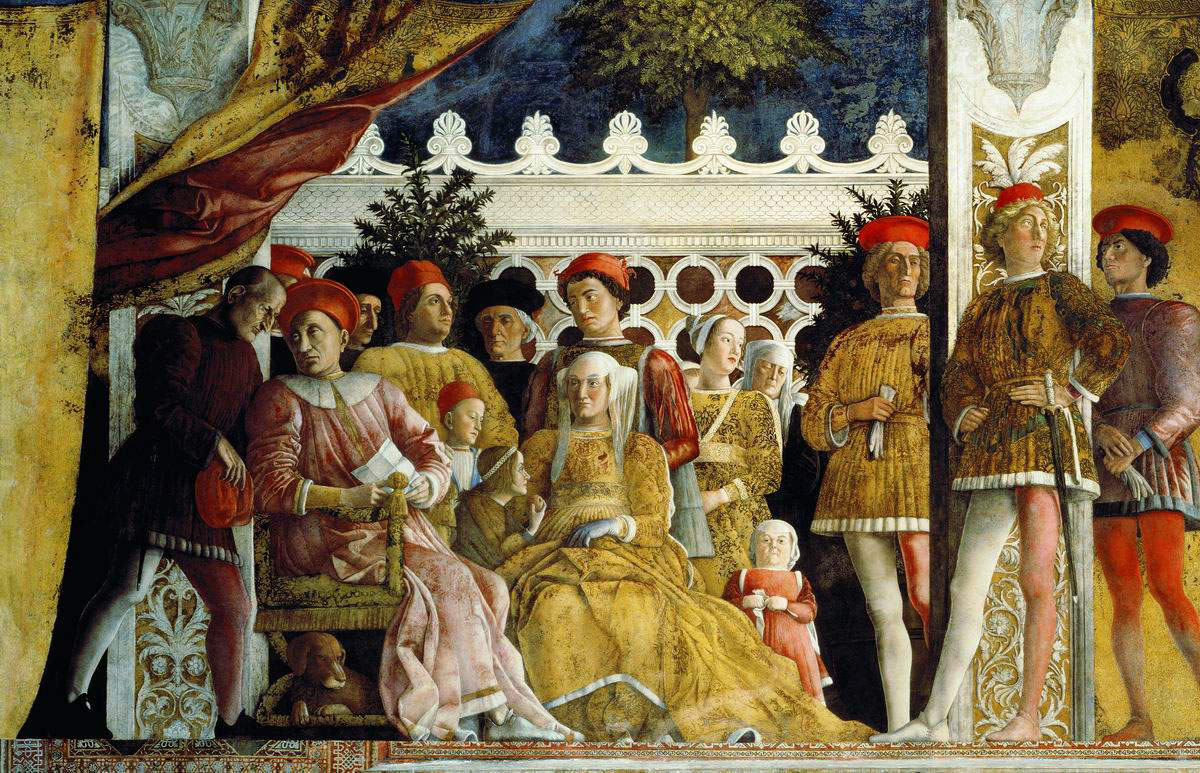
La corte de los duques de Mantua representada en la Cámara de los esposos Andrea Mantegna (1431–1506).

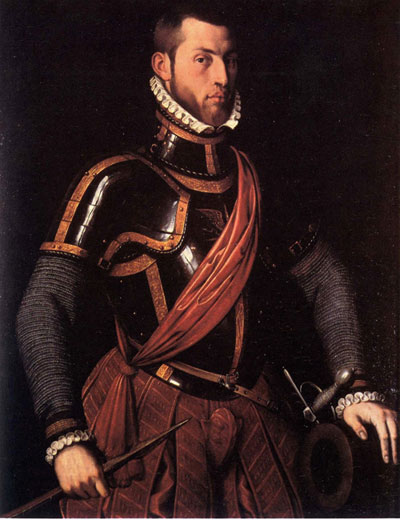
Vespasiano I Gonzaga, por Antonio Moro (1520-1578).

La corte ducal de Mantua establecida por la familia Gonzaga fue representada por Andrea Mantegna entre 1471 y 1474 en los frescos de la Cámara de los esposos, uno de los hitos de la pintura del Quattrocento.
El duque Vespasiano I Gonzaga creó en Sabbioneta, entre Mantua y Parma, una ciudad de nueva planta bajo los criterios renacentistas de la ciudad ideal, contratando a Bernardino Campi para los frescos del palacio.

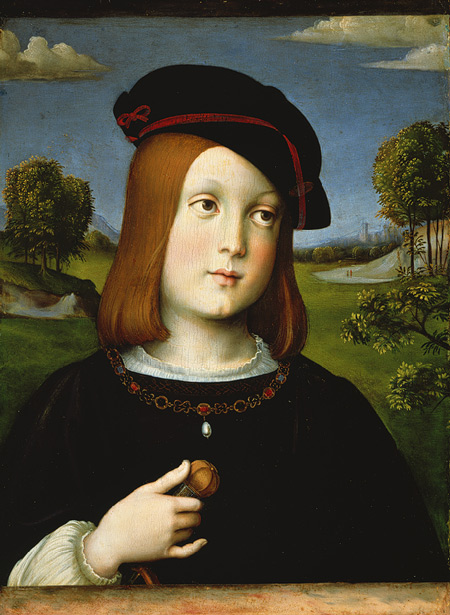
Federico II Gonzaga, niño, por Francesco Raibolini (c. 1450– 1517), llamado "Francesco Francia".
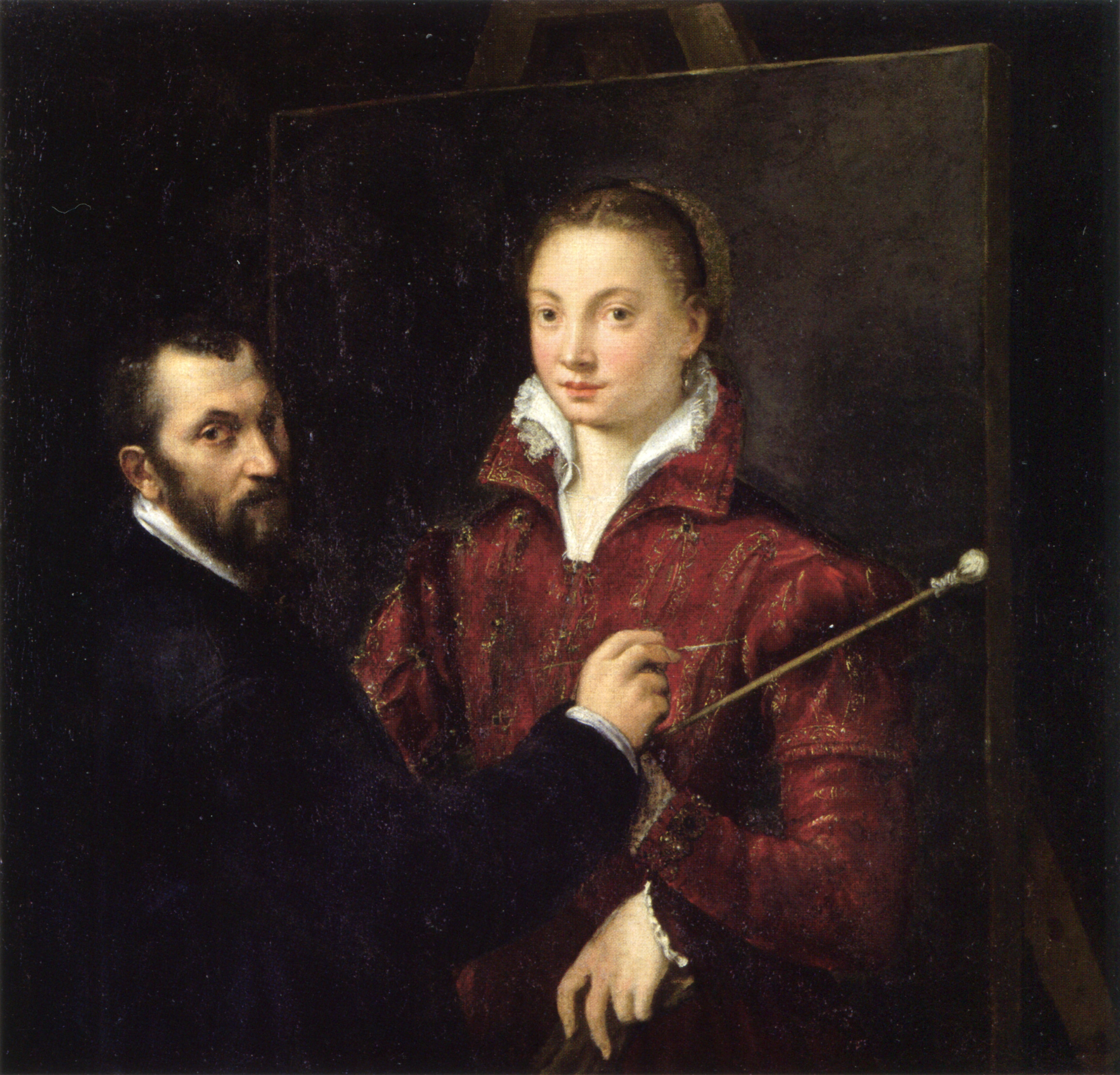
Bernardino Campi (1522 - 1591).
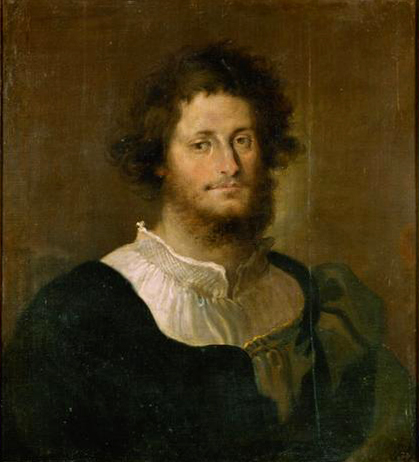
Un príncipe Gonzaga, por Domenico Fetti (1588–1623).
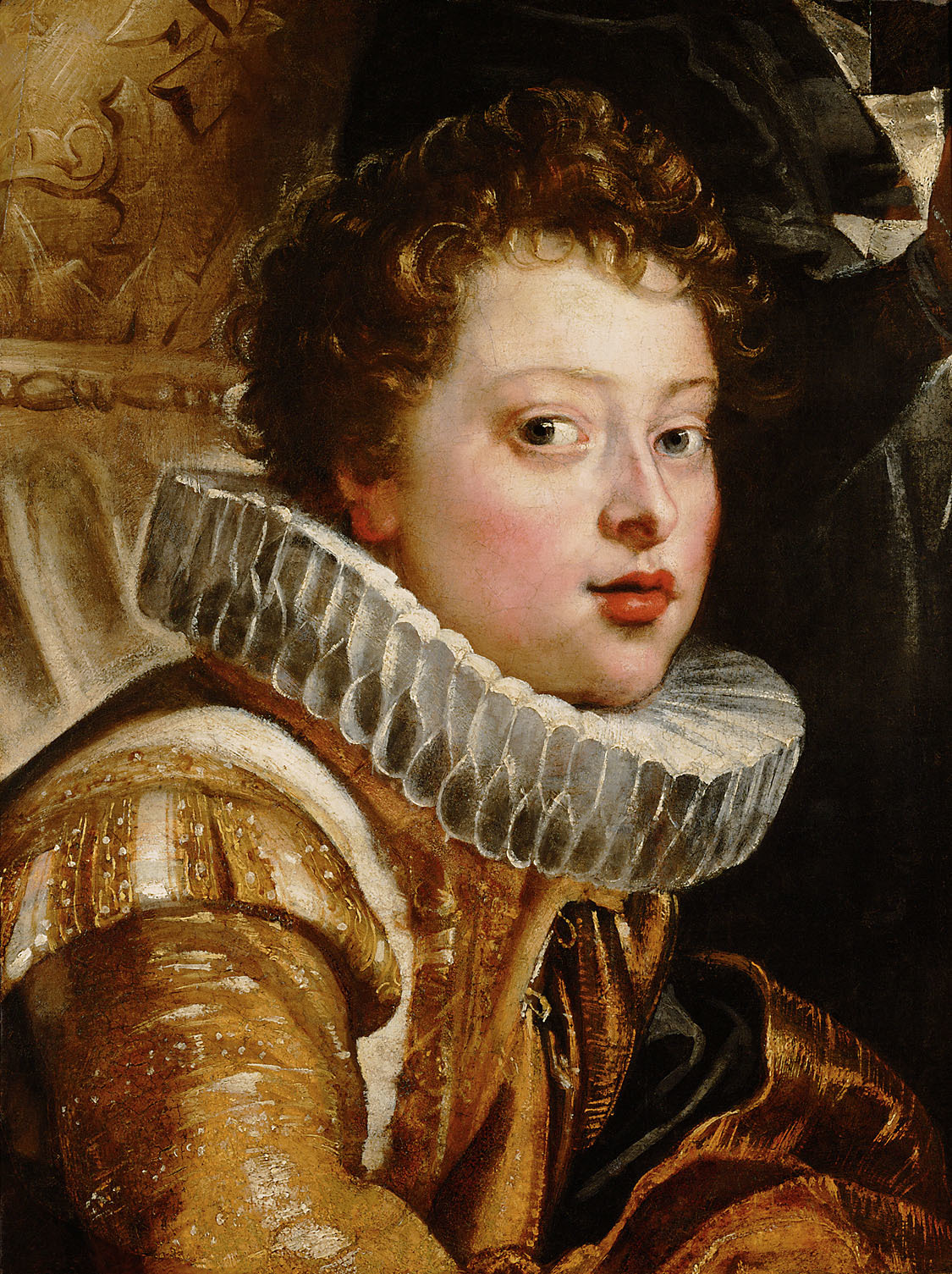
Vicenzo II Gonzaga, por Rubens (estancia en Mantua entre 1600 y 1608).

### Corte de Milán (Visconti y Sforza)

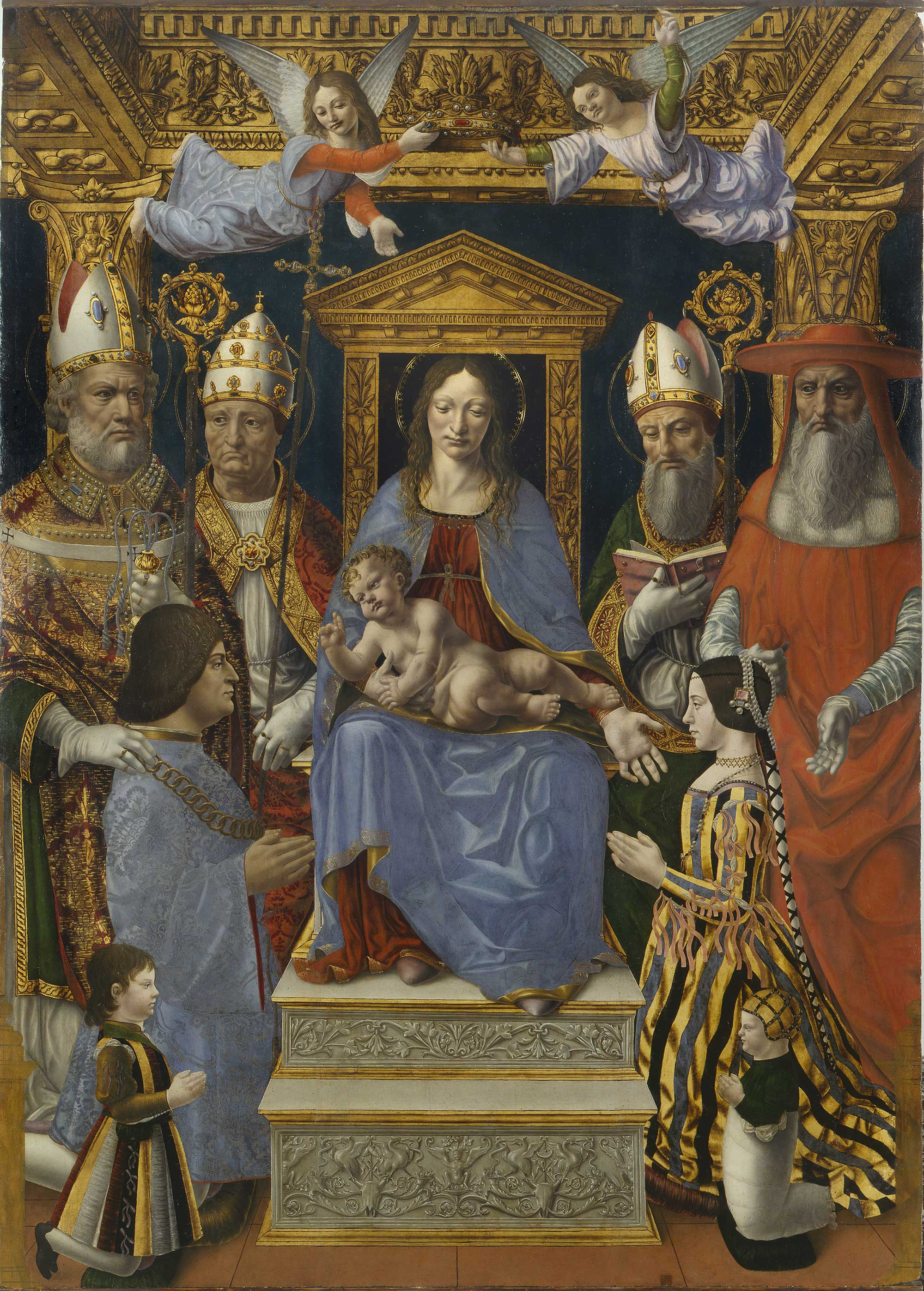
Pala sforzesca (hacia 1486), en la que aparecen como orantes los duques de Milán y sus hijos, ante los padres de la Iglesia y la Virgen con el Niño.

Ludovico Sforza ocupó la corte ducal de Milán, posiblemente la más disputada por las diferentes dinastías que podían aducir algún tipo de derecho sobre ella, tanto italianas (los Visconti) como transalpinas (los Valois franceses y los Habsburgo hispano-germano-flamencos); como medio de legitimar mediante el prestigio de las artes su precaria condición política, atrajo a una notable muestra de artistas de todo origen, como el pintor siciliano Antonello da Messina. Entre todos ellos destacó Leonardo da Vinci, aunque su función no se centraba en el campo de la pintura, sino en todo tipo de encargos, incluyendo el diseño de actos festivos y la ingeniería militar.

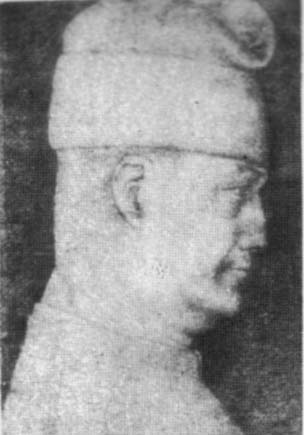
Filippo Maria Visconti, por Pisanello (1395-1455)
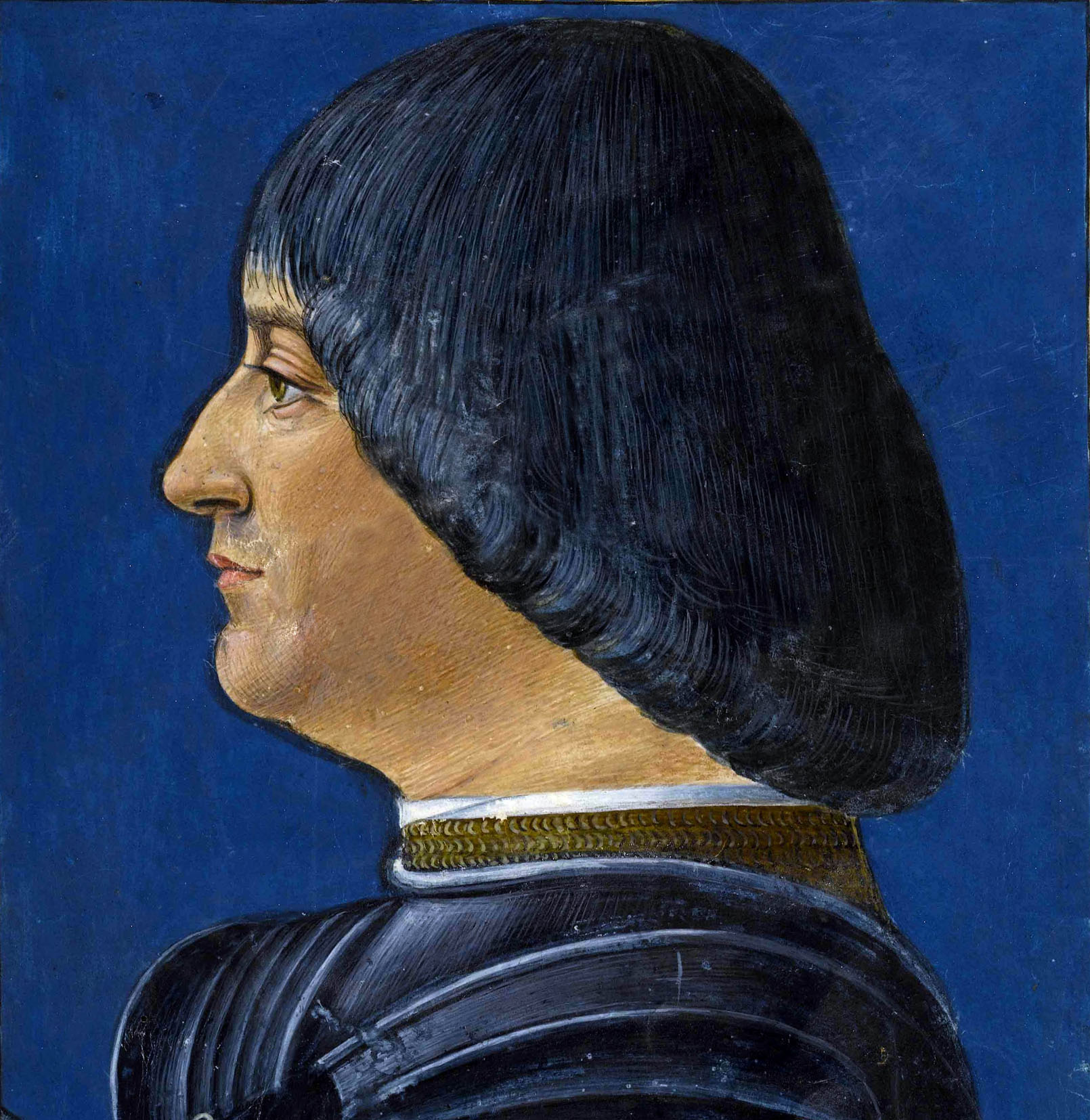
Ludovico Sforza "il Moro", por Ambrogio de Predis (1455-1508)
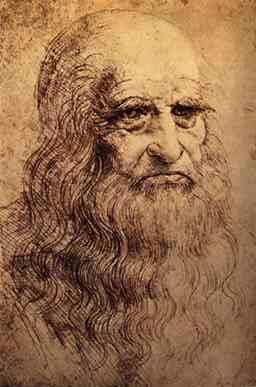
Leonardo da Vinci (1452-1519)

### Corte de Bolonia (Bentivoglio)

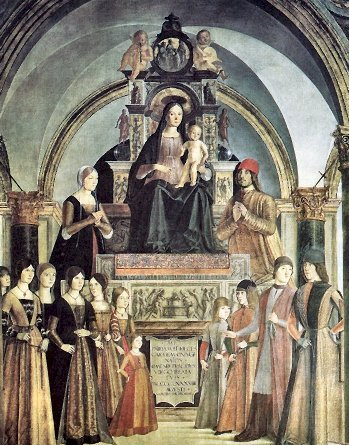
Pala Bentivoglio (1488), una Madonna bajo la que se representa a los miembros de la familia Bentivoglio en 1488, por Lorenzo Costa (1460-1535). Con el mismo nombre de Pala Bentivoglio se conoce también una sacra conversazione de Francesco Francia, diez años posterior (1498) en la que se representa a Anton Galeazzo y Alessandro Bentivoglio y al poeta Girolamo Casio.

En Bolonia los Bentivoglio, dirigentes de la ciudad durante el quattrocento, se beneficiaron de la existencia de los primeros maestros de la Escuela Boloñesa para sus retratos de corte y todo tipo de encargos, hasta su expulsión en 1506-1511 y la incorporación definitiva de la zona a los Estados Pontificios.

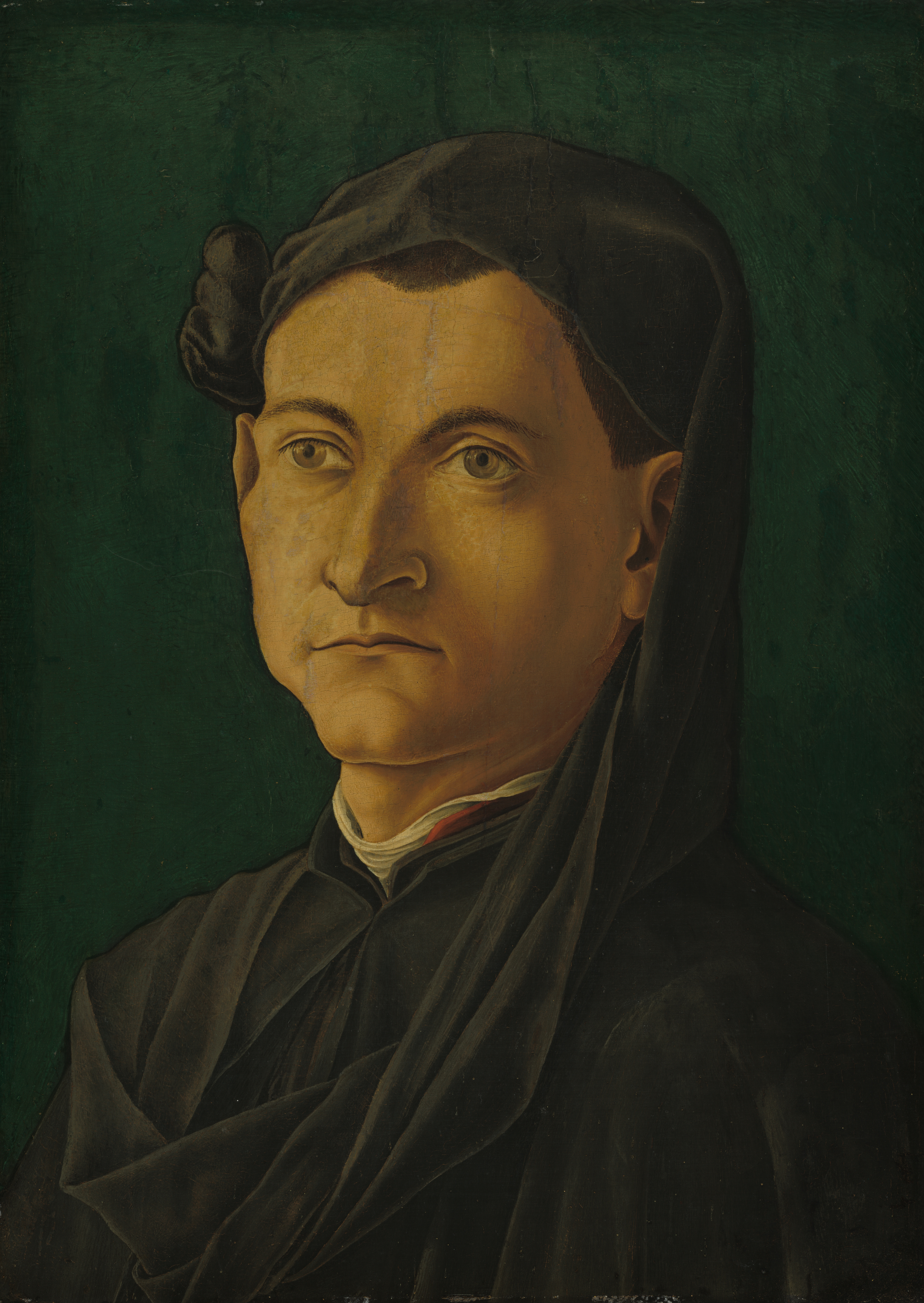
Retrato de caballero, por Marco Zoppo (1433 - 1498).
Giovanni II Bentivoglio, por Ercole de Roberti (1451-1496).
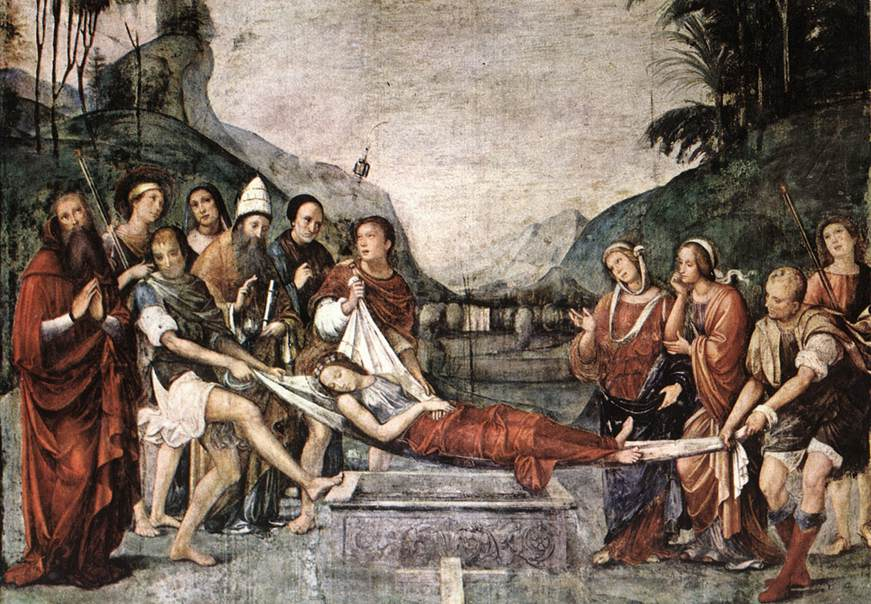
Entierro de Santa Cecilia, por Francesco Francia (1450-1517).
San Sebastián, por Amico Aspertini (1474-1552).

### Corte de Urbino (Montefeltro)

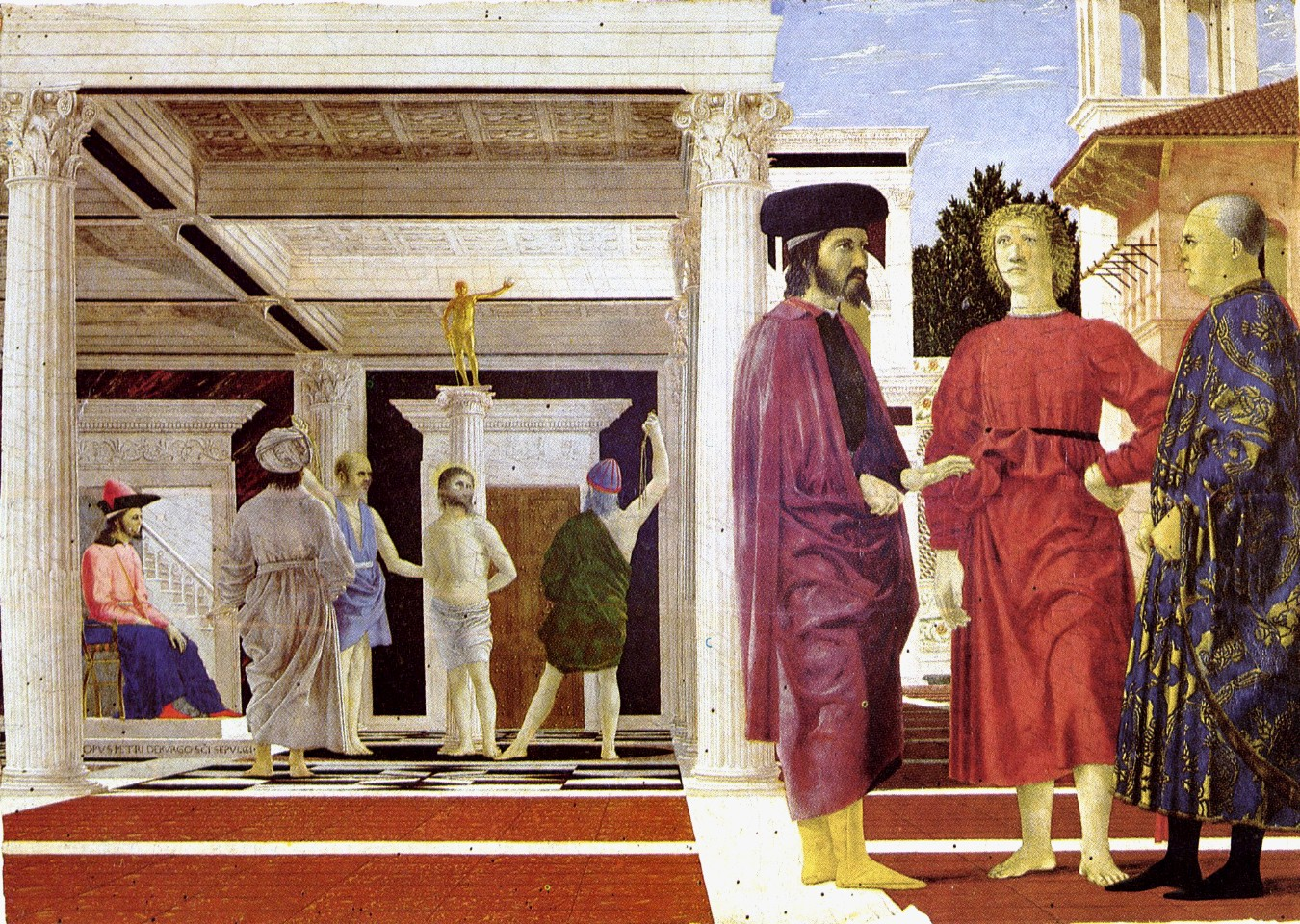
Flagelación de Cristo, de Piero della Francesca, obra de debatida interpretación, que se ha intentado relacionar con distintos episodios históricos relativos a la familia Montefeltro. Los personajes en primer plano serían Oddantonio, conde de Urbino, su hermano Federico y el hijo de este, Guidobaldo. Federico, duque de Urbino y patrón de della Francesca aparece en varias otras obras de este pintor, destacadamente en la Pala de Brera.

Federico de Montefeltro mantuvo en Urbino una corte por la que pasaron buena parte de los pintores destacados del momento, italianos (como Piero della Francesca o Melozzo da Forli) y de fuera de Italia (como el español Pedro Berruguete o el flamenco Justo de Gante, que trabajaron en el studiolo del Palacio Ducal de Urbino).

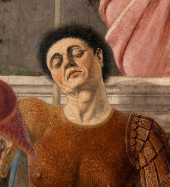
Piero della Francesca (1416-1492)
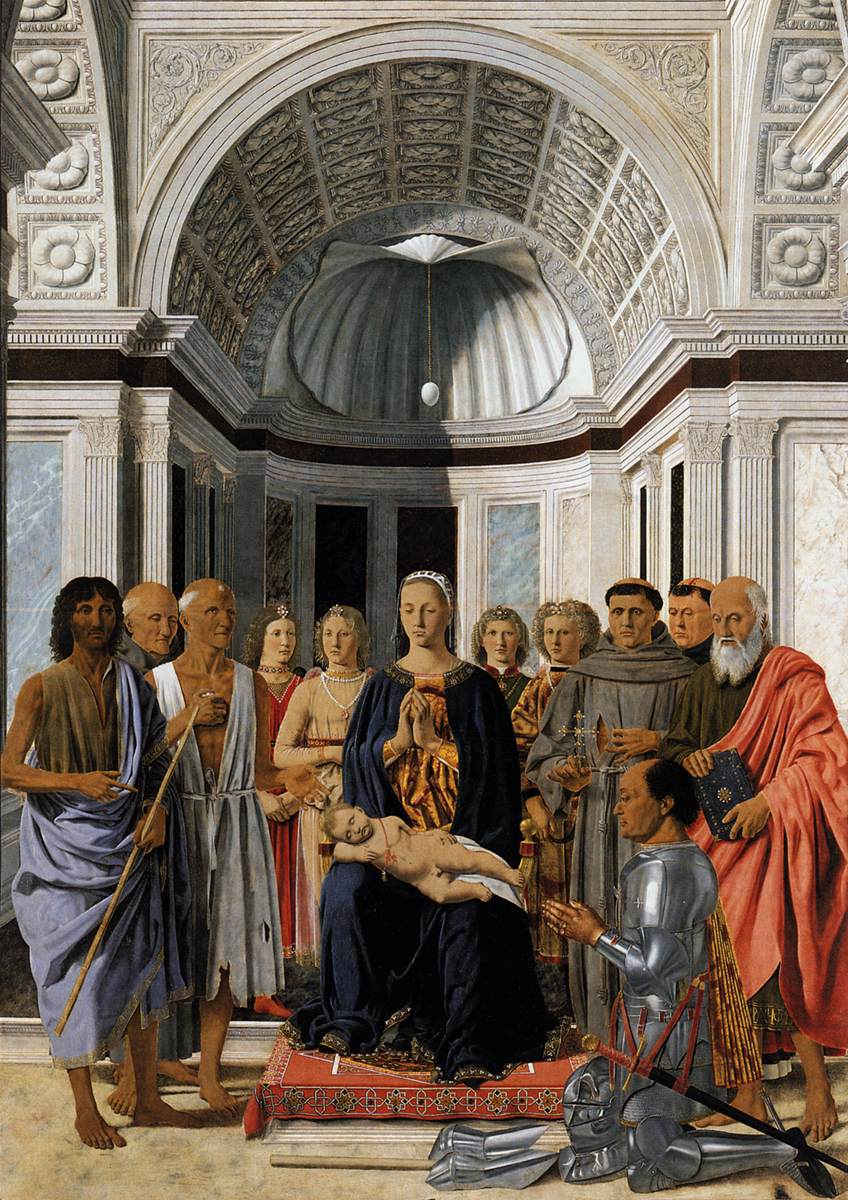
Pala de Brera, de Piero della Francesca.
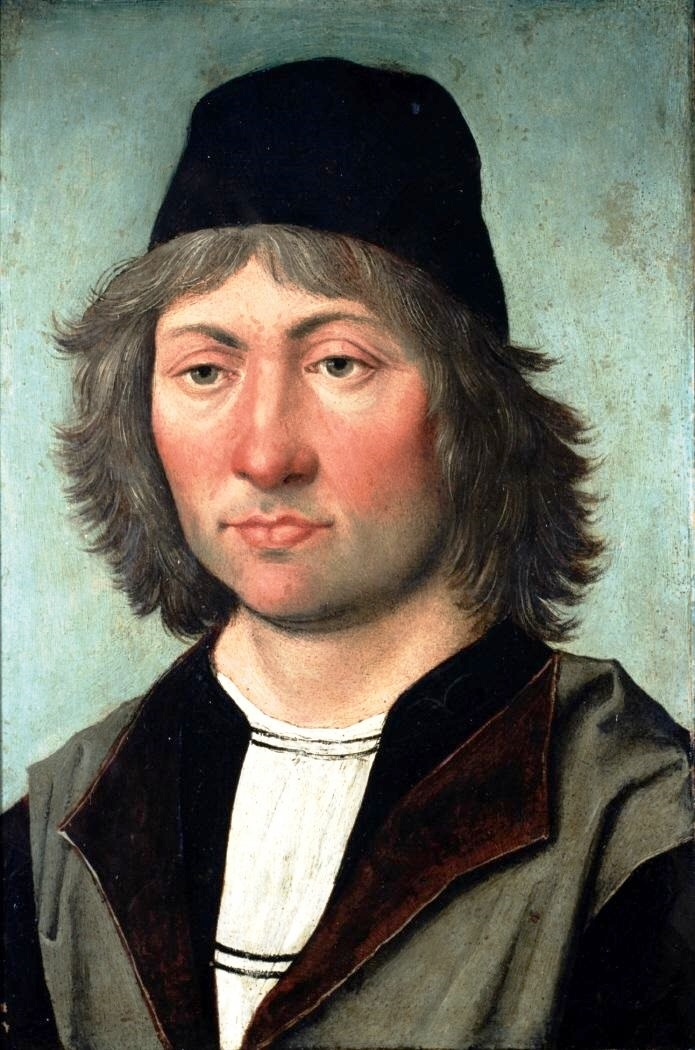
Pedro Berruguete (1450-1503)
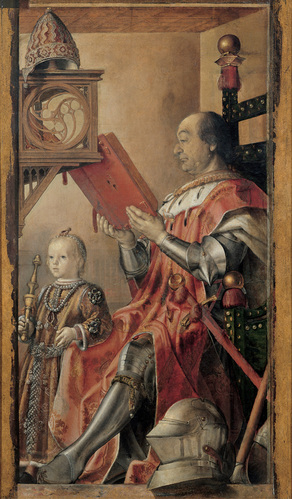
El duque Federico de Montefeltro y su hijo, en el studiolo del Palacio de Urbino.

### Corte de Florencia (Médici)

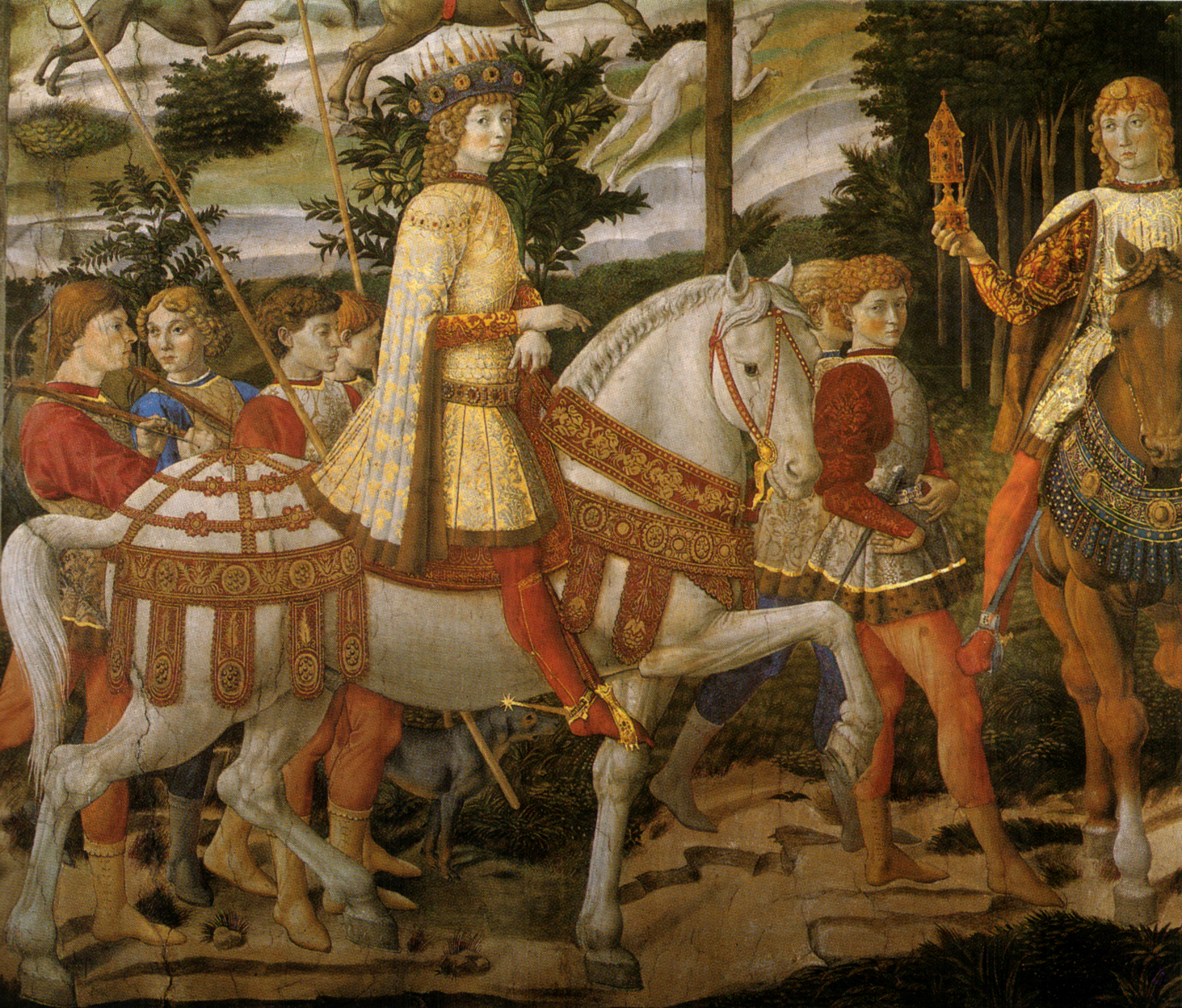
Lorenzo de Médicis, "el Magnífico", representado entre los personajes de la Cabalgata de los Reyes Magos de Benozzo Gozzoli (1420–1497). El encargo, que incluía la representación de otros miembros de la familia Médici, se hizo por Cosme el Viejo con motivo de la celebración en Florencia de un Concilio.

La familia Médici, la principal entre las patricias de Florencia, ya había demostrado su capacidad para la explotación de los recursos del mecenazgo en el Quattrocento, tanto en su ciudad como en Roma cuando ocupaba el cargo papal (destacadamente Julio II con Miguel Ángel y Rafael, por citar sólo a dos pintores). Tras varias restauraciones de la república, su restablecimiento como dinastía se produjo de una forma más estable en el siglo XVI y XVII bajo el título de duques de Toscana.
Otras familias florentinas, los Strozzi, los Tuornabuoni, los Ruccellai, etc., también rivalizaron en el patrocinio de las artes. La familia Pazzi fue la principal rival de la de los Médici.

Dante y Petrarca, por Giovanni da Marco o Giovanni dal Ponte (1376-1437)
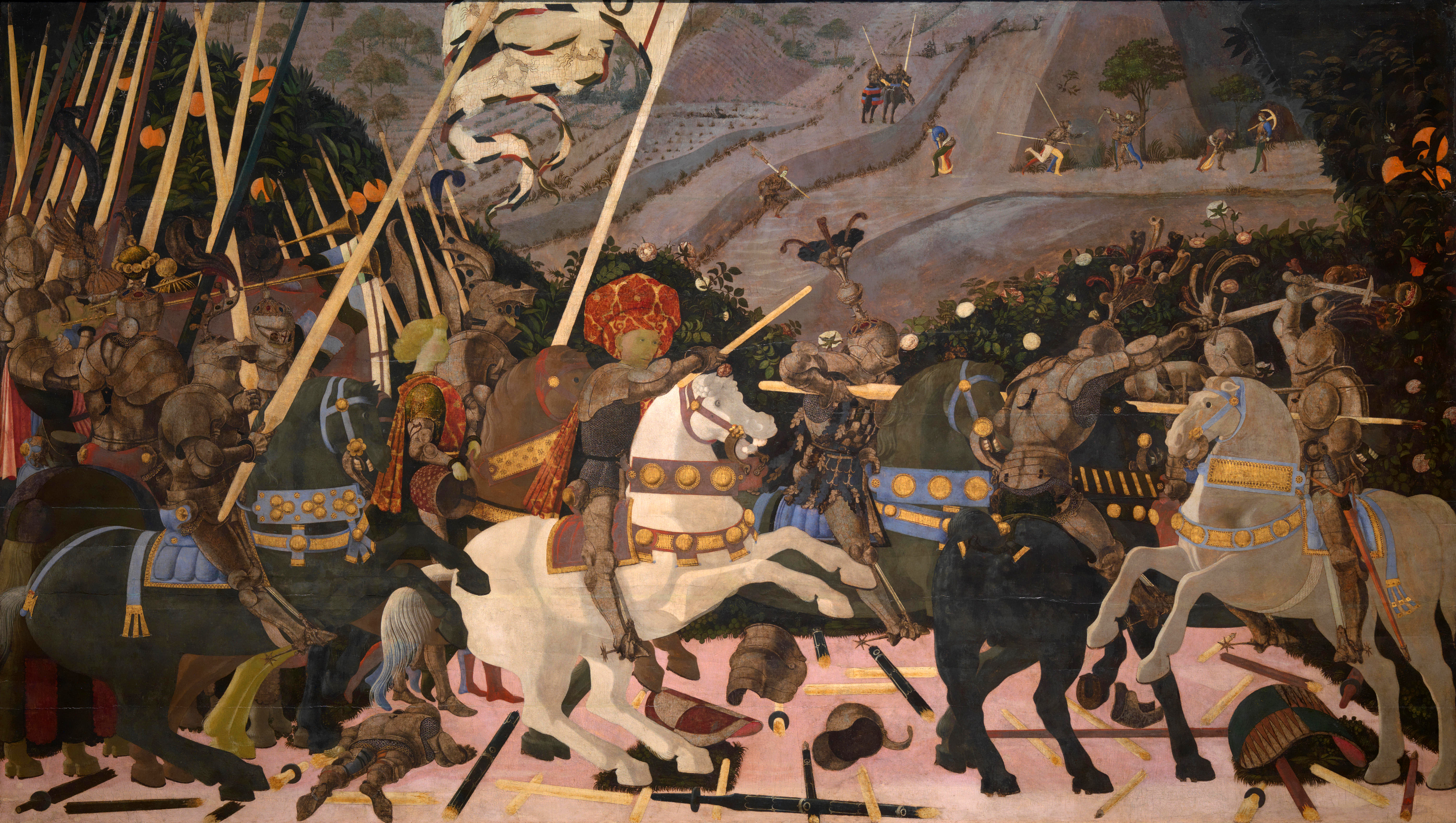
Batalla de San Romano, por Paolo Uccello (1397-1475), para el Palacio Médici.
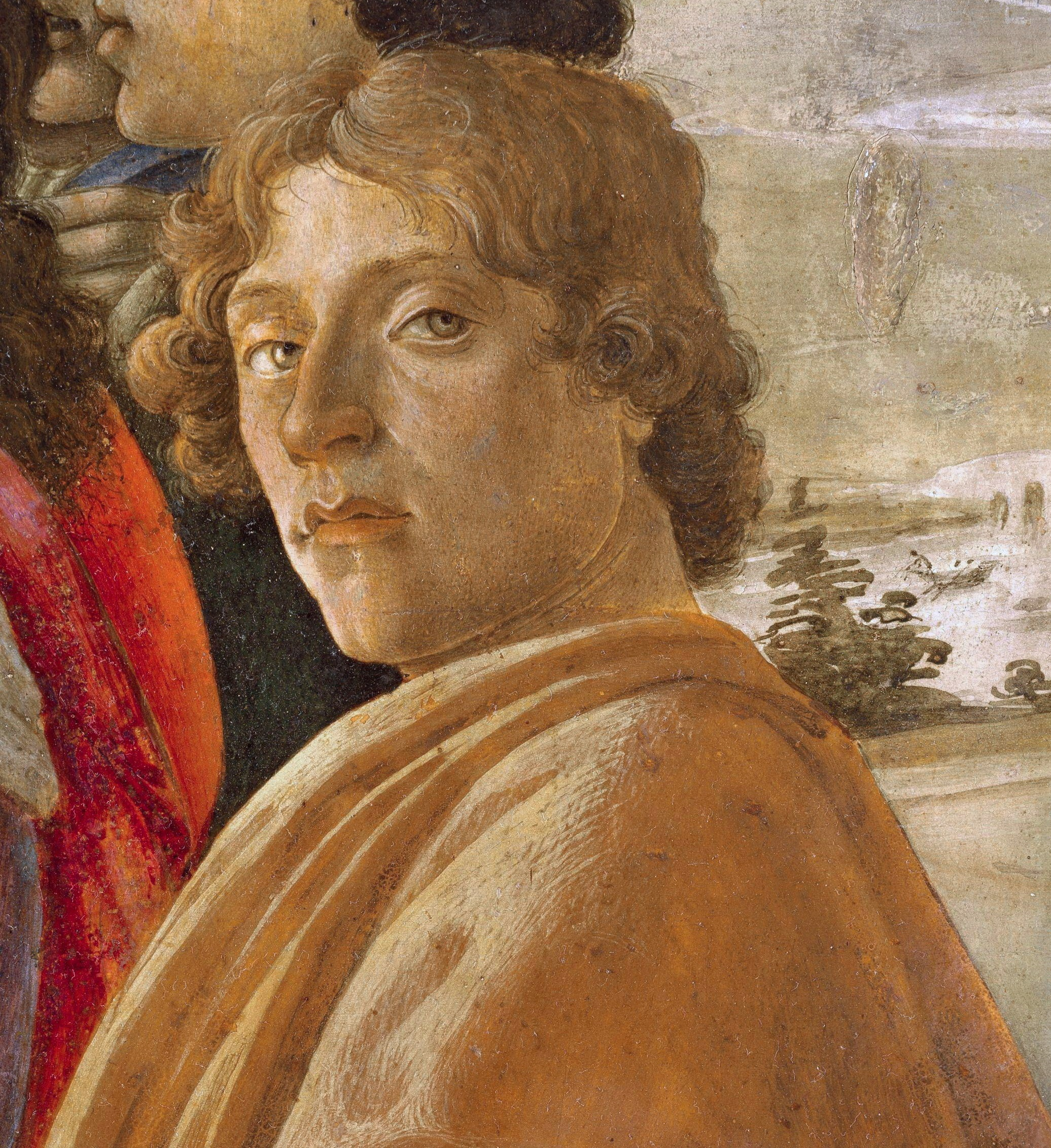
Sandro Boticelli (1445-1510)
Cósimo I de Médici, por Bronzino (1503-1572)

### Corte de Parma (Farnese)
La Casa de Farnesio estableció en Parma una corte con estrecha relación con la corte papal romana y con la monarquía española.

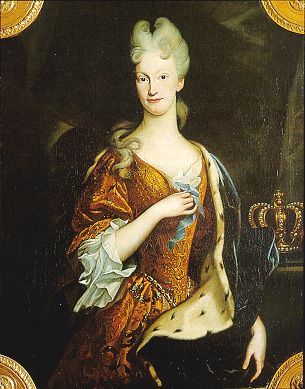
Isabel de Farnesio, por Giovanni Maria delle Piane, "il Molinaretto" (1660-1745)
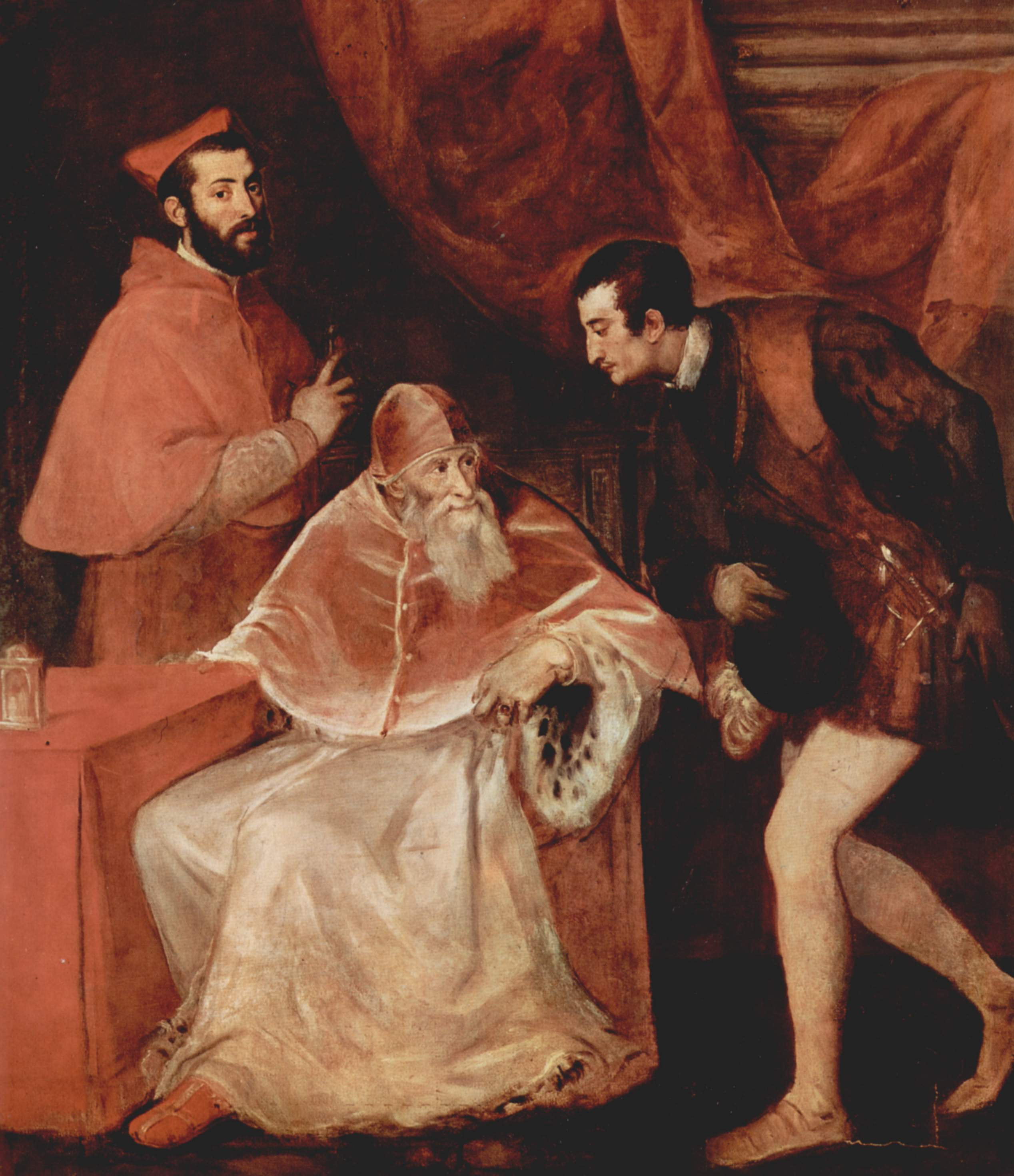
El papa Paulo III con sus nepotes, el cardenal Alejandro Farnesio y Octavio Farnesio. Pintura de Tiziano (1546).

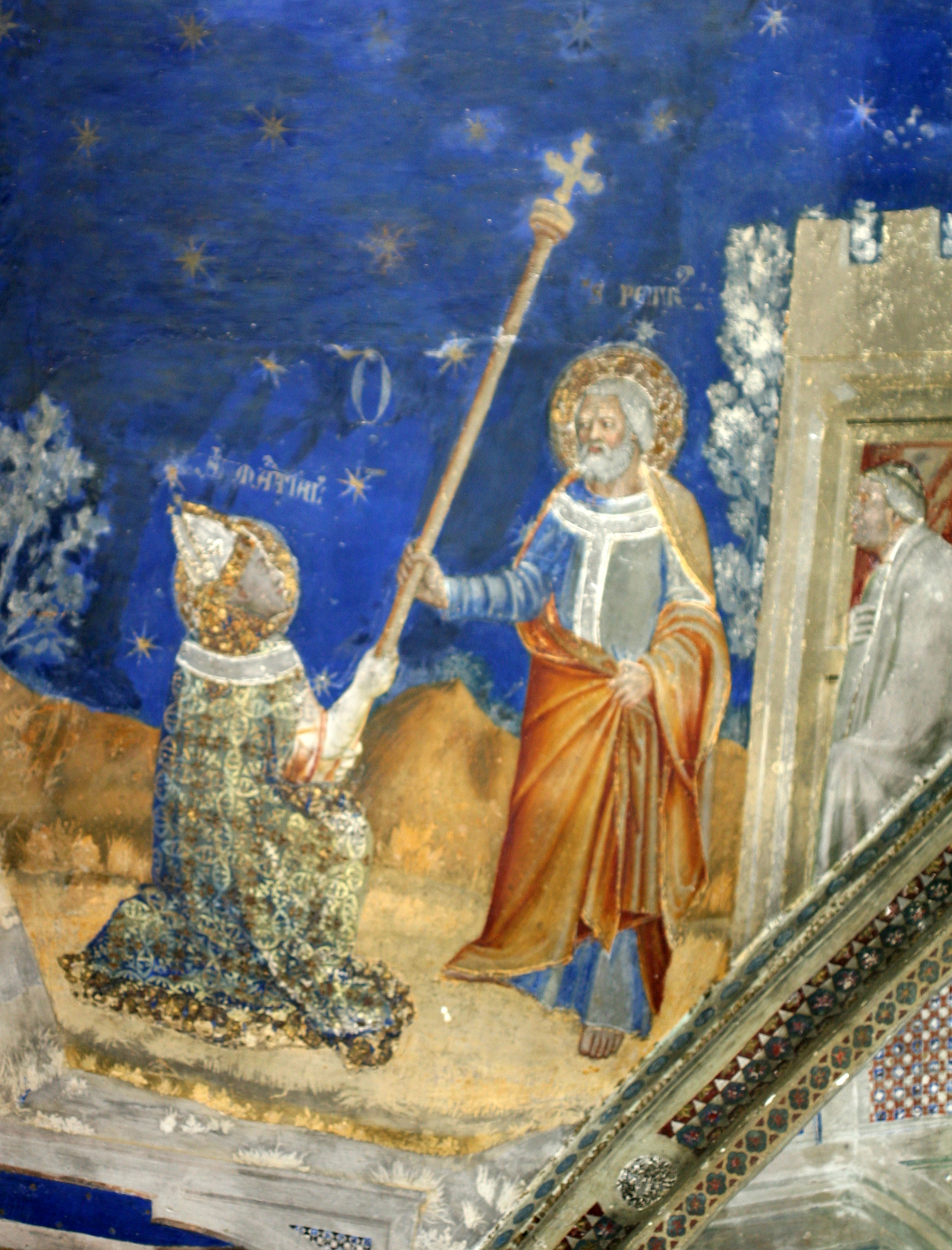
San Marcial devuelve el báculo a San Pedro. Fresco del Palacio de los Papas de Aviñón.

## Corte papal (Aviñón y Roma)
El relativamente extenso dominio territorial de los Estados Pontificios y las cuantiosas rentas procedentes de toda la cristiandad latina permitieron a la Santa Sede convertirse en el principal comitente de las artes. Durante el siglo XIV se produjo una prolongada estancia de los papas en la ciudad francesa de Aviñón (peyorativamente denominada Cautividad de Aviñón), que concluyó con el Cisma de Occidente y el retorno a Roma.
Las familias aristocráticas romanas (los Orsini, los Colonna, etc.) mantenían un fuerte patronazgo de las artes, por el propio prestigio de sus cortes nobiliarias y por sus influencia sobre la corte papal, cuyo ocupante se decidía con maniobras largamente entretejidas (alianzas matrimoniales, guerras, asesinatos) por los cardenales nombrados entre ellas y todas las demás familias nobles italianas (Della Rovere —Sixto IV y Julio II, sucesivos promotores de la Capilla Sixtina, el principal programa pictórico del Renacimiento italiano—, Médici —León X, Clemente VII y León XI—, Borghese -Paulo V-, Aldobrandini -Clemente VII-, etc.) además de los cargos cardenalicios que se concedían a familias nobles de otros reinos europeos, especialmente francesas y españolas (como la familia valenciana Borgia).
A finales del siglo XV un gran número de artistas formados en la corte medicea de Florencia, desalojada por sucesivas luchas civiles que desembocaron en la revuelta de Savonarola (1490, especialmente destructiva para la pintura), se desplazaron a Roma, lo que hizo al Renacimiento italiano pasar de su "fase florentina" a su "fase romana".

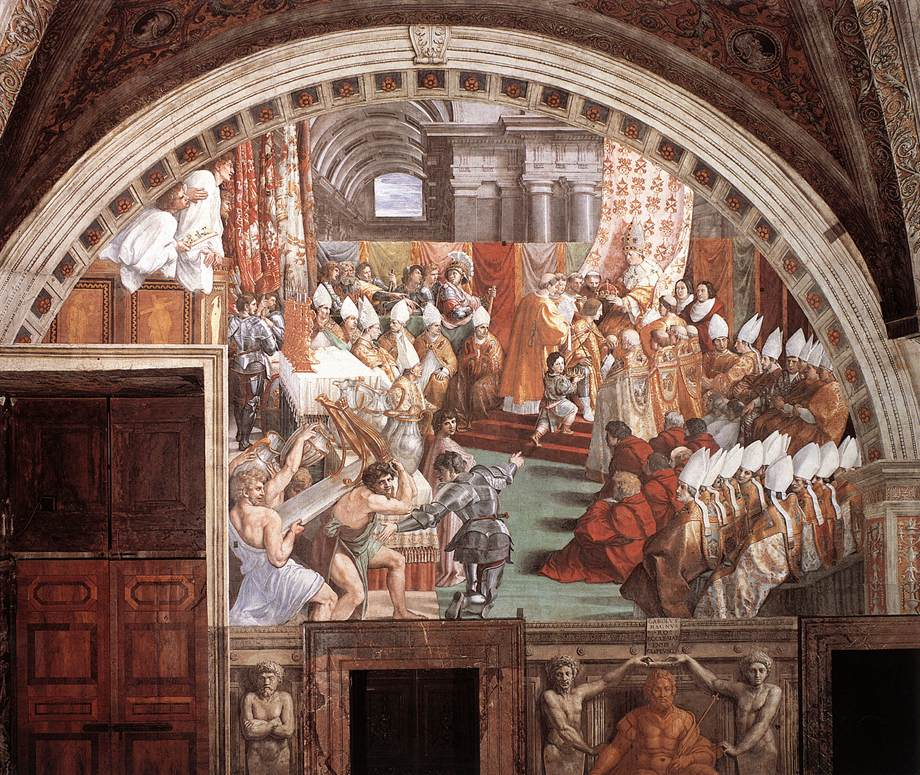
Coronación de Carlomagno, uno de los frescos de las Estancias de Rafael en el Palacio Apostólico de la Ciudad del Vaticano.

## Cortes de Europa occidental
En Europa occidental las monarquías feudales de la Plena Edad Media tras la crisis bajomedieval quedaron fortalecidas y se convirtieron en el sujeto político determinante como monarquías autoritarias en cuyo territorio, de dimensiones mucho mayores al de las ciudades-estado pero inferiores al del imperio (cuyo último intento de formación fue la idea imperial de Carlos V a comienzos del siglo XVI), se fueron conformando los estados-nación (Portugal, Francia, Inglaterra, España, Holanda). La era de los descubrimientos que abrió la Edad Moderna los convirtió en los protagonistas principales de la nueva economía-mundo y dinamizó de modo radical sus sociedades, provocando cambios ideológicos trascendentales, no todos en la misma dirección: durante el Antiguo Régimen evolucionaron hacia monarquías absolutas o hacia monarquías parlamentarias. El papel que el arte, y esencialmente el de los pintores de corte, había tenido en las cortes renacentistas italianas, fue aplicado decididamente a una escala superior en estos proyectos políticos de mayor alcance.

### Corte española

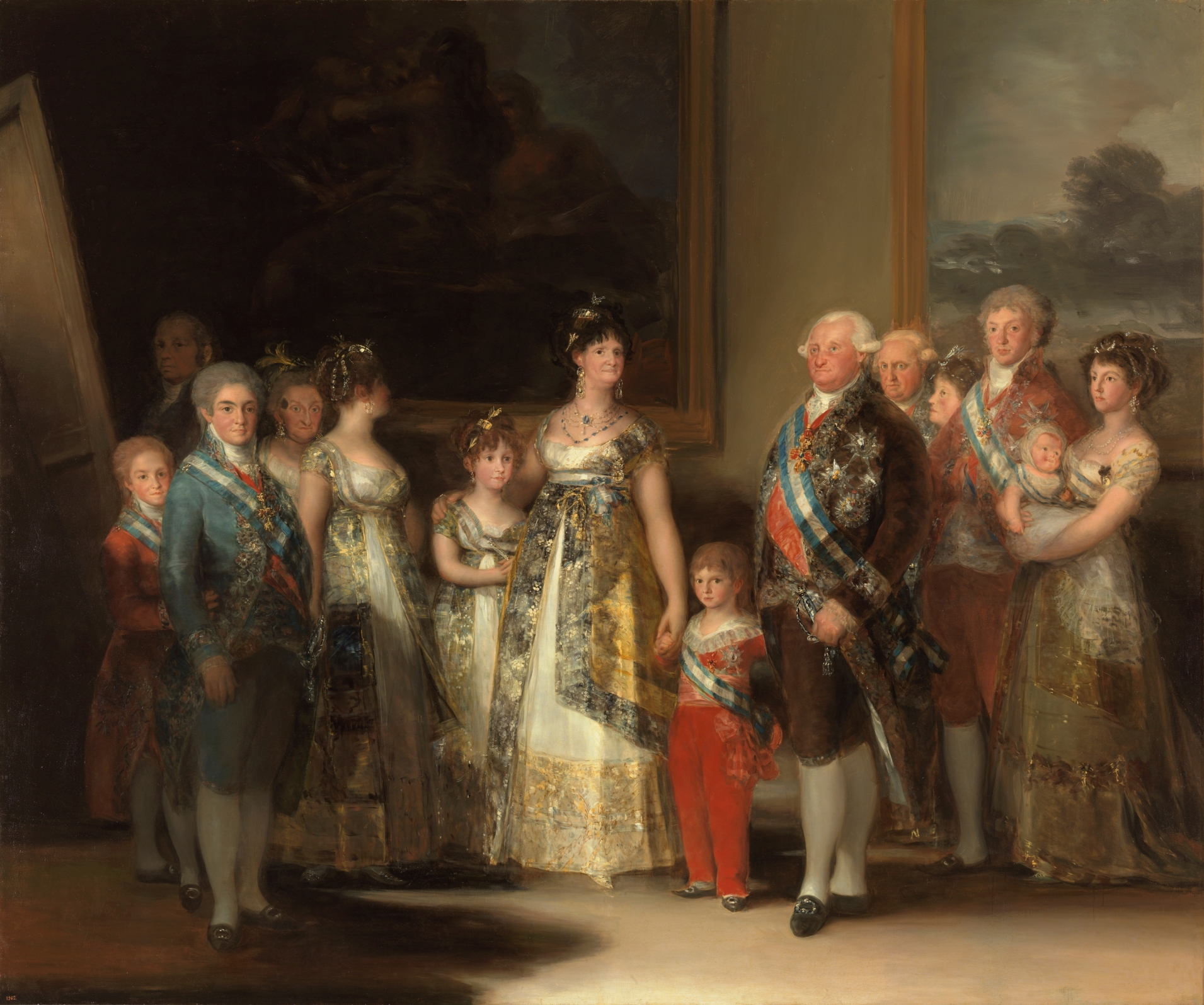
La familia de Carlos IV, por Goya, 1801. Con explícitas referencias a Las Meninas, este cuadro representa a la última generación de reyes del Antiguo Régimen, y al contrario de otros formatos anteriores (La familia de Felipe V de Van Loo), lo hace de una manera sobria. Se ha especulado sobre la intención del pintor de reflejar cualidades morales negativas en sus retratados, aunque los testimonios contemporáneos sólo indican su pretensión de servir a sus señores del mejor modo posible.

La Casa Trastamara, que en los siglos finales de la Edad Media alcanzó los tronos de los principales reinos cristianos peninsulares (Castilla y Aragón), no mantuvo cortes fijas, sino una corte itinerante, que en el plano artístico se mantuvo en la esfera de influencia flamenca, atrayendo a artistas del norte más que a italianos.
Conformada la Monarquía Hispánica como hegemónica en Europa desde el siglo XVI, la Corte española mantuvo el cargo de Pintor de Cámara como el del pintor de mayor confianza del rey y que recibía los principales encargos de la Corte; y concedía el título de Pintor del Rey a otros pintores, incluso sin necesidad de pintar en la Corte. En ocasiones los títulos se otorgaban ad honorem (es decir, sin derecho a percibir salario). Habitualmente, los pintores que llegaron a ser pintores de Cámara habían recibido años antes el título de pintor del rey. El cargo podía ser complementado con otros, como el caso de Velázquez, aposentador real. En algunos casos, incluso llegaron a dar clases de pintura a miembros de la familia real.
La influencia artística determinante pasó a ser la italiana, pero no obstante, el gusto personal de los reyes Habsburgo continuó privilegiando la pintura flamenca. Concretamente Felipe II mantuvo una colección personal con destacada presencia de El Bosco, mientras que en el programa pictórico de El Escorial se reclamó la presencia de los pintores italianos que parecían más prometedores (Luca Cambiaso, Federico Zuccaro y Pellegrino Tibaldi), paradójicamente despreciando al que con perspectiva histórica más altura alcanzó (El Greco). El reinado de Felipe IV fue el momento culminante de los Siglos de Oro, con la presencia simultánea en la corte española de Rubens y Velázquez, una activa política de compras por toda Europa y programas pictóricos confiados a una constelación de pintores españoles contemporáneos, como el del Salón de Reinos. Obviamente, la simultánea decadencia española no significó un retroceso cultural o artístico. La llegada de la casa de Borbón en el siglo XVIII diversificó la procedencia de los pintores de cámara, quedando el aragonés Francisco de Goya como punto final a la pintura de la Edad Moderna y el arranque de la contemporánea.
Los últimos reinados no han dispuesto del cargo oficial, como de otros de la antigua corte, pero han destacado los retratos regios de Ricardo Macarrón, Antonio López García y Hernán Cortés Moreno.
| Pintores de cámara de los Reyes Católicos (1469-1516)                       | Pintores de cámara de los Reyes Católicos (1469-1516) | Pintores de cámara de los Reyes Católicos (1469-1516) |
| --------------------------------------------------------------------------- | ----------------------------------------------------- | --- |
|                                                                             |                                                       | |
| Fernando de Aragón, por Michael Sittow, llamado Melchior Alemán (1469-1525) | Isabel de Castilla, por Juan de Flandes (1560-1519)   | Francisco Fernández de Córdoba y Mendoza, por Fernando del Rincón (ca. 1460-?). Sería el padre de Antonio del Rincón, también pintor de los reyes, pero de identificación problemática. Otros de la época serían Francisco Chacón y el maestro Miguel (uno de los "pintores extranjeros en la corte"). |

| Pintores de cámara de Carlos I (1516-1556) | Pintores de cámara de Carlos I (1516-1556) | Pintores de cámara de Carlos I (1516-1556)                 |
| ------------------------------------------ | ------------------------------------------ | ---------------------------------------------------------- |
|                                            |                                            |                                                            |
| Tiziano (1477-1576)                        | Antonio Moro (1520-1577)                   | Retrato de Isabel de Portugal, Diego de Arroyo (1498-1551) |

| Pintores de cámara de Felipe II (1556-1598) | Pintores de cámara de Felipe II (1556-1598)       | Pintores de cámara de Felipe II (1556-1598)                 | Pintores de cámara de Felipe II (1556-1598)        | Pintores de cámara de Felipe II (1556-1598) |
| ------------------------------------------- | ------------------------------------------------- | ----------------------------------------------------------- | -------------------------------------------------- | ------------------------------------------- |
|                                             |                                                   |                                                             |                                                    |                                             |
| Felipe II, por Antonio Moro                 | Juan Fernández de Navarrete "el mudo" (1526-1579) | Isabel Clara Eugenia, por Alonso Sánchez Coello (1531-1588) | Felipe II, por Juan Pantoja de la Cruz (1553-1608) | Sofonisba Anguissola (1532-1625)            |

| Pintores de cámara de Felipe III (1598-1621) | Pintores de cámara de Felipe III (1598-1621)                   | Pintores de cámara de Felipe III (1598-1621)                                                                               | Pintores de cámara de Felipe III (1598-1621)               |
| -------------------------------------------- | -------------------------------------------------------------- | --- | ---------------------------------------------------------- |
|                                              |                                                                | |                                                            |
| Felipe III, por Juan Pantoja de la Cruz      | La infanta Margarita Francisca, por Santiago Morán (1571-1626) | El Cardenal-Infante Fernando de Austria con los infantes Alfonso y Margarita, por Bartolomé González y Serrano (1564-1627) | Juana de Salinas, por Rodrigo de Villandrando (1588-1622). |

| Pintores de cámara de Felipe IV (1621-1665) | Pintores de cámara de Felipe IV (1621-1665) | Pintores de cámara de Felipe IV (1621-1665)                            | Pintores de cámara de Felipe IV (1621-1665)  |
| ------------------------------------------- | ------------------------------------------- | ---------------------------------------------------------------------- | -------------------------------------------- |
|                                             |                                             |                                                                        |                                              |
| Pedro Pablo Rubens (1577-1640)              | Diego Velázquez (1599-1660)                 | La familia del pintor, por Juan Bautista Martínez del Mazo (1605-1667) | Reyes visigodos, por Alonso Cano (1601-1667) |

| Pintores de cámara de Carlos II (1665-1700)           | Pintores de cámara de Carlos II (1665-1700)            | Pintores de cámara de Carlos II (1665-1700)                   | Pintores de cámara de Carlos II (1665-1700)                     | Pintores de cámara de Carlos II (1665-1700)                     |
| ----------------------------------------------------- | ------------------------------------------------------ | ------------------------------------------------------------- | --------------------------------------------------------------- | --------------------------------------------------------------- |
|                                                       |                                                        |                                                               |                                                                 |                                                                 |
| Carlos II, por Sebastián Herrera Barnuevo (1619-1671) | María Luisa de Orleans, por Francisco Rizi (1614-1685) | El Duque de Pastrana, por Juan Carreño de Miranda (1614-1685) | Retrato de Antonio Palomino (1653-1726), por Juan Bautista Simó | La Sagrada Forma ante Carlos II, por Claudio Coello (1642-1693) |

| Pintores de cámara de Felipe V (1700-1746) y Luis I (1724) | Pintores de cámara de Felipe V (1700-1746) y Luis I (1724) | Pintores de cámara de Felipe V (1700-1746) y Luis I (1724) | Pintores de cámara de Felipe V (1700-1746) y Luis I (1724) |
| ---------------------------------------------------------- | ---------------------------------------------------------- | ---------------------------------------------------------- | ---------------------------------------------------------- |
|                                                            |                                                            |                                                            |                                                            |
| Felipe V, por Miguel Jacinto Meléndez (1679-1734)          | La familia de Felipe V, por Jean Ranc (1674-1735)          | Louis-Michel van Loo (1707-1771)                           | Luis I, por Michel-Ange Houasse (1680-1730)                |

| Pintores de cámara de Fernando VI (1746-1759)             | Pintores de cámara de Fernando VI (1746-1759) | Pintores de cámara de Fernando VI (1746-1759)                                                |
| --------------------------------------------------------- | --------------------------------------------- | -------------------------------------------------------------------------------------------- |
|                                                           |                                               |                                                                                              |
| El Marqués de la Ensenada, por Jacopo Amigoni (1682-1752) | Farinelli, por Corrado Giaquinto (1703-1766)  | Fernando VI como protector de las arte y las ciencias, por Antonio González Ruiz (1711-1788) |

| Pintores de cámara de Carlos III (1759-1788) | Pintores de cámara de Carlos III (1759-1788)     | Pintores de cámara de Carlos III (1759-1788)                        |
| -------------------------------------------- | ------------------------------------------------ | ------------------------------------------------------------------- |
|                                              |                                                  |                                                                     |
| Antonio Rafael Mengs (1728-1779)             | Retrato de Francisco Bayeu (1734-1795), por Goya | Carlota Joaquina de Borbón, por Mariano Salvador Maella (1739-1819) |

| Pintores de cámara de Carlos IV (1788-1808) y José Bonaparte (1808-1814) | Pintores de cámara de Carlos IV (1788-1808) y José Bonaparte (1808-1814) |
| ------------------------------------------------------------------------ | ------------------------------------------------------------------------ |
|                                                                          |                                                                          |
| Francisco de Goya (1746-1828)                                            | Campomanes, por Antonio Carnicero (1748-1814)                            |

| Pintores de cámara de Fernando VII (1814-1833) | Pintores de cámara de Fernando VII (1814-1833) | Pintores de cámara de Fernando VII (1814-1833) | Pintores de cámara de Fernando VII (1814-1833) |
| ---------------------------------------------- | ---------------------------------------------- | ---------------------------------------------- | ---------------------------------------------- |
|                                                |                                                |                                                |                                                |
| Fernando VII, por Francisco de Goya            | Vicente López (1772-1850)                      | Cincinato, por Juan Antonio Ribera (1779-1860) | Bartolomé Montalvo (1769-1846)                 |

| Pintores de cámara de Isabel II (1833-1868) | Pintores de cámara de Isabel II (1833-1868) | Pintores de cámara de Isabel II (1833-1868) | Pintores de cámara de Isabel II (1833-1868)                    | Pintores de cámara de Isabel II (1833-1868) |
| ------------------------------------------- | ------------------------------------------- | ------------------------------------------- | -------------------------------------------------------------- | ------------------------------------------- |
|                                             |                                             |                                             |                                                                |                                             |
| María Cristina, por Vicente López           | Valentín Carderera (1796-1880)              | Federico Madrazo (1815-1894)                | Pedro I de Castilla, por Joaquín Domínguez Bécquer (1817-1879) | Carlos Luis de Ribera y Fieve (1815-1891)   |

### Corte borgoñona, flamenca o de Bruselas, y corte holandesa

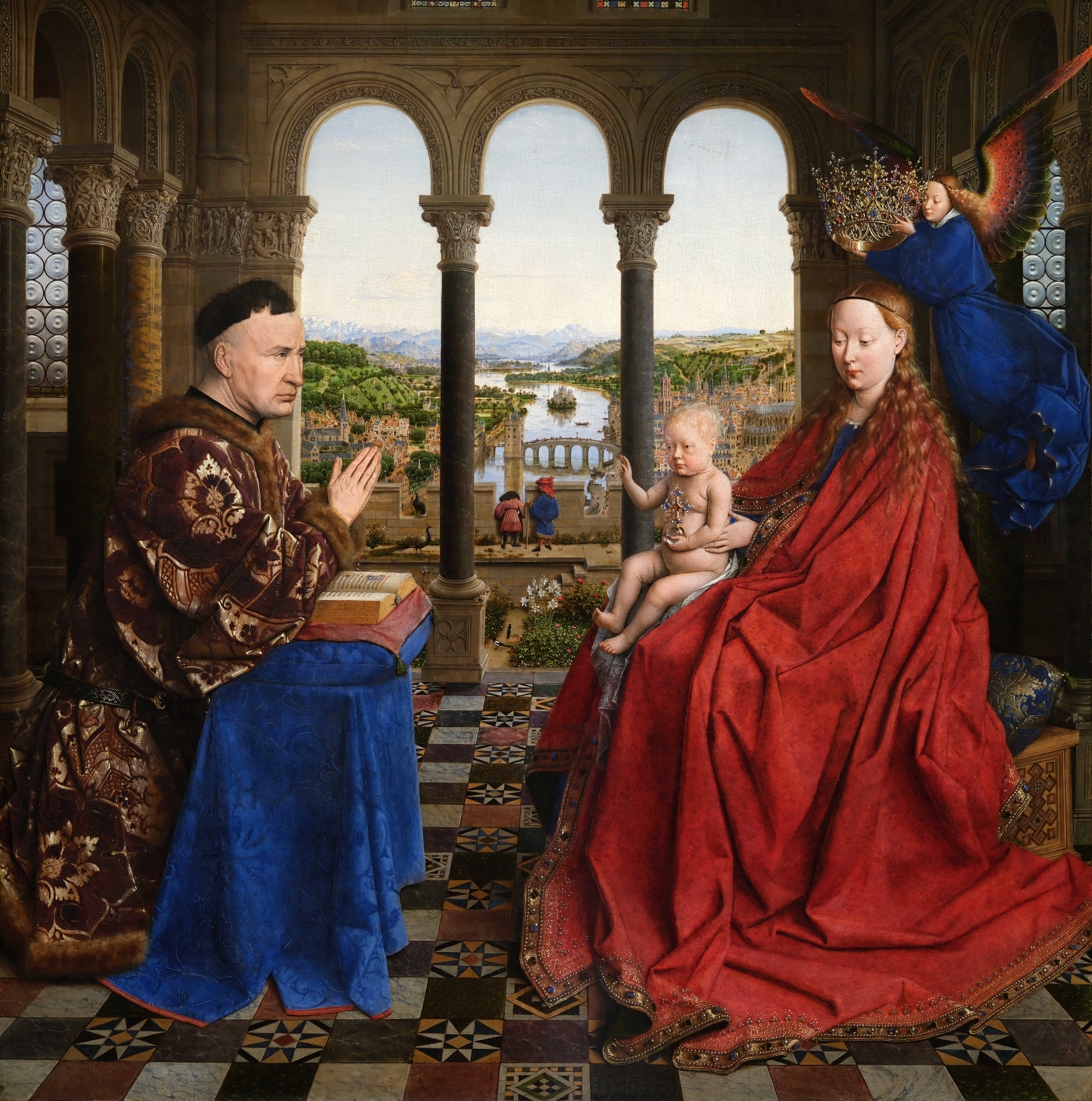
Virgen del Canciller Rolin, por Jan van Eyck (1390-1441), pintor de la corte borgoñona de Felipe el Bueno, trasladada de Dijon a Flandes.

El territorio que recibe en la historiografía las ambiguas denominaciones de Países Bajos o Flandes, vinculado al ducado de Borgoña, pasó a ser una posesión de los Habsburgo por el matrimonio de Maximiliano de Austria con María de Borgoña. La capital, Bruselas, y otras ciudades flamencas, como Brujas y Malinas, fueron discontinuamente sede de gobernantes, soberanos o no, que mantuvieron una corte de gran relevancia artística, beneficiándose de la extraordinaria vitalidad de la escuela flamenca de pintura, el segundo foco del renacimiento europeo tras el italiano. Algunos de los mayores artistas, como Rogier van der Weyden, no serán estrictamente pintores de corte, sino del propio ayuntamiento bruselense (Stad scildere).

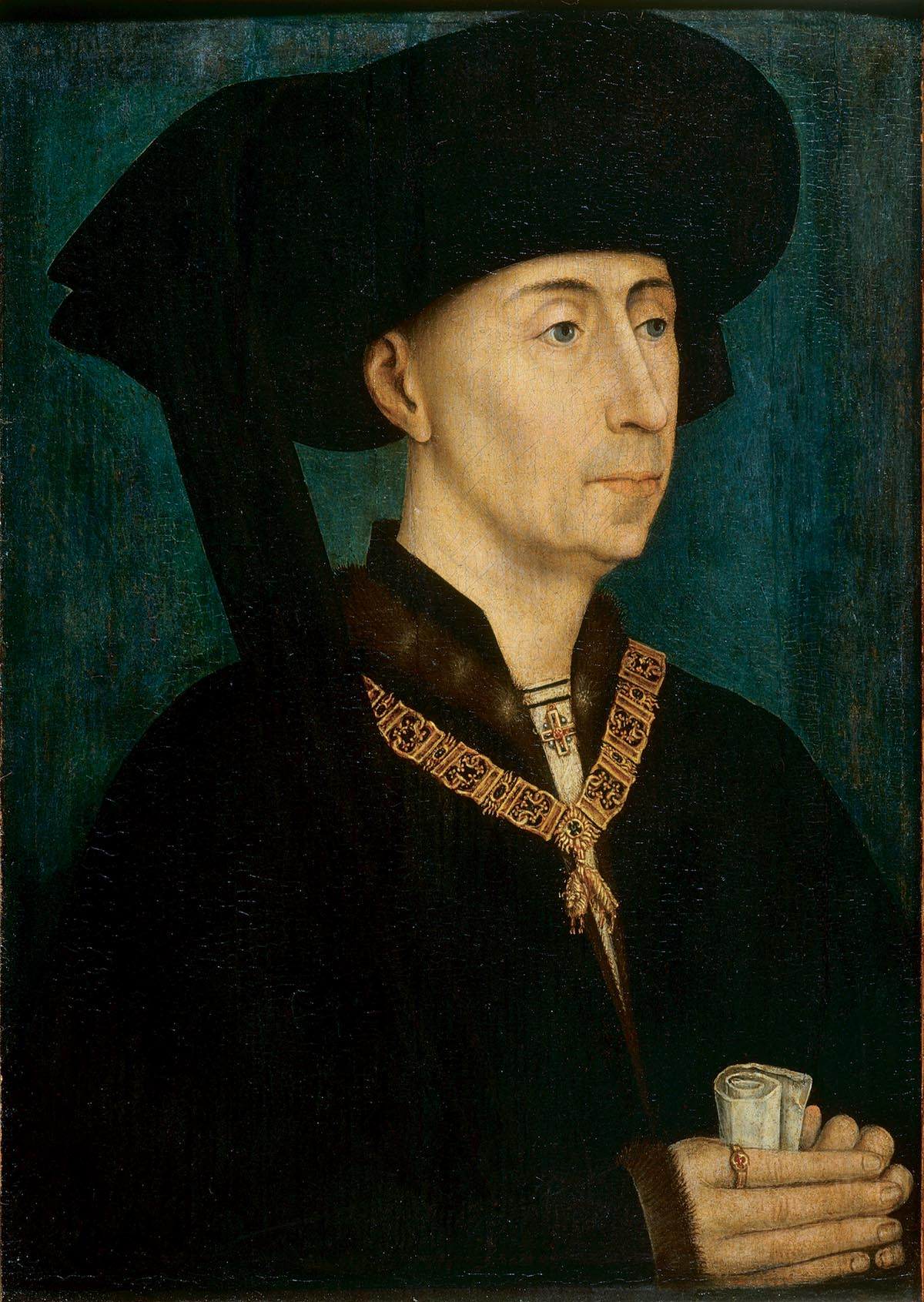
Felipe el Bueno, atribuido a Rogier van der Weyden (1399-1464)
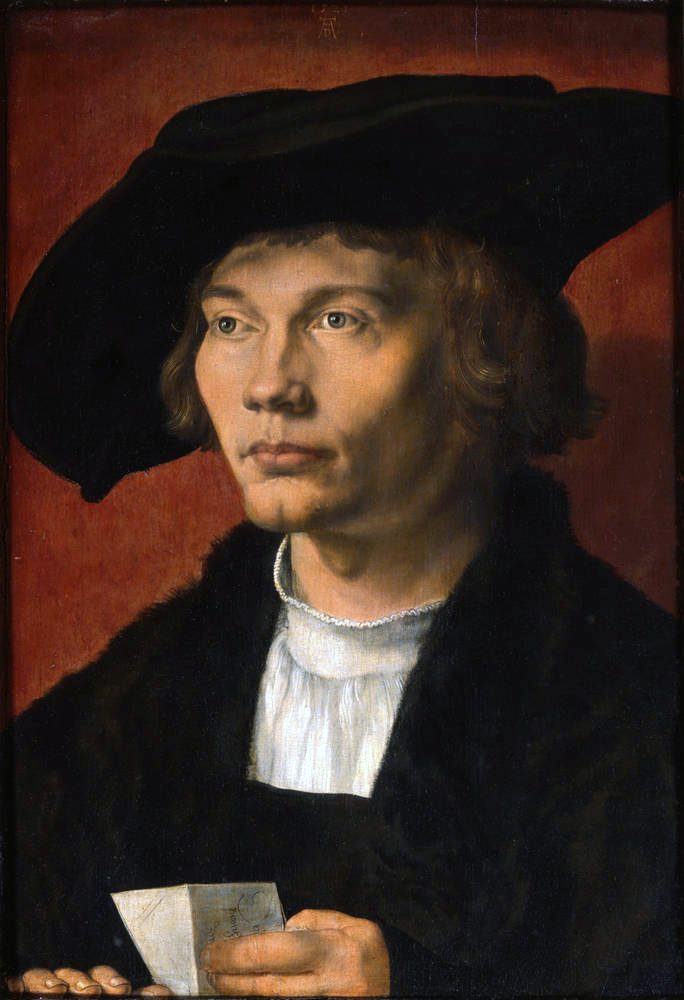
Bernaert van Orley (1488-1541), retratado por Alberto Durero.
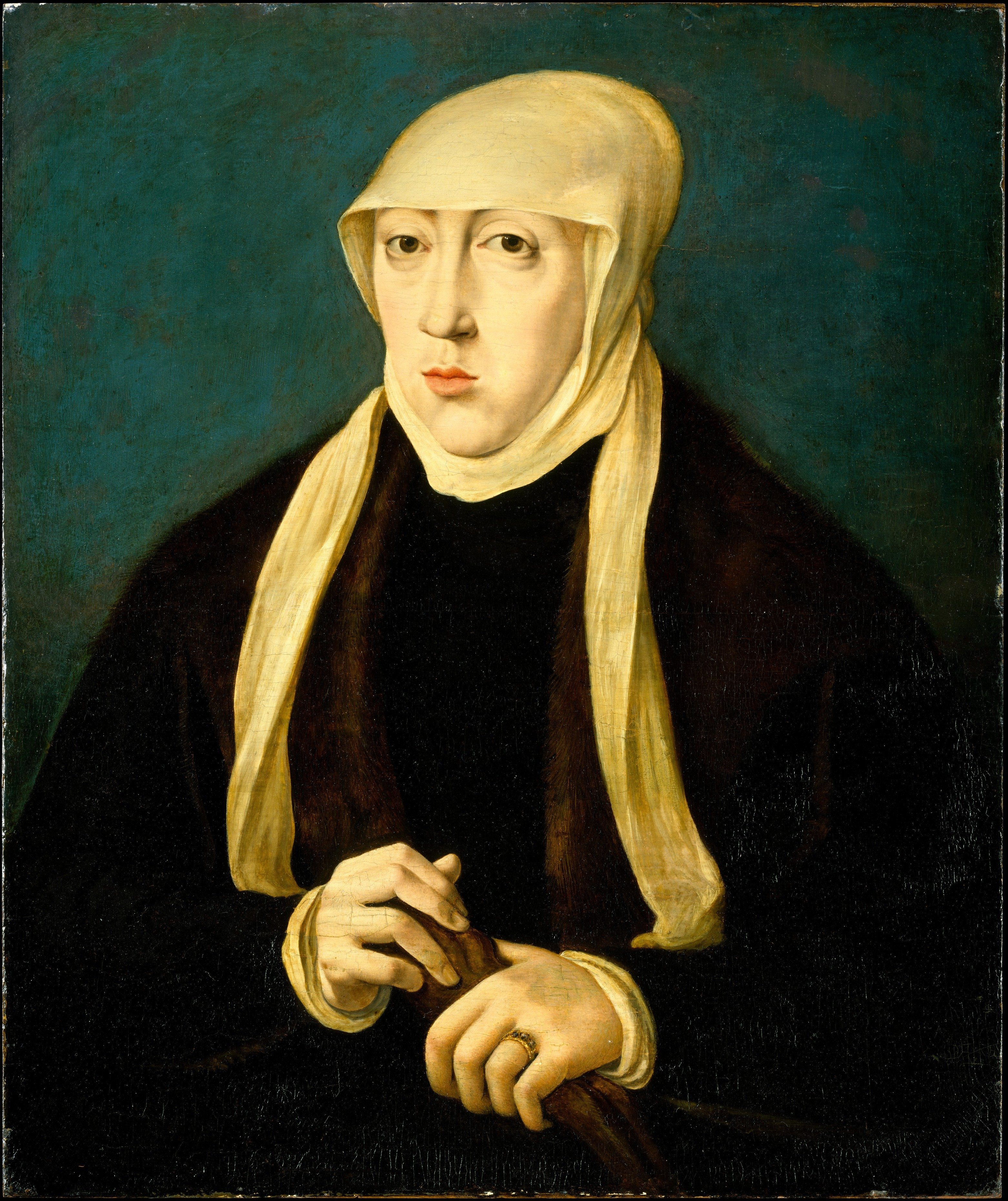
María de Austria, reina de Hungría y regente de los Países Bajos, por Jan Cornelisz Vermeyen (1500–1559), quien también fue pintor de la corte en Malinas de la regente Margarita de Austria y del propio Carlos V, documentando la expedición a Túnez de 1535.
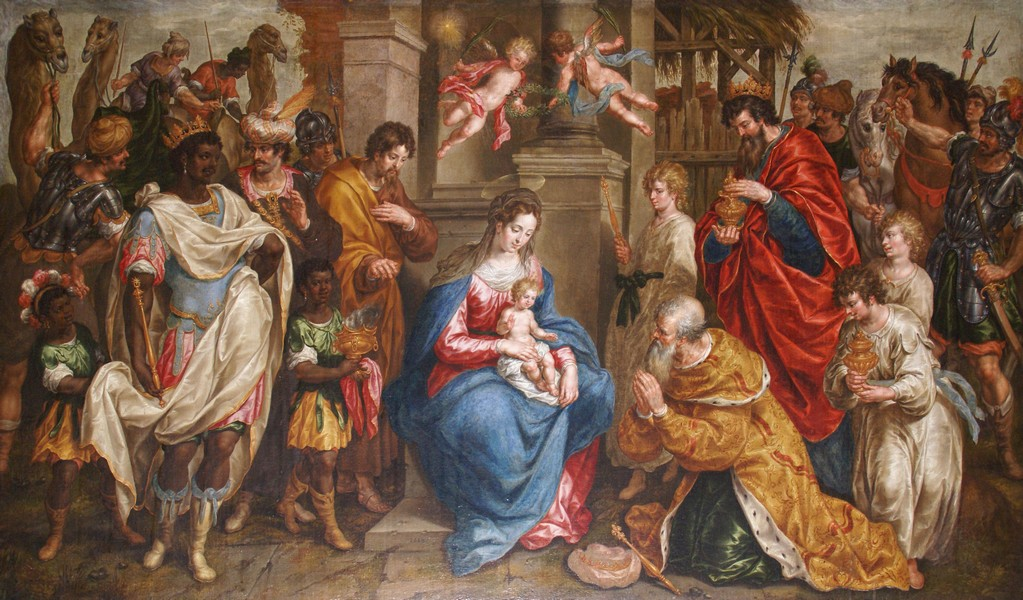
Adoración de los magos, de Hendrick de Clerck (1570–1630)
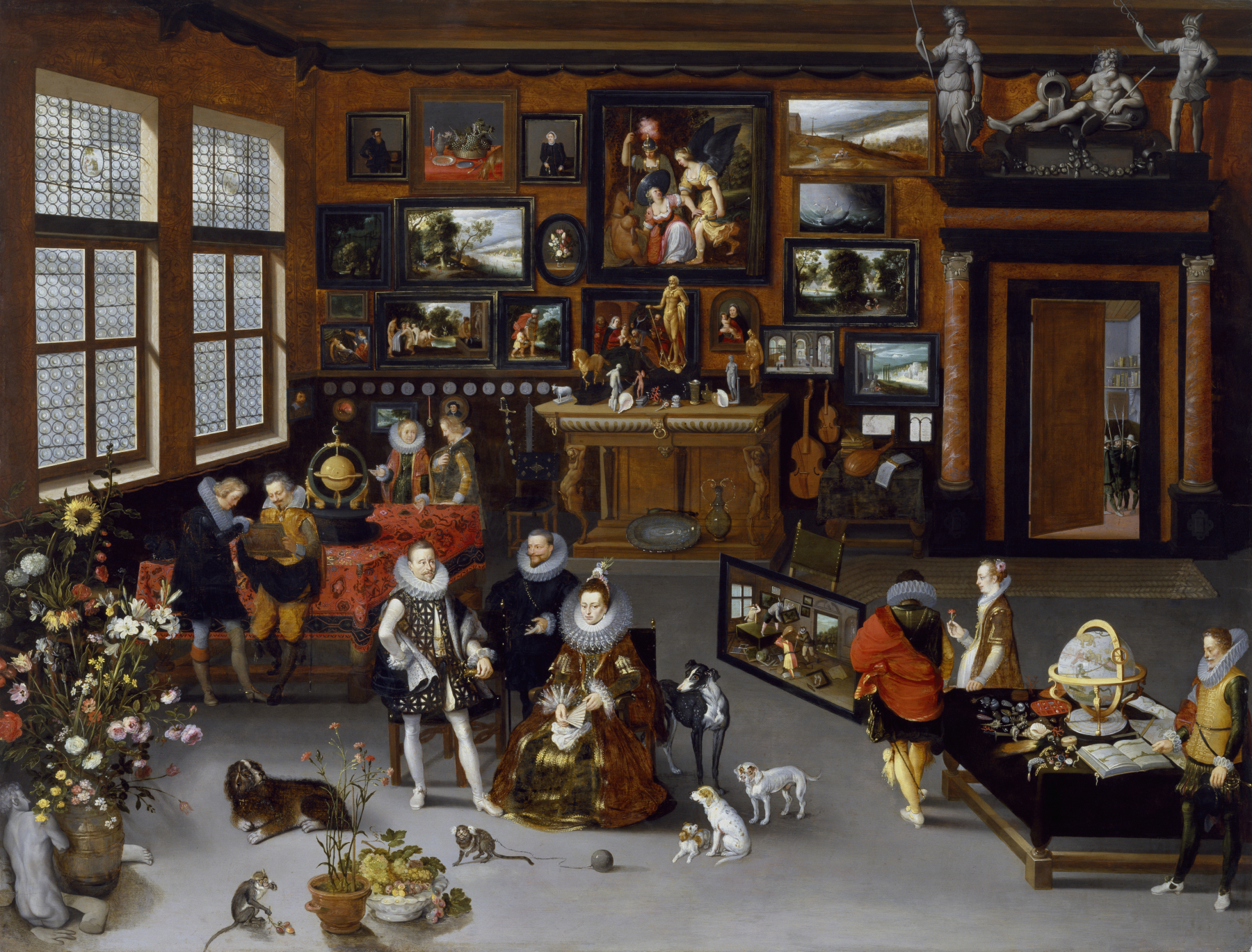
Los Archiduques Isabel Clara Eugenia y Alberto visitando un gabinete de arte, por Jan Brueghel el Viejo (1568-1625) y Hieronymus Francken II (1578–1623).
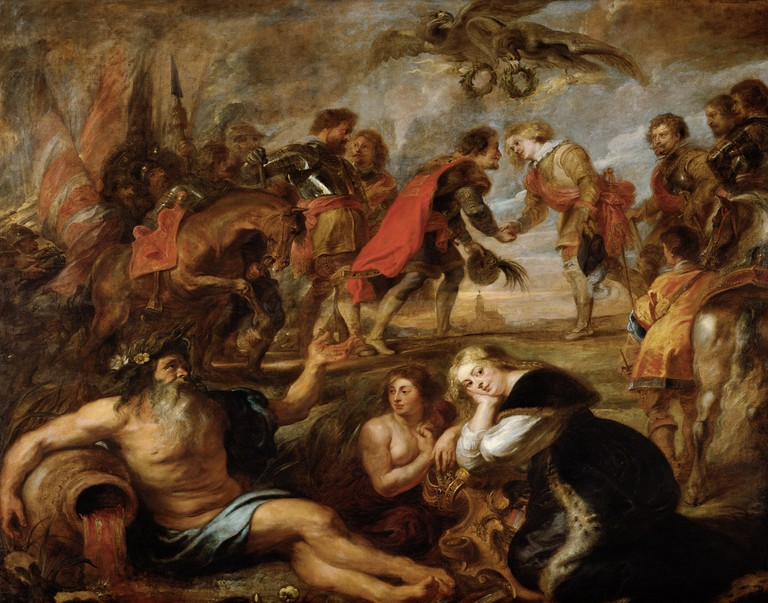
Encuentro entre el Cardenal Infante y Fernando de Hungría en la Batalla de Nordlingen, Pedro Pablo Rubens (1577-1640).
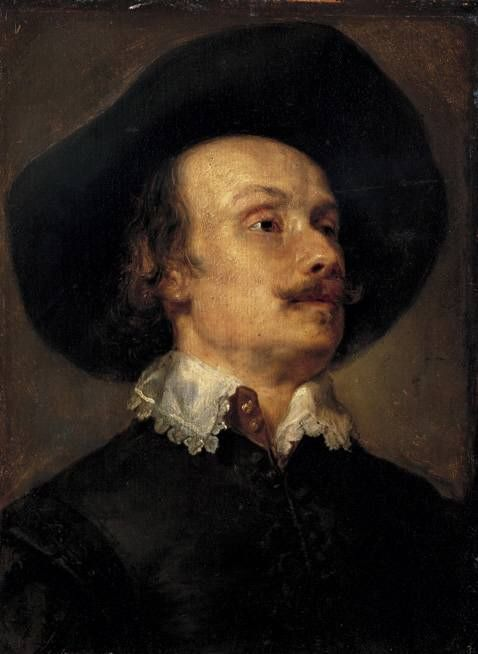
Pieter Snayers (1592-1667), retratado por Anton van Dyck.
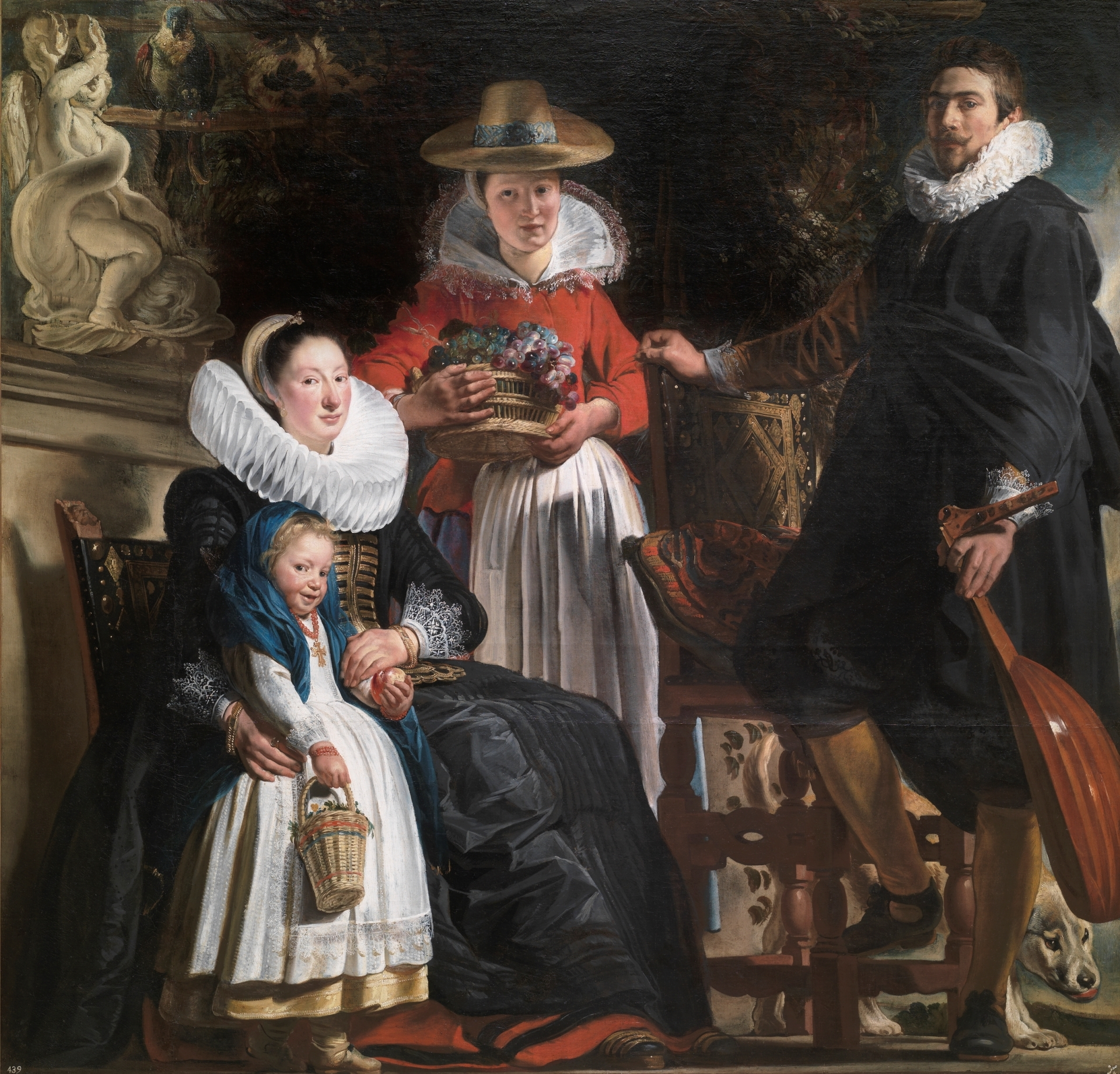
Autorretrato del artista con su familia, por Jacob Jordaens (1593–1678).

La revuelta de Flandes condujo a la división del territorio en unos Países Bajos del Sur o españoles, con corte en Bruselas, y unos Países Bajos del Norte, de condición republicana en inicio y con capital en la ciudad holandesa de Ámsterdam, donde la Casa de Orange controlaba el cargo de estatúder y más tarde adquirió la condición regia. Los principales pintores barrocos holandeses (Rembrandt, Frans Hals o Vermeer) desarrollaron su trabajo para un público burgués en un mercado de arte de una condición completamente distinta al mundo de los pintores de cámara.
Un matrimonio doblemente Habsburgo (la infanta Isabel Clara Eugenia, hija de Felipe II, y el archiduque Alberto de Austria, hijo de Maximiliano II) destacó por su interés en la pintura, y es el que nombró en 1609 pintor de la Corte de Bruselas a Rubens, con un sueldo de 500 florines. No obstante, el pintor desarrolló la mayor parte de su trabajo en Amberes, y viajó por toda Europa como diplomático. Una generación más tarde, el archiduque Leopoldo Guillermo de Habsburgo (gobernador entre 1647 y 1662) emprendió una destacada actividad coleccionista asesorado por David Teniers el Joven.

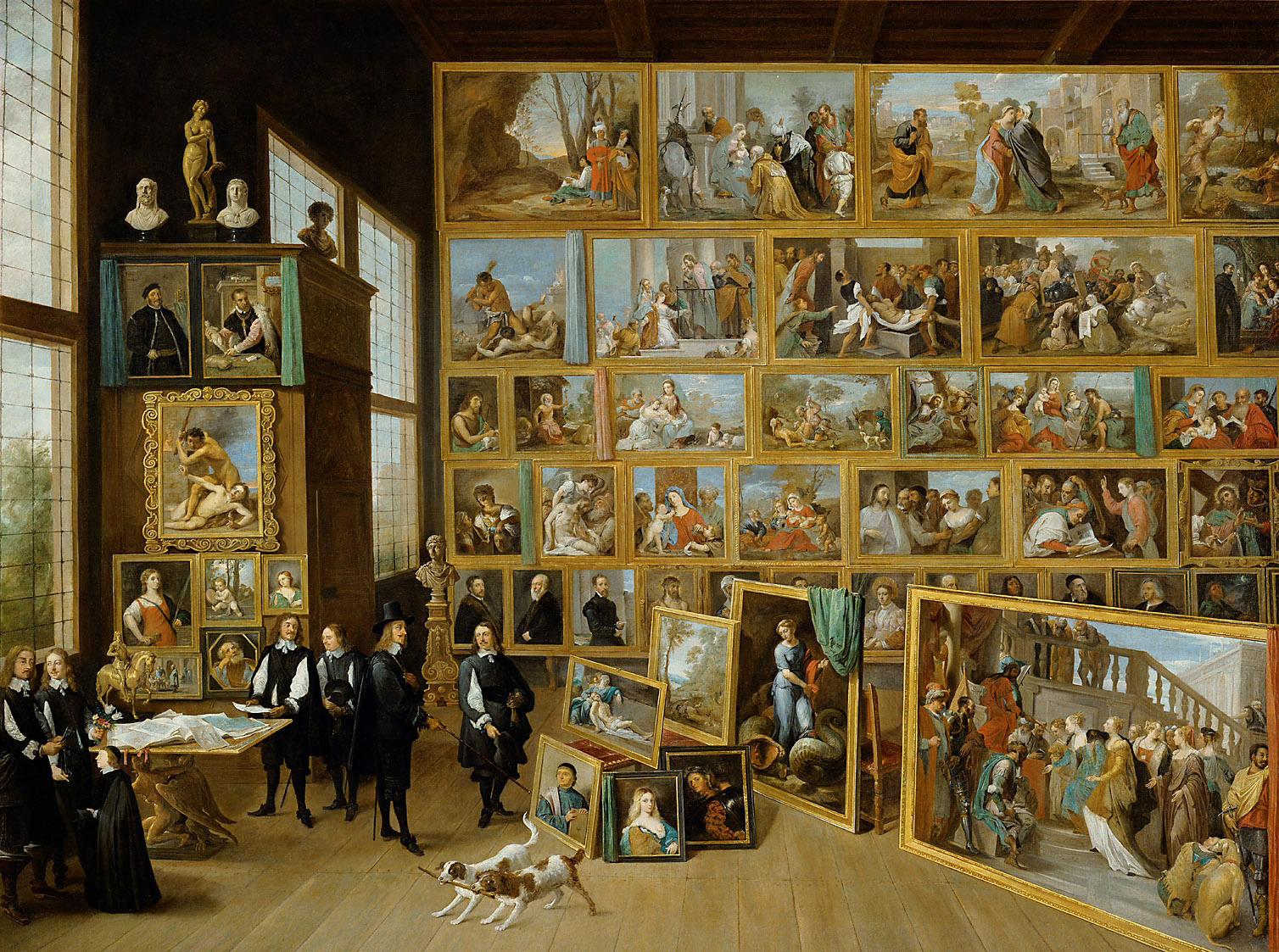
El archiduque Leopoldo en su gabinete de Bruselas, por David Teniers el Joven, 1651.

### Corte portuguesa

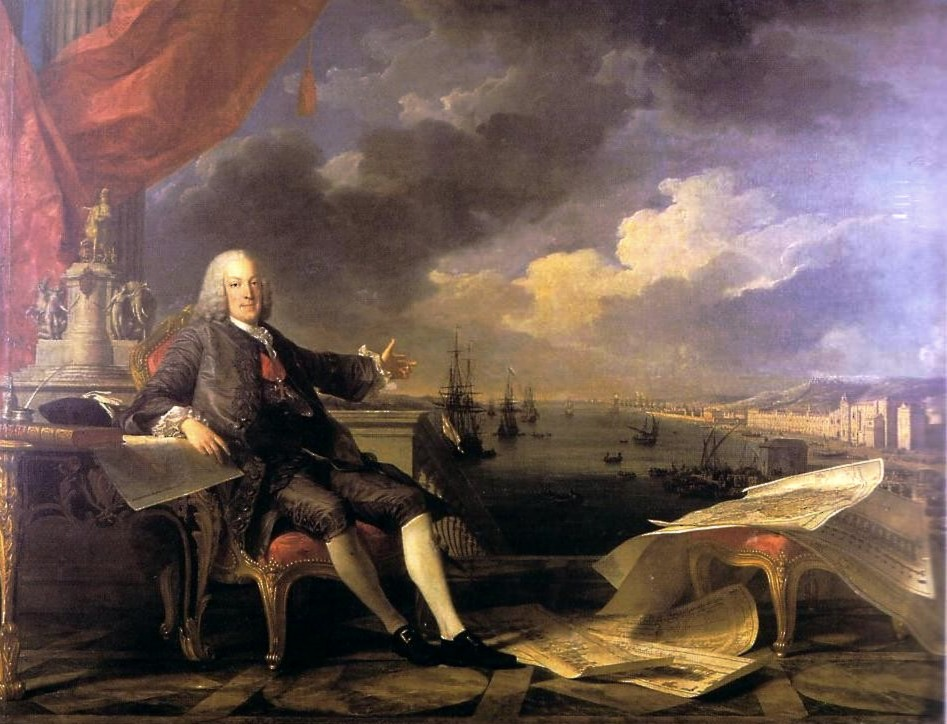
El Marqués de Pombal, por Louis-Michel van Loo.

Sebastián I de Portugal, por Cristóvão de Morais, 1565
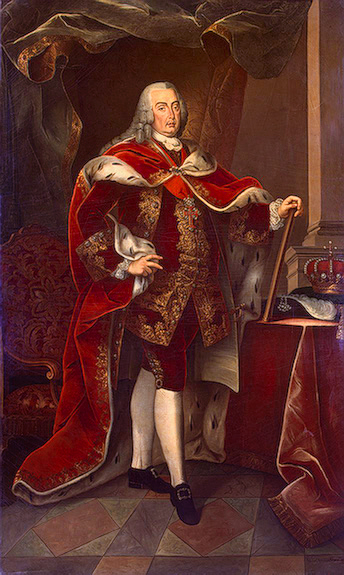
José I de Portugal, por Miguel António do Amaral (1710 - 1780)

### Corte francesa o de San Luis

Luis XIV, por Hyacinthe Rigaud, 1701. El rey sol se exhibe arropado por la pompa regia con sus símbolos e iconografía: corona, cetro, espada, manto de armiño, dosel, flores de lis, etc.

Durante la Edad Media, las cortes de Provenza y de Borgoña establecieron modelos de refinamiento cultural y artístico, pero fue la corte real de los Valois la que, vencedora de la guerra de los cien años, impuso su predominio político con un modelo centralizado (en el París del Palacio del Louvre) que utilizó la pintura como uno de los principales vehículos de formación de la imagen del autoritarismo regio, convertido en absolutismo con los Borbones. La corte del Palacio de Versalles se diseñó como un complejo aparato de poder en el que todas las artes, incluida la pintura, tenían su lugar, y que a lo largo del siglo XVIII presenció el enfrentamiento estético entre el rococó, estilo monárquico y aristocrático, y el neoclasicismo, estilo de la crítica ilustrada en su proyecto superador del Antiguo Régimen que condujo a la Revolución francesa. La Restauración procuró mantener a los mismos pintores de corte que previamente habían glorificado a Napoleón, oferta que rechazó Jacques-Louis David.
El primer retrato de un rey francés, de autor desconocido, es el de Juan II.

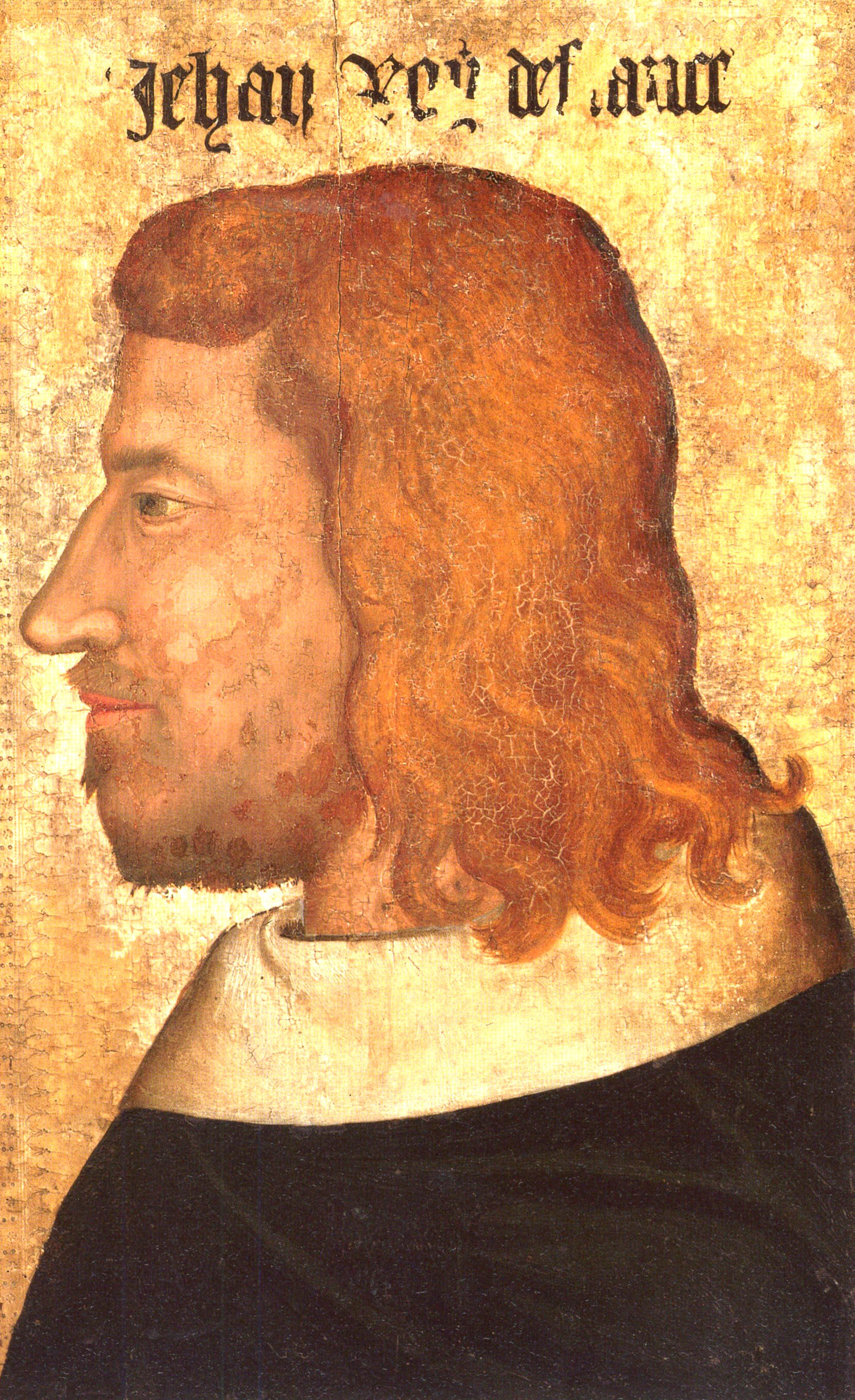
Retrato de Juan II de Francia,[36] antes de 1350.

|                          |
| Jean Fouquet (1420-1481) |

|                                            |
| Dama, por Jean Perréal (c. 1460 - c. 1530) |

| Pintores de cámara de Francisco I (1515-1547)                                                            | Pintores de cámara de Francisco I (1515-1547)      | Pintores de cámara de Francisco I (1515-1547) | Pintores de cámara de Francisco I (1515-1547)            |
| --- | -------------------------------------------------- | --------------------------------------------- | -------------------------------------------------------- |
| |                                                    |                                               |                                                          |
| Francisco I en el lecho de muerte de Leonardo da Vinci (1452-1519), pintura histórica de Ingres en 1818. | Retrato de varón, por Rosso Fiorentino (1494-1540) | Francisco I, por Jean Clouet (1475-1541)      | Francisco I mitologizado, por Nicoletto da Modena (1545) |

|                                             |                                            |
| Enrique II, por François Clouet (1516-1572) | Carlos IX, por François Clouet (1516-1572) |

|                                    |                                                        |
| Frans Pourbus el Joven (1569-1622) | Coronación de María de Médicis, por Pedro Pablo Rubens |

|                                  |                               |
| Philippe de Champaigne (1602-75) | Justus van Egmont (1602–1674) |

| Pintores de cámara de Luis XIV (1643-1715)    | Pintores de cámara de Luis XIV (1643-1715)                | Pintores de cámara de Luis XIV (1643-1715)            | Pintores de cámara de Luis XIV (1643-1715) | Pintores de cámara de Luis XIV (1643-1715) |
| --------------------------------------------- | --------------------------------------------------------- | ----------------------------------------------------- | ------------------------------------------ | ------------------------------------------ |
|                                               |                                                           |                                                       |                                            |                                            |
| Luis XIV niño, por Henri Testelin (1616-1695) | Luis XIV niño, cazando con halcón, por Jean de Saint-Igny | El canciller Séguier, por Charles Le Brun (1619-1690) | Luis XIV, por Antoine Benoist (1632-1717)  | Hyacinthe Rigaud (1659-1743)               |

| Pintores de cámara de Luis XV (1715-1774) | Pintores de cámara de Luis XV (1715-1774) | Pintores de cámara de Luis XV (1715-1774) | Pintores de cámara de Luis XV (1715-1774)      |
| ----------------------------------------- | ----------------------------------------- | ----------------------------------------- | ---------------------------------------------- |
|                                           |                                           |                                           |                                                |
| Antoine Coypel (1661-1722)                | Nicolas Vleughels (1668-1737)             | Charles-André van Loo (1705-1765)         | Luis XV, por Jean-Baptiste van Loo (1684-1745) |

| Pintores de cámara de Luis XVI (1754-1793) | Pintores de cámara de Luis XVI (1754-1793) | Pintores de cámara de Luis XVI (1754-1793)       | Pintores de cámara de Luis XVI (1754-1793) |
| ------------------------------------------ | ------------------------------------------ | ------------------------------------------------ | ------------------------------------------ |
|                                            |                                            |                                                  |                                            |
| Joseph Siffred Duplessis (1725–1802)       | Jean-Honoré Fragonard (1732-1706)          | Luis XVI por Antoine-François Callet (1741-1823) |                                            |

| Pintores de cámara de Napoleón Bonaparte (1799-1815), Luis XVIII (1814-1824) y Carlos X (1824-1830) | Pintores de cámara de Napoleón Bonaparte (1799-1815), Luis XVIII (1814-1824) y Carlos X (1824-1830) | Pintores de cámara de Napoleón Bonaparte (1799-1815), Luis XVIII (1814-1824) y Carlos X (1824-1830) | Pintores de cámara de Napoleón Bonaparte (1799-1815), Luis XVIII (1814-1824) y Carlos X (1824-1830) |
| --------------------------------------------------------------------------------------------------- | --------------------------------------------------------------------------------------------------- | --------------------------------------------------------------------------------------------------- | --------------------------------------------------------------------------------------------------- |
| | | | |
| Jacques Louis David (1748-1825)                                                                     | Napoleón, por François Pascal Simon Gérard (1779-1837)                                              | Jean Auguste Dominique Ingres (1780-1867)                                                           | |

| Pintores de cámara de Luis Felipe (1830-1848) y Napoleón III (1852-1870) | Pintores de cámara de Luis Felipe (1830-1848) y Napoleón III (1852-1870) | Pintores de cámara de Luis Felipe (1830-1848) y Napoleón III (1852-1870) | Pintores de cámara de Luis Felipe (1830-1848) y Napoleón III (1852-1870) |
| ------------------------------------------------------------------------ | ------------------------------------------------------------------------ | ------------------------------------------------------------------------ | ------------------------------------------------------------------------ |
|                                                                          |                                                                          |                                                                          |                                                                          |
| María Carolina de Borbón, por François Meuret (1800-1887)                | Luis Felipe, por Eugène Lami (1800-1890)                                 | Napoleón III, por Franz Xaver Winterhalter (1805-1873)                   |                                                                          |

### Corte inglesa, británica o de St. James

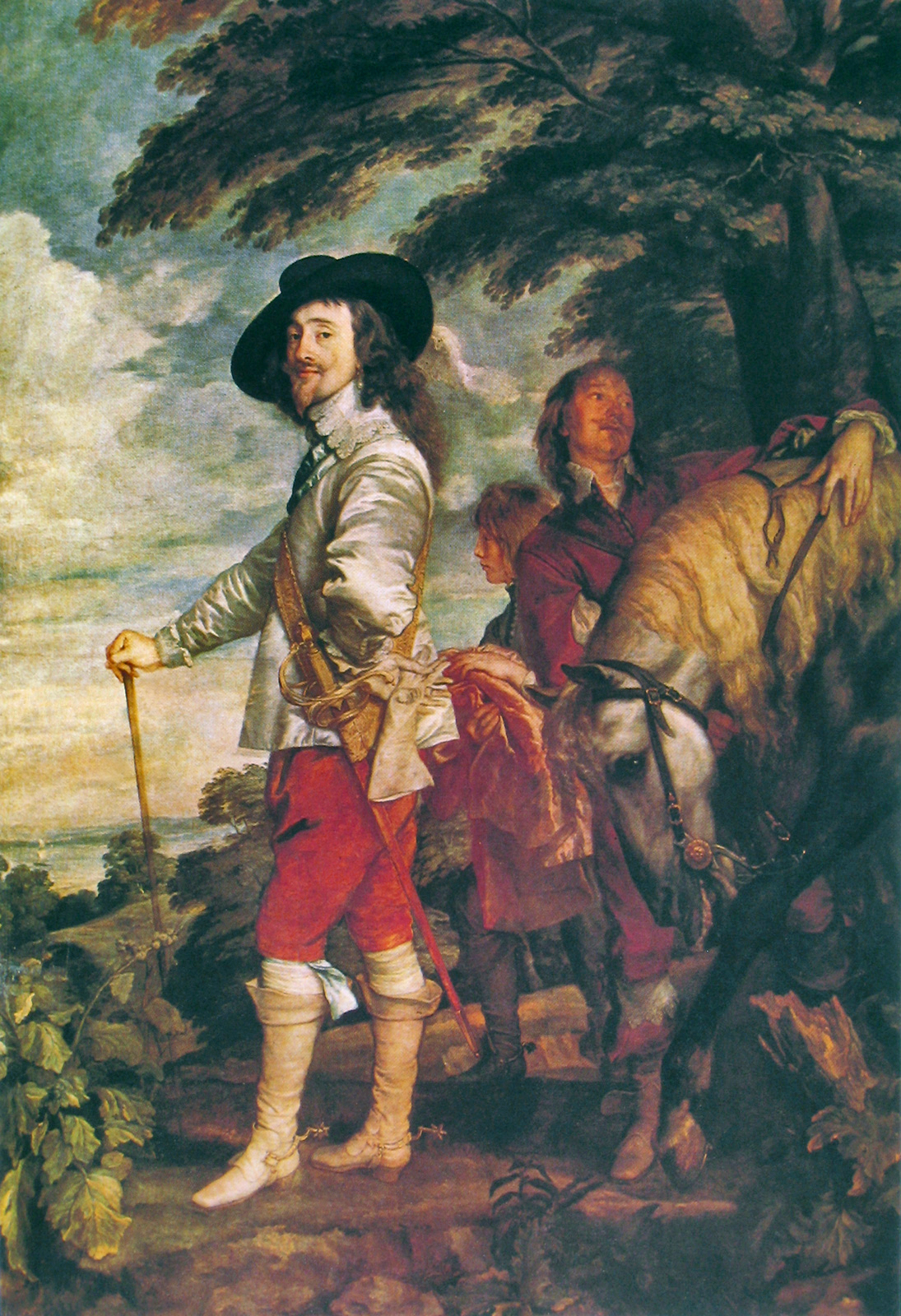
Carlos I de Inglaterra, por Anton Van Dyck, 1635. La pose del rey, con un perfecto decorum, la reverencia del caballo y hasta la misma inclinación de las ramas del árbol, que sirven de palio, otorgan a esta obra de una gran fuerza legitimadora del absolutismo monárquico.

El primer retrato conocido de un rey inglés es el de Ricardo II, de autor desconocido (ca. 1390), conservado en la Abadía de Westminster. Reducida a sus dominios insulares por su derrota en la guerra de los cien años, la monarquía inglesa pasó a la dinastía Tudor, que inicia un aumento de la autoridad real en el que el prestigio de la figura de los reyes tendrá en la representación pictórica un mecanismo característico. Las rotundas personalidades de Enrique VIII o María Tudor, en el convulso periodo en que Inglaterra osciló entre la Reforma y la Contrarreforma, quedaron inmortalizadas por Holbein y Antonio Moro respectivamente. En el siglo XVII, tras el reinado de la reina virgen Isabel I (más afortunada en su corte teatral -Shakespeare- que en sus pintores de corte, a pesar de ser la reina más retratada), la nueva dinastía Estuardo fracasó en su intento de construcción de una monarquía absoluta, aunque sí tuviera éxito en la elección de pintor: Van Dyck.
La incorporación del reino de Escocia y de Irlanda llevan a la corte de Londres o Court of St. James's a convertirse en la capital de un Reino Unido que desde la Revolución inglesa es una monarquía parlamentaria en la que los poderes del rey están severamente limitados por la institución clave: el parlamento británico.
La formación (en 1856) de una sección de retratos en la National Gallery (la National Portrait Gallery, no limitada a los retratos regios o cortesanos) es una particularidad británica, excepcional entre las demás grandes pinacotecas.
|                                   |                                                           |
| Hans Holbein el Joven (1497-1543) | Alegoría protestante, por Girolamo de Treviso (1508-1544) |

|                                        |
| Eduardo VI, por William Scrots (-1553) |

|                           |                                            |
| William Segar (1564–1633) | Isabel I por Marcus Gheeraerts (1561–1563) |

|                                         |                                                                            |
| Jacobo I, por John de Critz (1551-1642) | Enrique Federico, príncipe de Gales, por Robert Peake el Viejo (1551–1619) |

| Pintor de cámara de Carlos I (1625-1649) |
| ---------------------------------------- |
|                                          |
| Anton van Dyck (1599-1641)               |

| Pintor de cámara de Carlos II (1649-1685) |
| ----------------------------------------- |
|                                           |
| Peter Lely (1618-1680)                    |

| Pintor de cámara de Jacobo II, Guillermo III, Ana y Jorge I (1689-1727) |
| ----------------------------------------------------------------------- |
|                                                                         |
| Godfrey Kneller (1643-1723)                                             |

| Pintores de cámara de Jorge II (1727-1760) | Pintores de cámara de Jorge II (1727-1760) |
| ------------------------------------------ | ------------------------------------------ |
|                                            |                                            |
| Jorge II, por Thomas Hudson (1701–1779)    | William Hogarth (1599-1641)                |

| Pintores de cámara de Jorge III (1760-1820) | Pintores de cámara de Jorge III (1760-1820) | Pintores de cámara de Jorge III (1760-1820) | Pintores de cámara de Jorge III (1760-1820) |
| ------------------------------------------- | ------------------------------------------- | ------------------------------------------- | ------------------------------------------- |
|                                             |                                             |                                             |                                             |
| Allan Ramsay (1713-1784)                    | Joshua Reynolds (1723-1792)                 | Peter Francis Bourgeois (1753-1811)         |                                             |

| Pintores de cámara de Victoria (1837-1901) | Pintores de cámara de Victoria (1837-1901)                | Pintores de cámara de Victoria (1837-1901) | Pintores de cámara de Victoria (1837-1901) |
| ------------------------------------------ | --------------------------------------------------------- | ------------------------------------------ | ------------------------------------------ |
|                                            |                                                           |                                            |                                            |
| George Hayter (1792-1871)                  | La familia real, por Franz Xaver Winterhalter (1805-1873) | Carl Haag (1820-1915)                      |                                            |

## Cortes alemanas

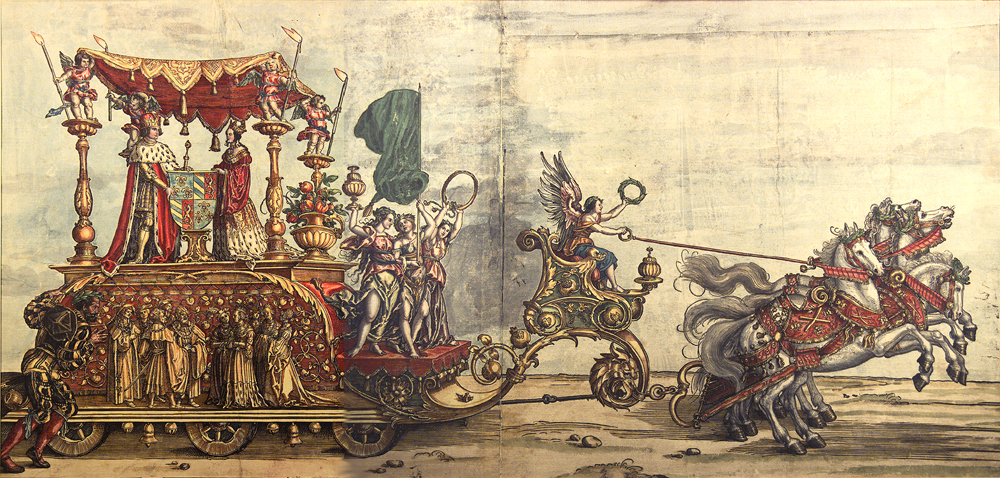
Carro triunfal del emperador Maximiliano I, grabado de Alberto Durero.

Las regiones del Rin y del alto Danubio fueron focos artísticos de primera magnitud y fuerte personalidad durante el Renacimiento, beneficiándose de su privilegiada situación como pasillo de conexión entre el núcleo italiano y el borgoñón-flamenco (ciudades como Colmar, Augsburgo, Ratisbona, o Núremberg; artistas como Altdorfer, Grünewald, Durero, los Cranach o los Holbein -véase Renacimiento nórdico, Pintura de Alemania y Escuela del Danubio-), así como de su particular dinamismo económico, social e ideológico. Desde la invención de la imprenta por Gutenberg a mediados del siglo XV, la región adquirió un singular protagonismo en la cultura europea.
El territorio de Europa central se organizaba políticamente durante el Antiguo Régimen en múltiples entidades políticas independientes en la práctica aunque teóricamente subordinadas al Sacro Imperio Romano Germánico. Las más importantes de entre ellas eran las gobernadas por siete príncipes electores, laicos o eclesiásticos, que desarrollaron cortes competitivas en todos los aspectos, incluidas las artes. Los laicos eran el rey de Bohemia (título vinculado desde 1526 a los Habsburgo de Viena), el margrave de Brandemburgo, el duque de Sajonia y el conde palatino del Rin. Entre los eclesiásticos, destacó especialmente por su mecenazgo artístico el arzobispo Alberto de Maguncia (1514-1545). El arzobispado de Colonia se convirtió desde 1583 en una sede vinculada a los duques de Baviera. La tercera sede episcopal-electoral era el arzobispado de Tréveris. Otros territorios del imperio que no disponían de la dignidad electoral alcanzaron gran poder, como los citados Baviera y Austria, estando en disposición de mantener fastuosas cortes con sofisticados programas artísticos; lujo que incluso pudieron permitirse entidades menores, como el principado de Liechtenstein, o incluso particulares encumbrados por su riqueza y contactos políticos, como los Fugger.
A partir de 1517, la principal disputa ideológica, con una trascendental repercusión en las artes y su papel político y social, fue la opción por la Reforma protestante de los territorios alemanes del norte y por la Contrarreforma católica de los territorios alemanes del sur; opción determinada por la voluntad de los gobernantes, ya que se estableció el principio cuius regio, eius religio. Tras la Guerra de los Treinta Años y los Tratados de Westfalia (1648) las cuestiones religiosas quedaron relegadas a un segundo plano, en búsqueda del mantenimiento de un equilibrio europeo.

### Corte bávara o de Múnich
Los duques de Baviera de la Casa de Wittelsbach, con corte en Múnich, constituyeron en su territorio en el siglo XIX el reino de Baviera. Era el más importante bastión católico del sur del Segundo Reich o Pequeña Alemania que quedó definida en con la unificación alemana, respetuosa con el mantenimiento de cada familia real en sus dominios. Especialmente el excéntrico Luis II de Baviera mantuvo una corte de cuento de hadas.

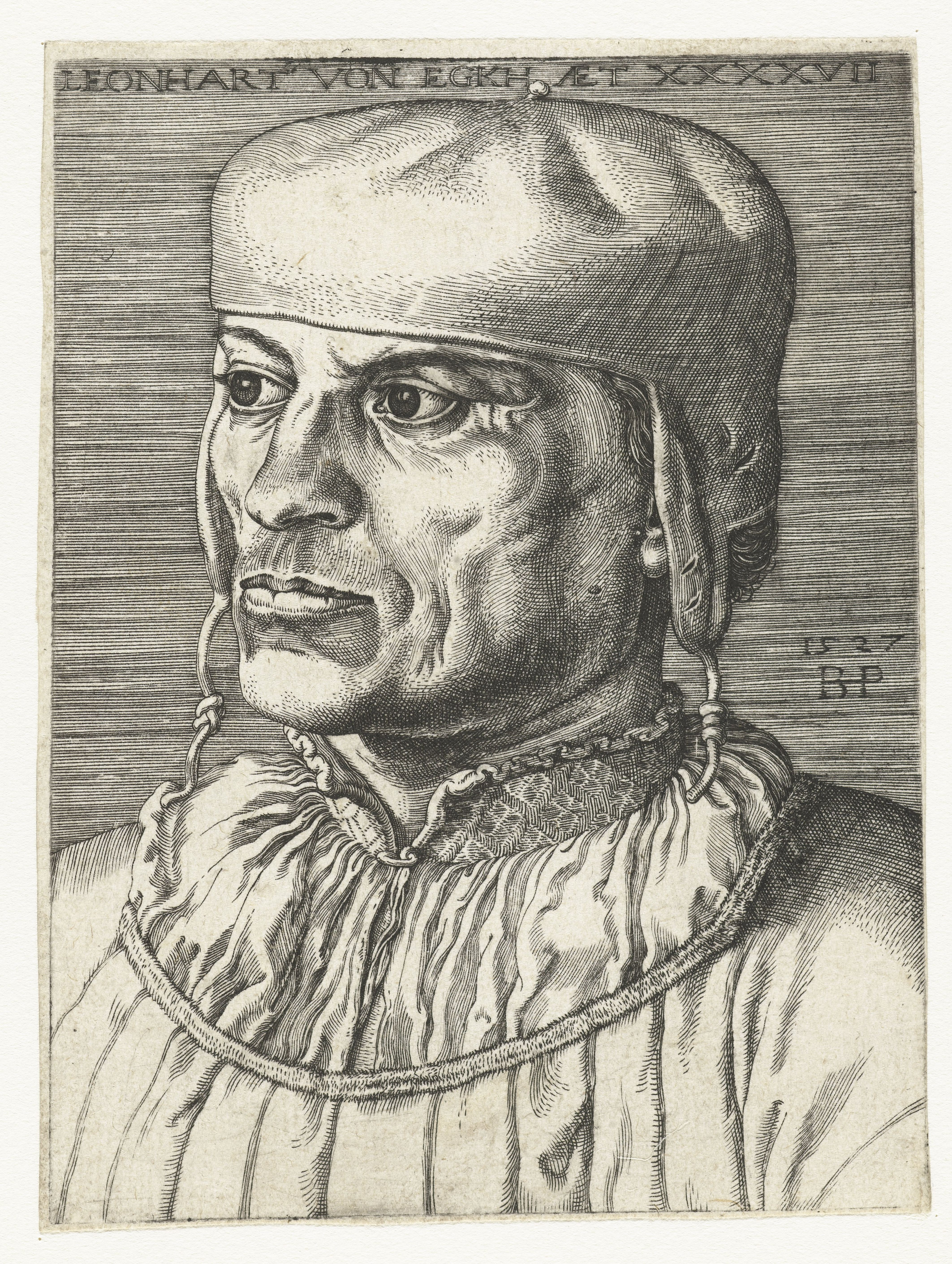
Leonhard von Eck, por Barthel Beham (1502–1540)
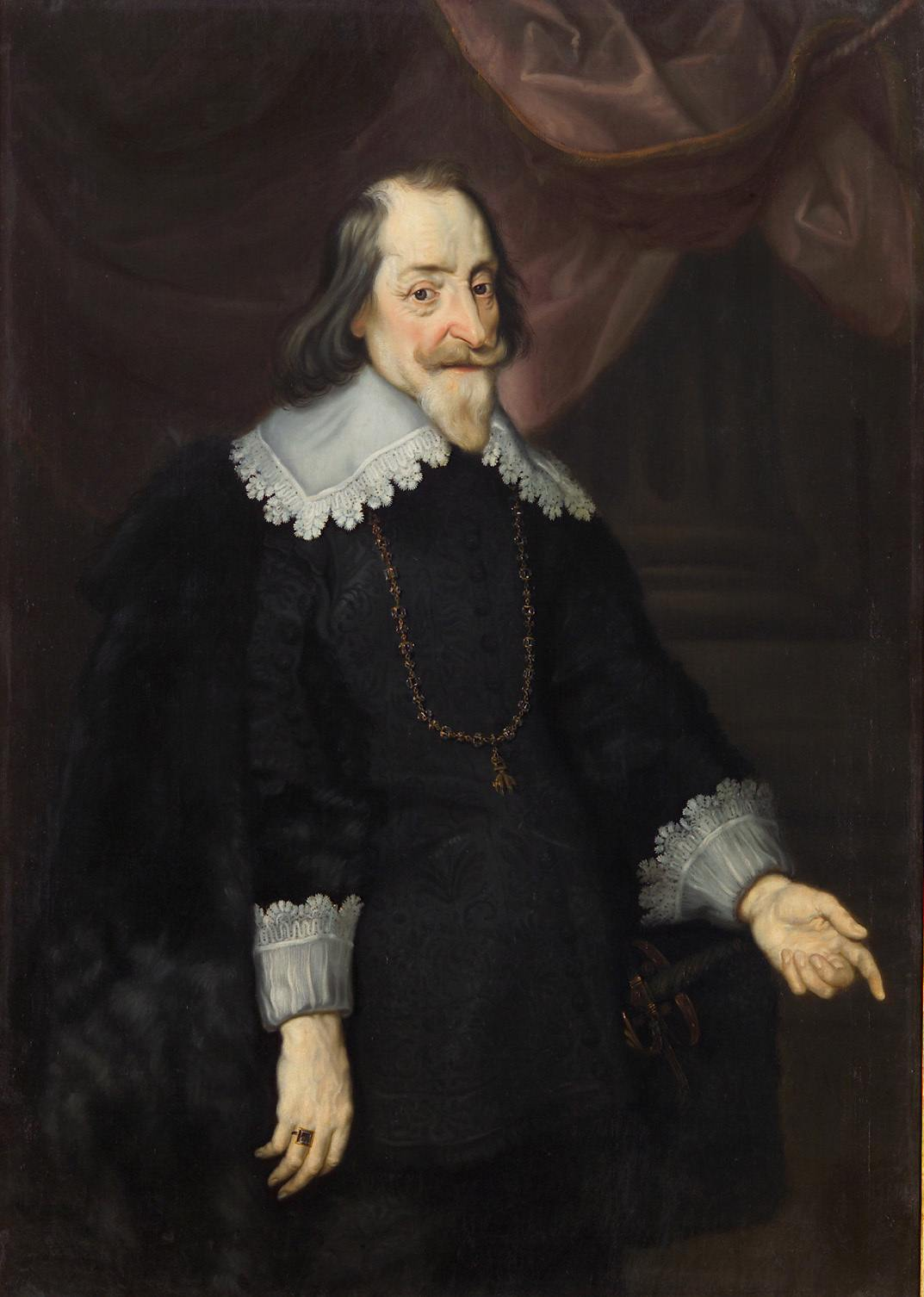
Maximiliano I, duque y elector de Baviera, por Joachim von Sandrart (1606-1688)
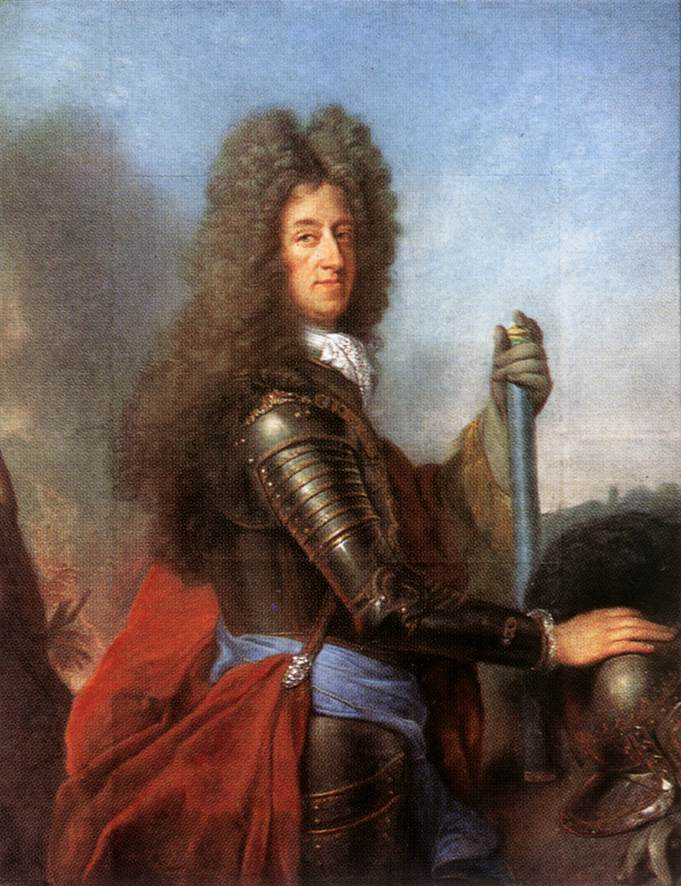
El duque Maximiliano II Manuel de Baviera, por Joseph Vivien (1657–1734)
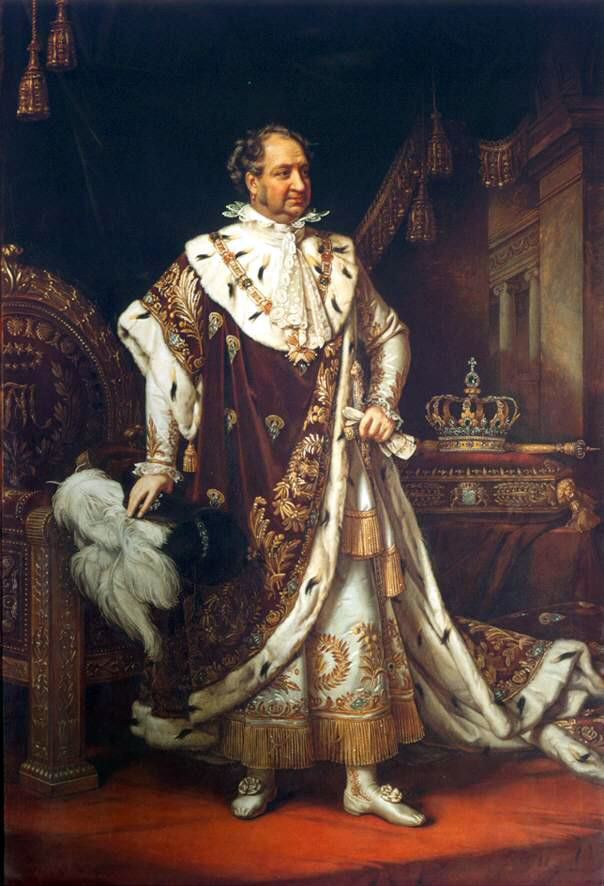
El rey Maximiliano I, por Joseph Karl Stieler (1781 - 1858)
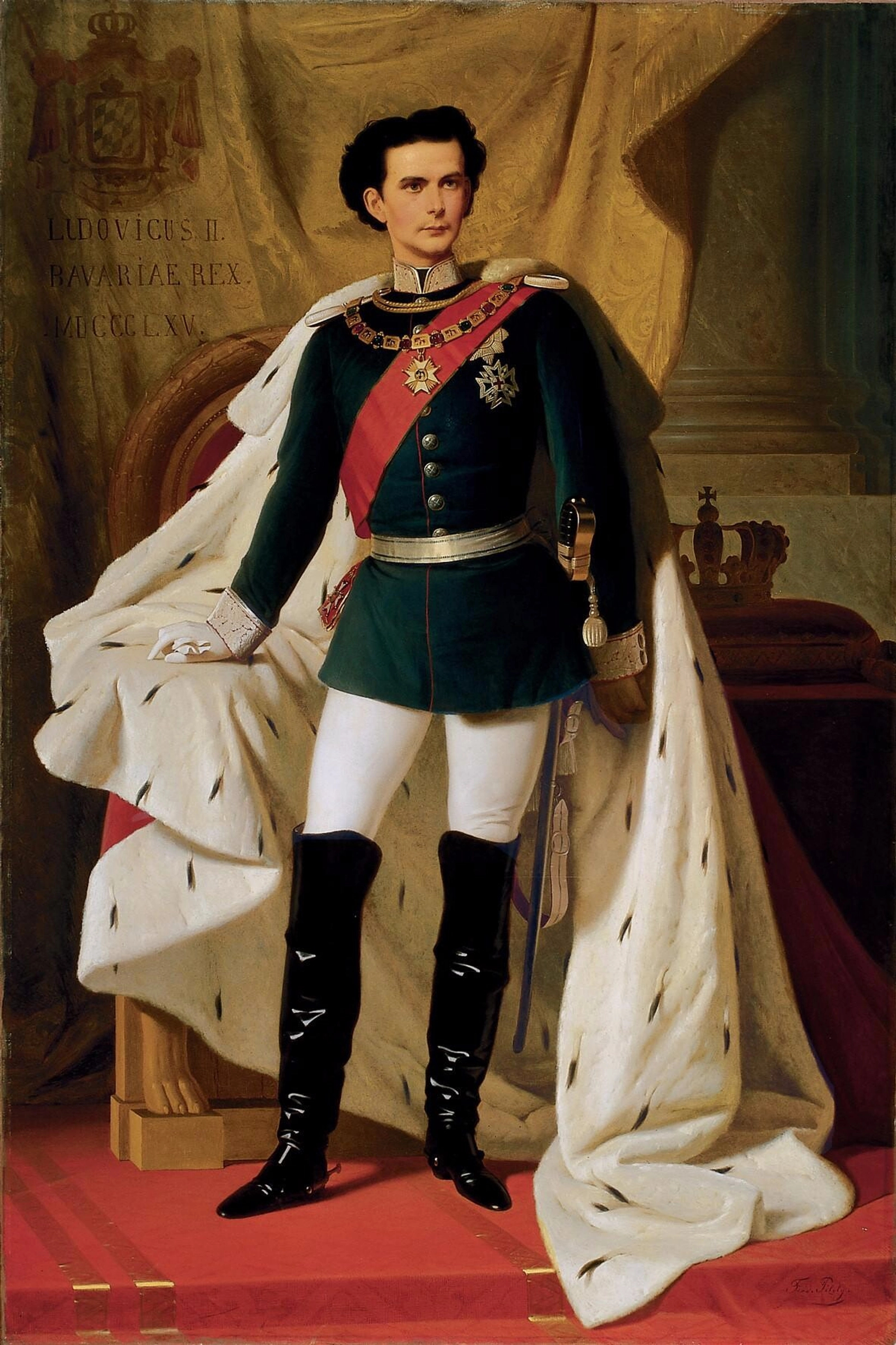
Luis II, por Ferdinand von Piloty

### Corte imperial, austriaca, vienesa o de los Habsburgo

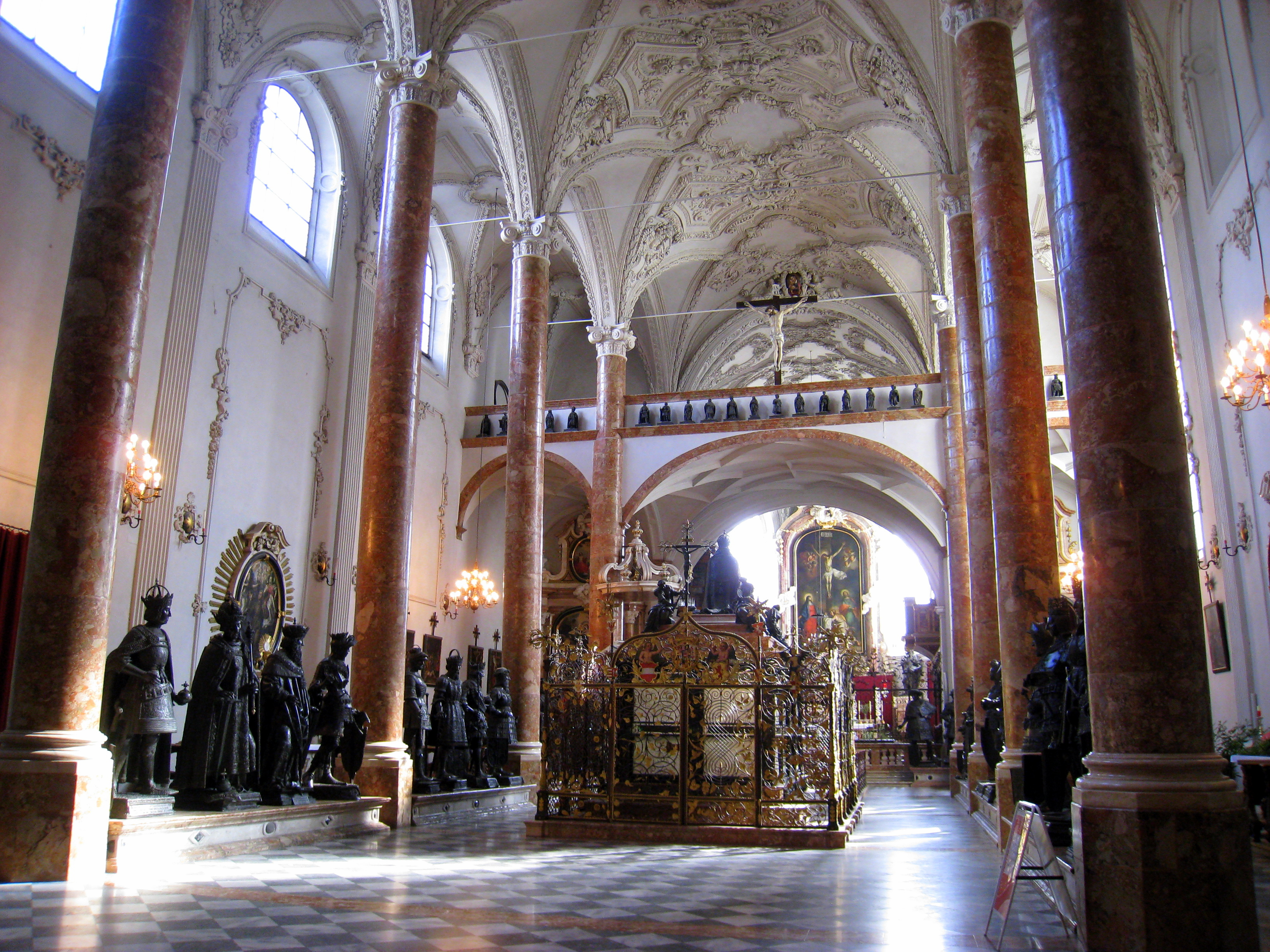
En la Hofkirche ("Iglesia de la Corte") de Innsbruck, Gilg Sesselschreiber (1496-1520), pintor y escultor de corte, y el humanista Konrad Peutinger, iniciaron (1502) el impresionante programa escultórico para el mausoleo de Maximiliano I de Habsburgo, que ocupa una posición central (realmente, un cenotafio), y la galería de estatuas de bronce de sus antepasados, que flanquean la nave mayor. Posteriormente trabajaron los hermanos Abel y Alexander Colyn (1527-1612). Los muros laterales y el altar mayor se reservaron para obras pictóricas.

La Casa de Habsburgo, especialmente a partir de Maximiliano I de Habsburgo (quien, tras asegurar la elección imperial, llevó a su dinastía a la hegemonía europea al emparentar con la Casa de Borgoña y Flandes y la Monarquía Hispánica de los Reyes Católicos), desarrolló una corte con programas artísticos de gran sofisticación en Viena e Innsbruck.
En los siglos XVI y XVII se mantuvo una fluida relación entre los Habsburgo de Viena y los Habsburgo de Madrid, que implicaba el intercambio de retratos cortesanos. En Salzburgo se desarrolló paralelamente una corte arzobispal que rivalizaba en esplendor artístico con la archiducal de Viena.

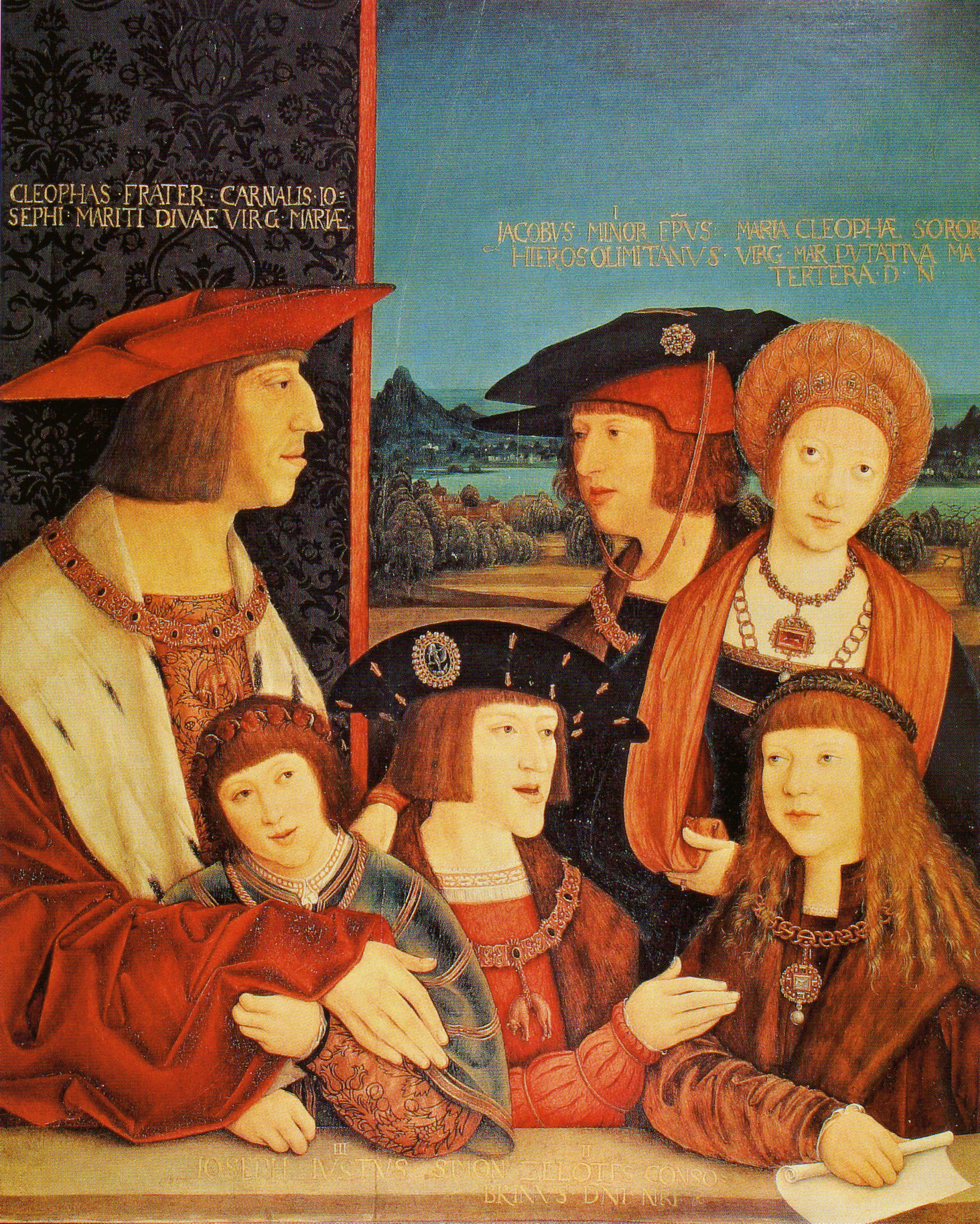
La familia de Maximiliano, por Bernhard Strigel (c. 1461–1528).
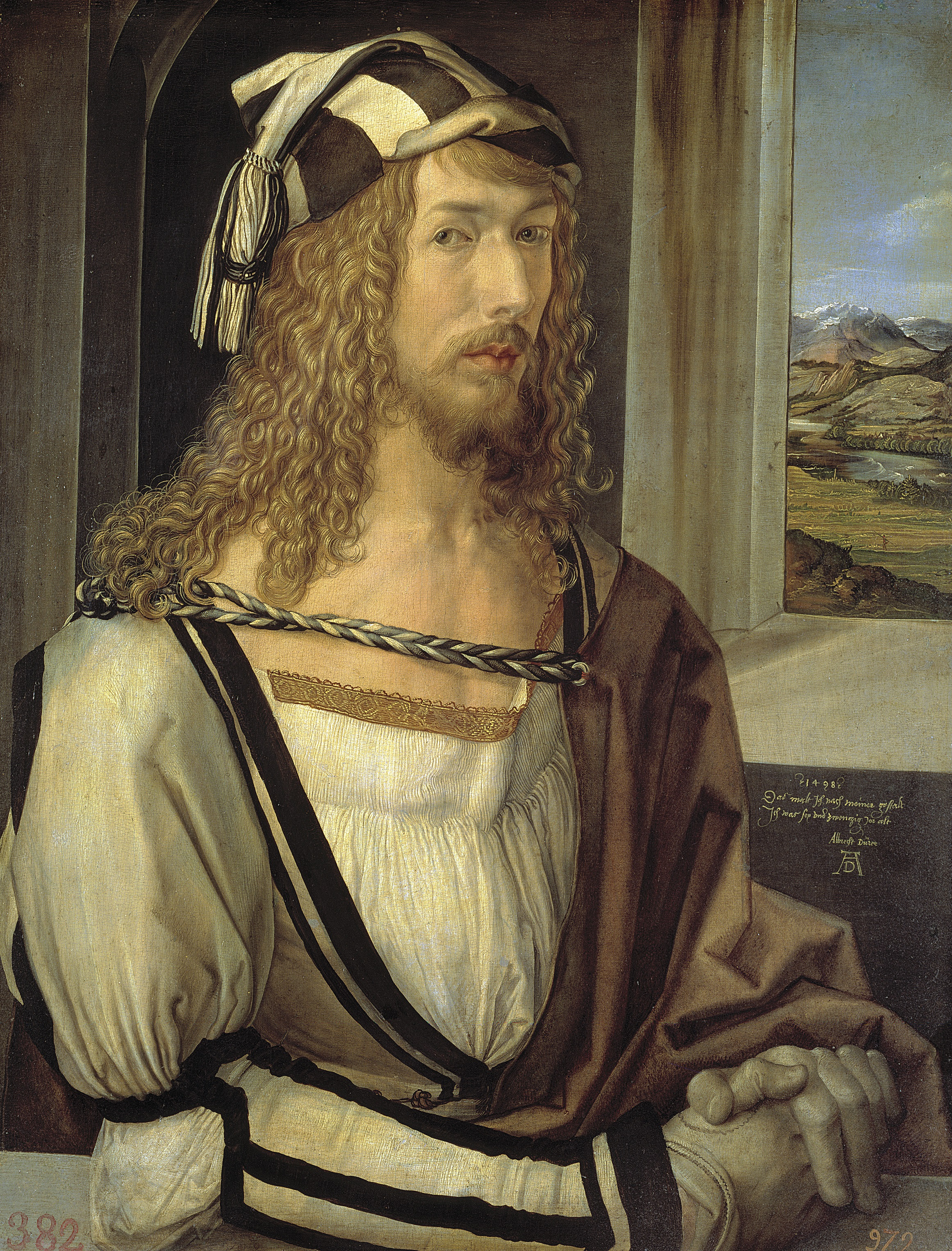
Alberto Durero (1471-1528), que mantuvo su taller de pintor y grabador en Núremberg, recibía una pensión anual de Maximiliano de Austria y de su sucesor Carlos V.
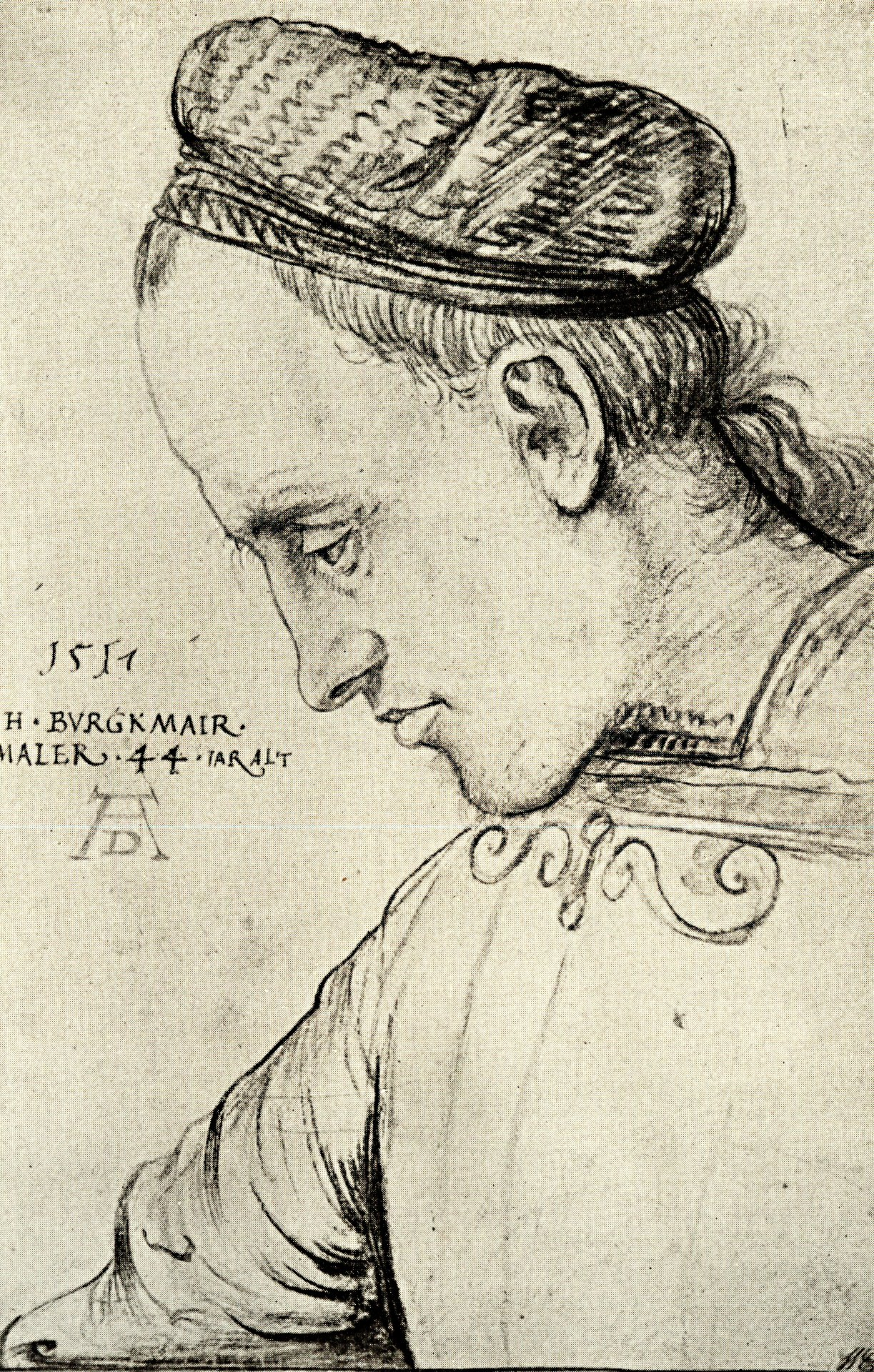
Retrato de Hans Burgkmair (1473-1531), por Alberto Durero.
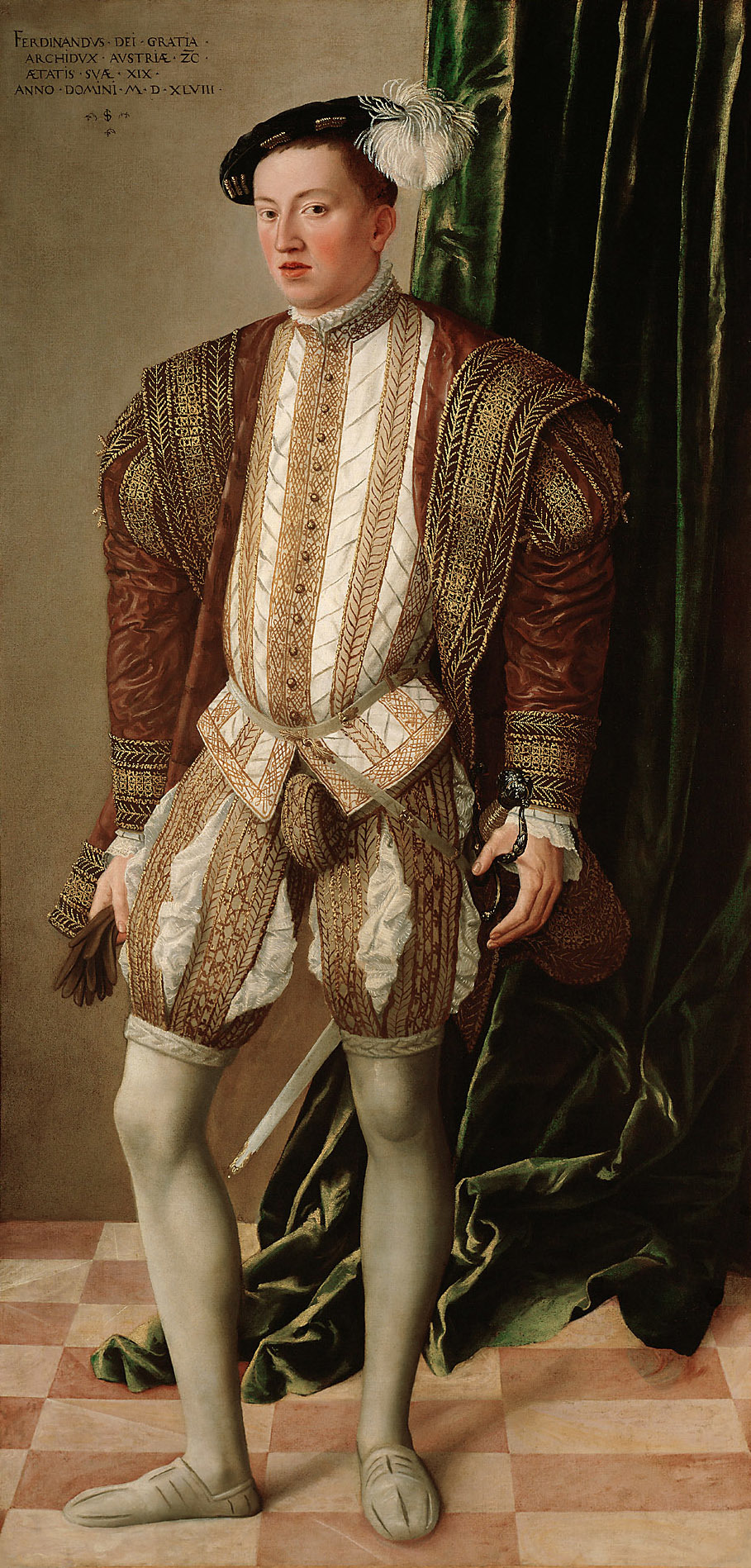
Fernando II de Austria, por Jakob Seisenegger (1505-1567)
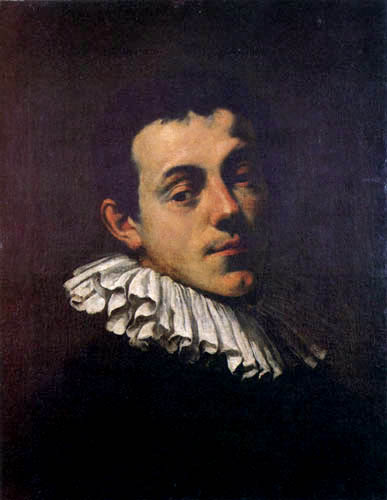
Retrato de Joseph Heintz el Viejo (1564-1609), pintor de la corte de Rodolfo II de Austria, por Hans von Aachen.
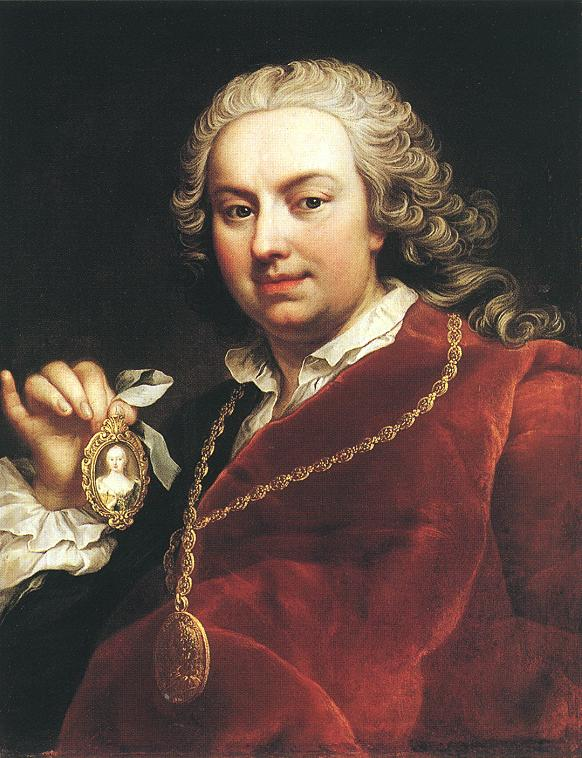
Martin van Meytens (1695–1770)
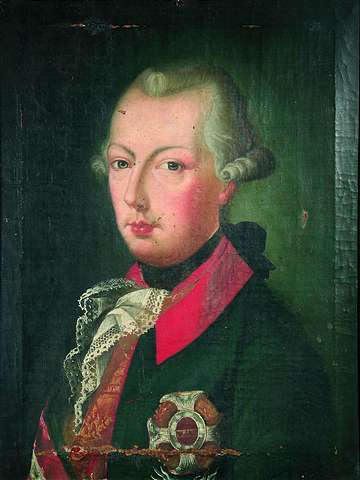
José II, por Joseph Hickel
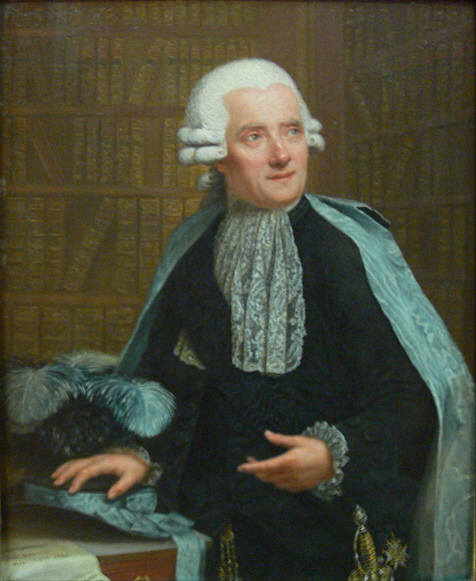
Peter Kymli (1748–1813)
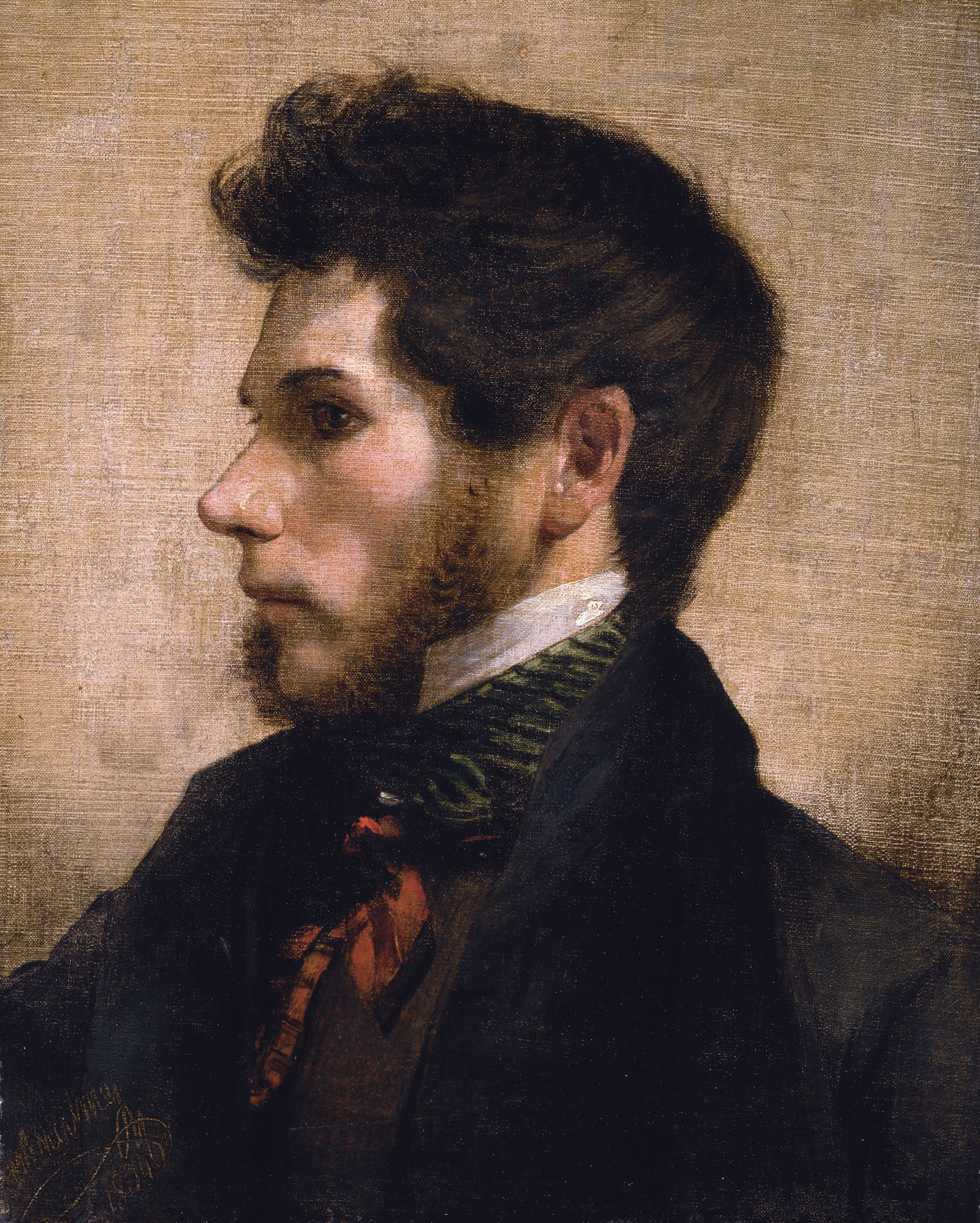
Friedrich von Amerling (1803-1887)

- Johannes Baur

### Corte de Liechtenstein
Los Príncipes de Liechtenstein, que no disponían de la dignidad electoral, contaban con posesiones dispersas desde Suiza hasta Bohemia, y destacaron por mantener un importante patronazgo artístico, especialmente Francisco José I de Liechtenstein (1772 - 1781).

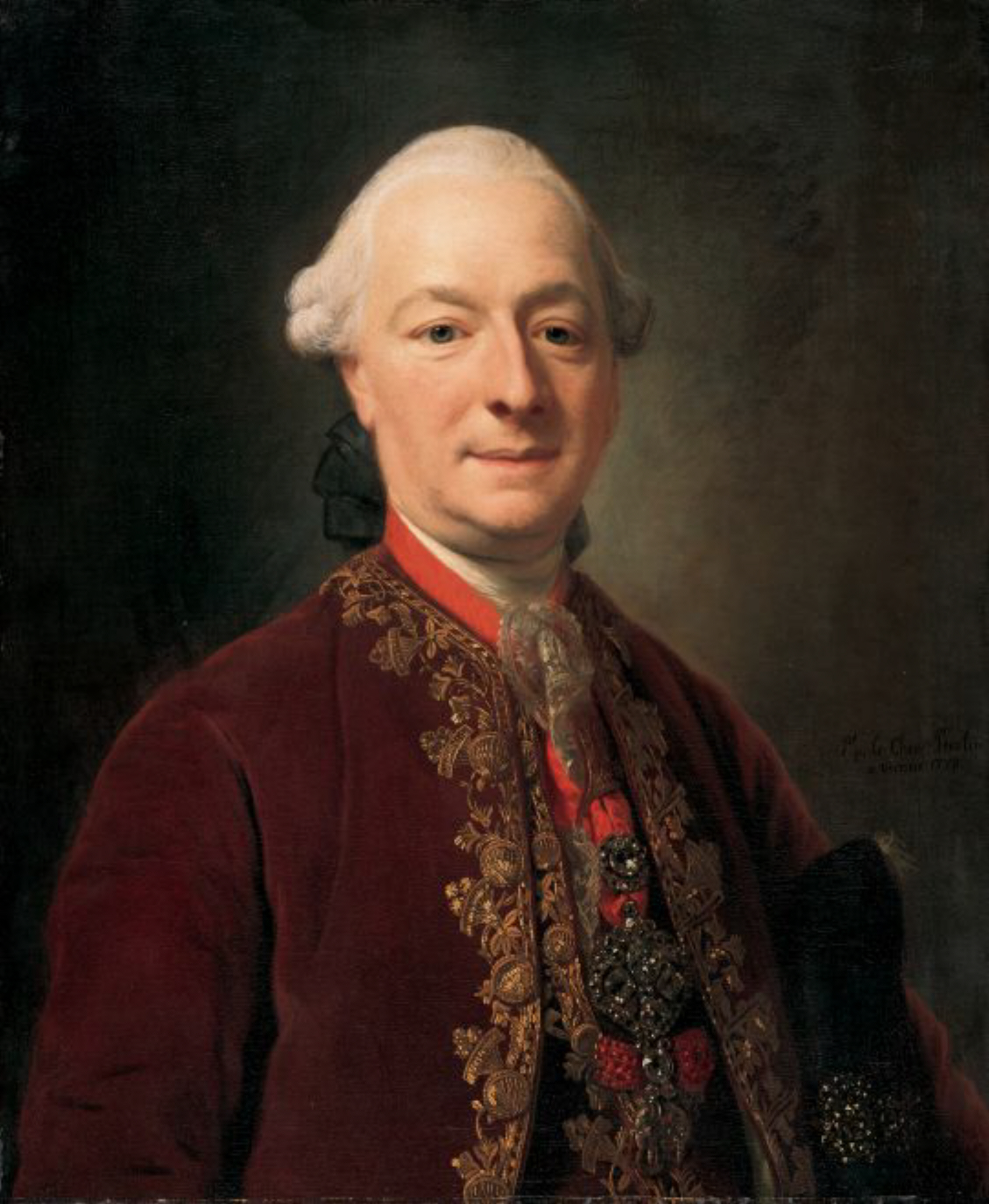
Francisco José I de Liechtenstein, por Alexander Roslin (1718–1793).
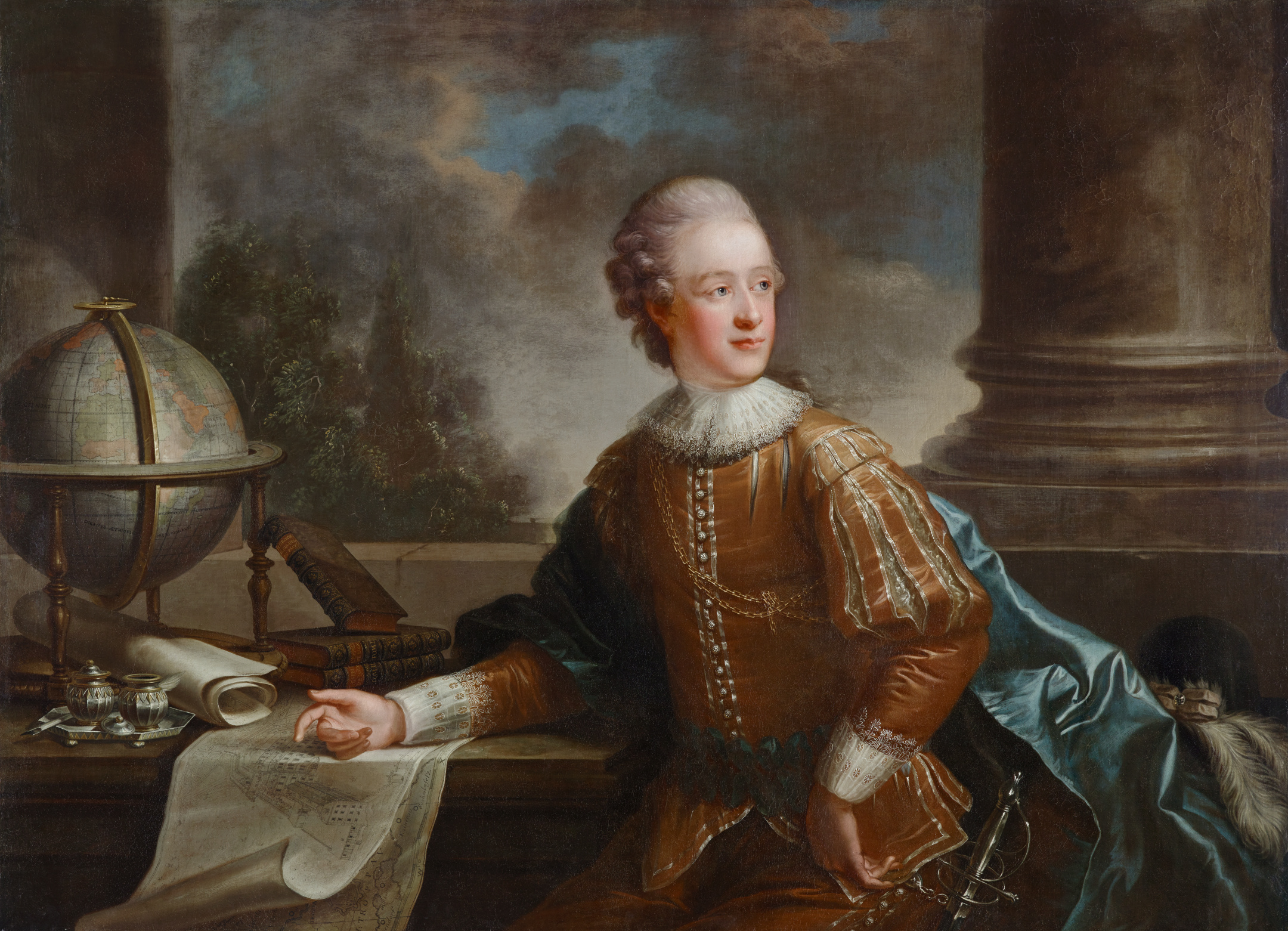
Alois I de Liechtenstein, por Friedrich Ölenhainz (1745-1804)
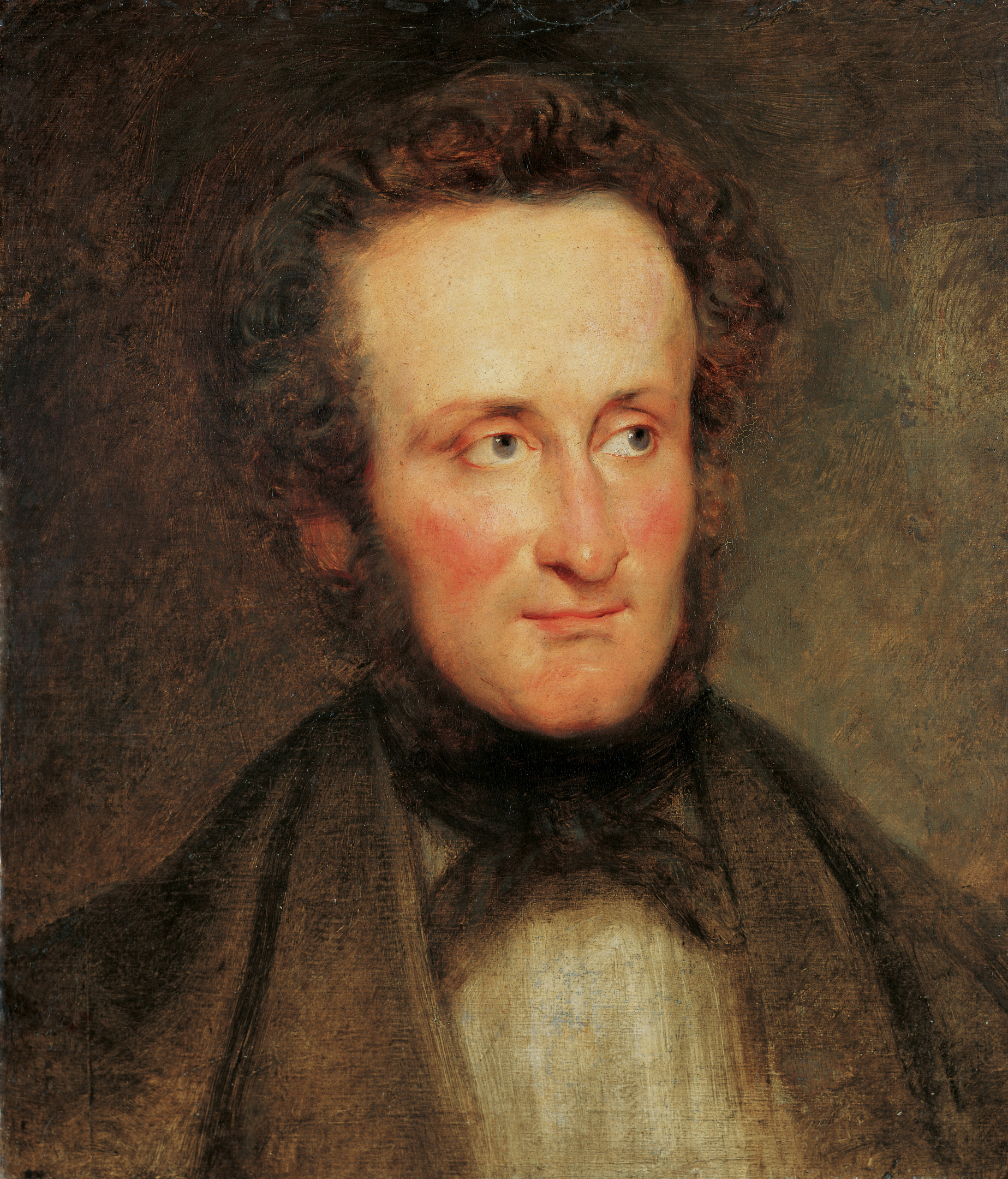
Alois II de Liechtenstein, por Friedrich Schilcher (1811–1881)

- Ferdinand Bauer

### Corte de los condes palatinos o del Palatinado

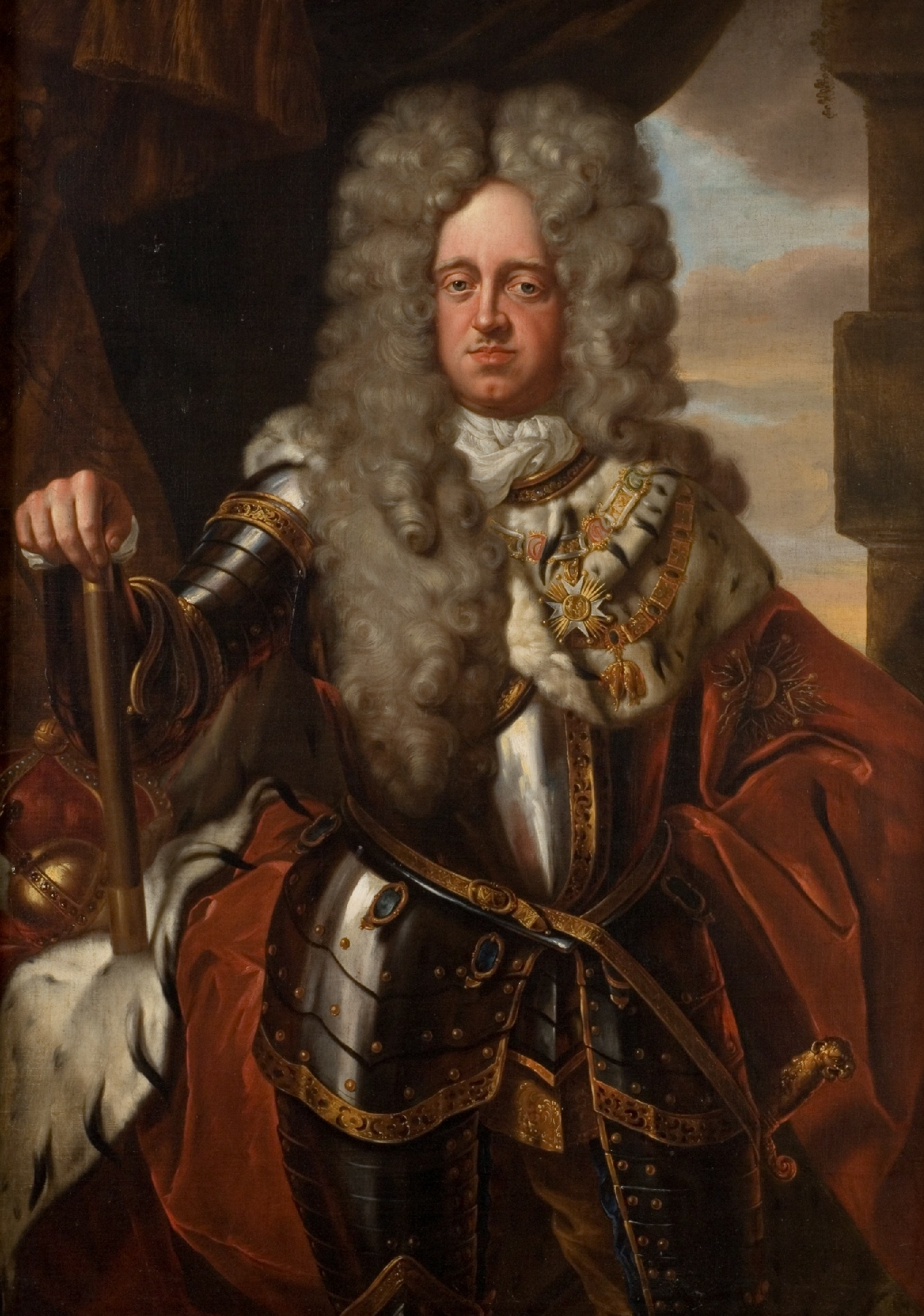
Juan Guillermo del Palatinado por Jan Frans van Douven (1656-1727).

Los electores del Palatinado, "condes palatinos" de la Casa Wittelsbach, gobernaban un territorio discontinuo, disperso por distintas partes de Alemania, y mantuvieron su corte en las ciudades de Heidelberg, Düsseldorf y Mannheim. Especialmente destacó el interés de Juan Guillermo del Palatinado (Juan Guillermo de Neubourg-Wittelsbach, Johann Wilhelm von der Pfalz o Jan Wellem, 1678-1716) por engrandecer su colección de pintura y mantener un amplio elenco de pintores de corte.

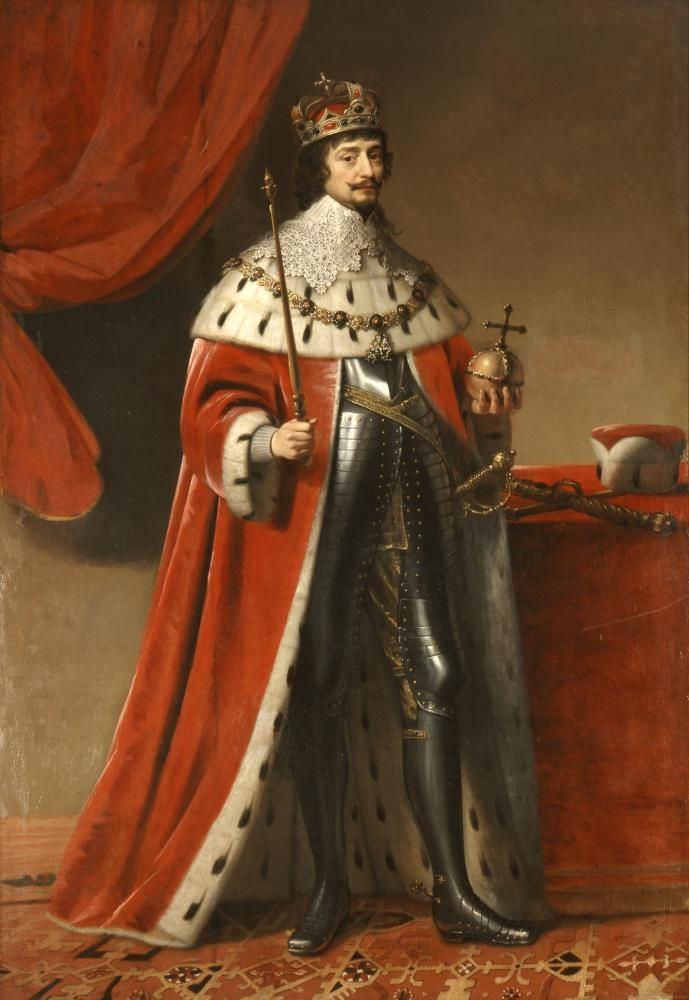
Federico V del Palatinado, por Gerard van Honthorst (1590–1656).
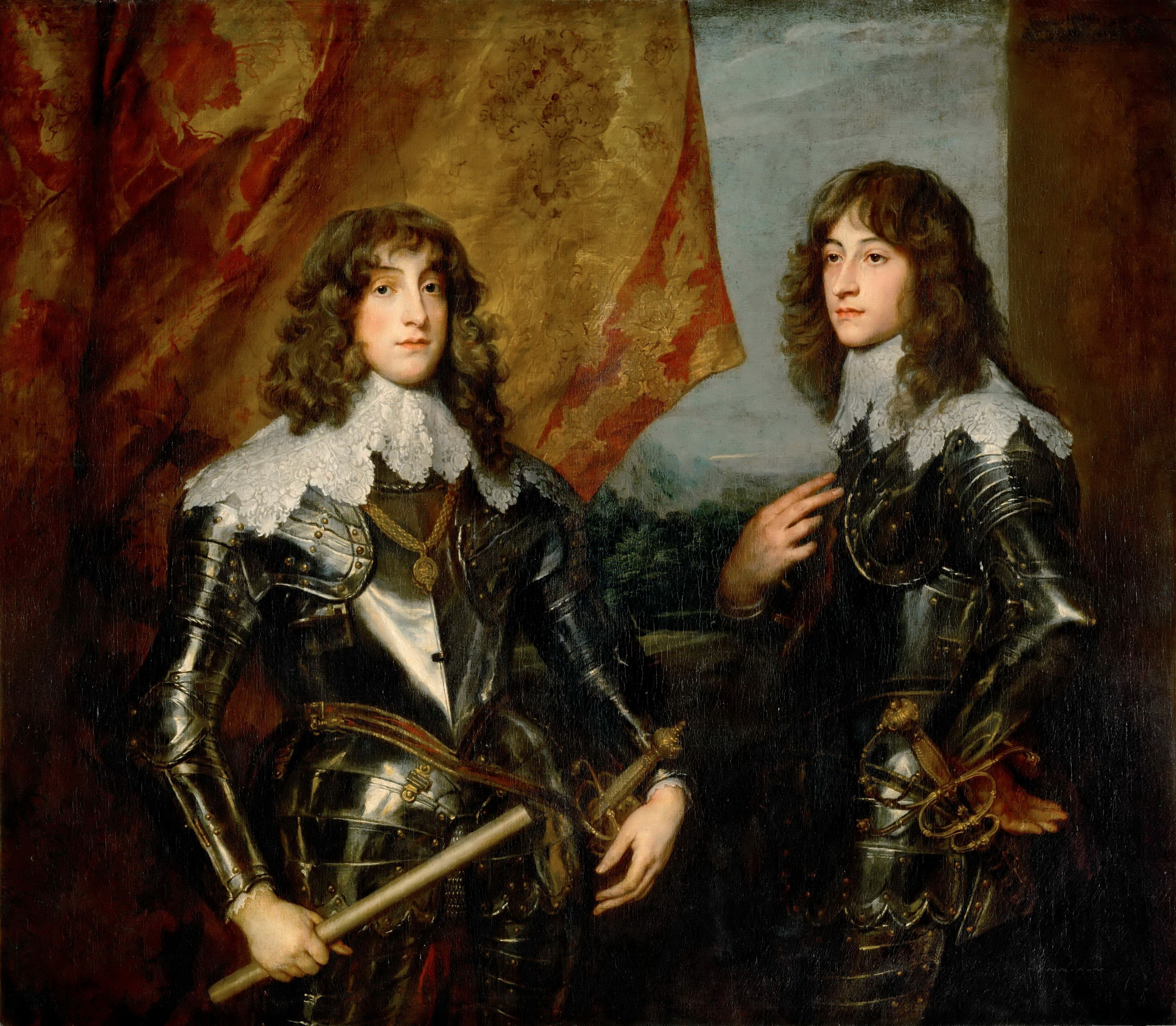
Los príncipes palatinos Carlos Luis y Ruperto, exiliados en Inglaterra, retratados por Anton van Dyck en 1637.
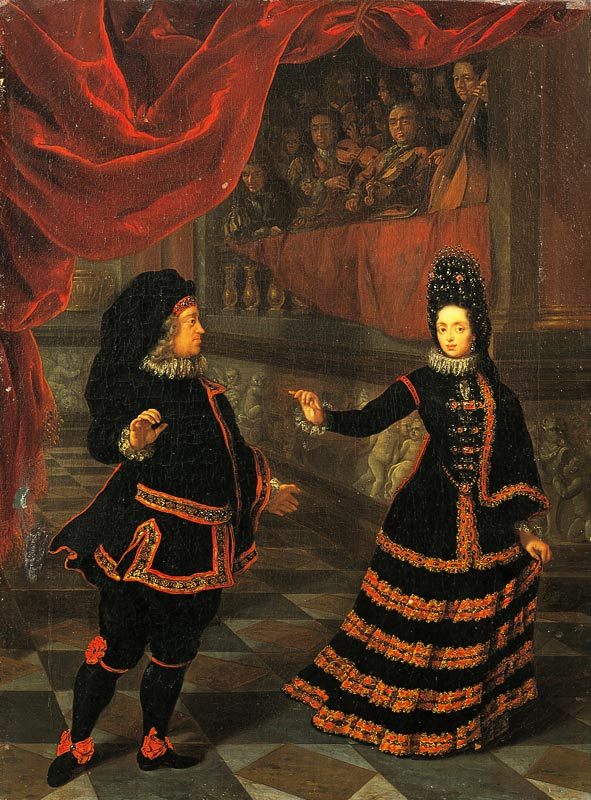
Los electores del Palatinado bailando en traje español, por Jan Frans van Douven, 1695.

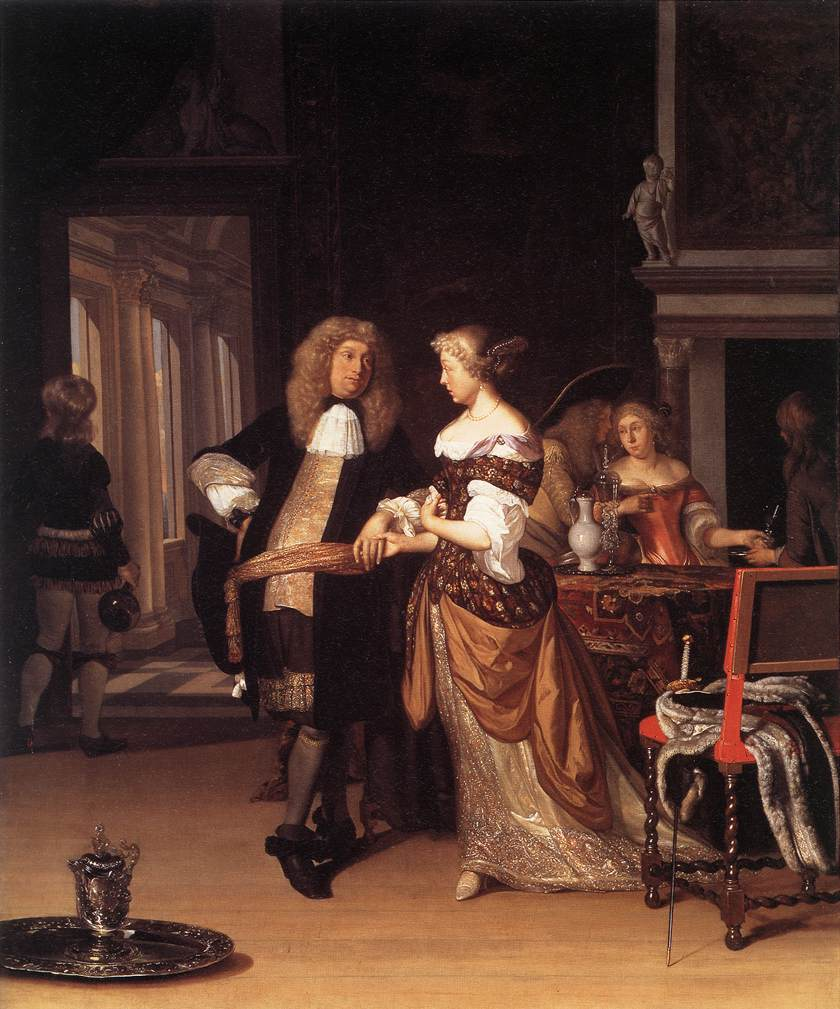
Pareja elegante, por Eglon van der Neer (1635-1703), que también fue pintor en la corte de Carlos II de España.
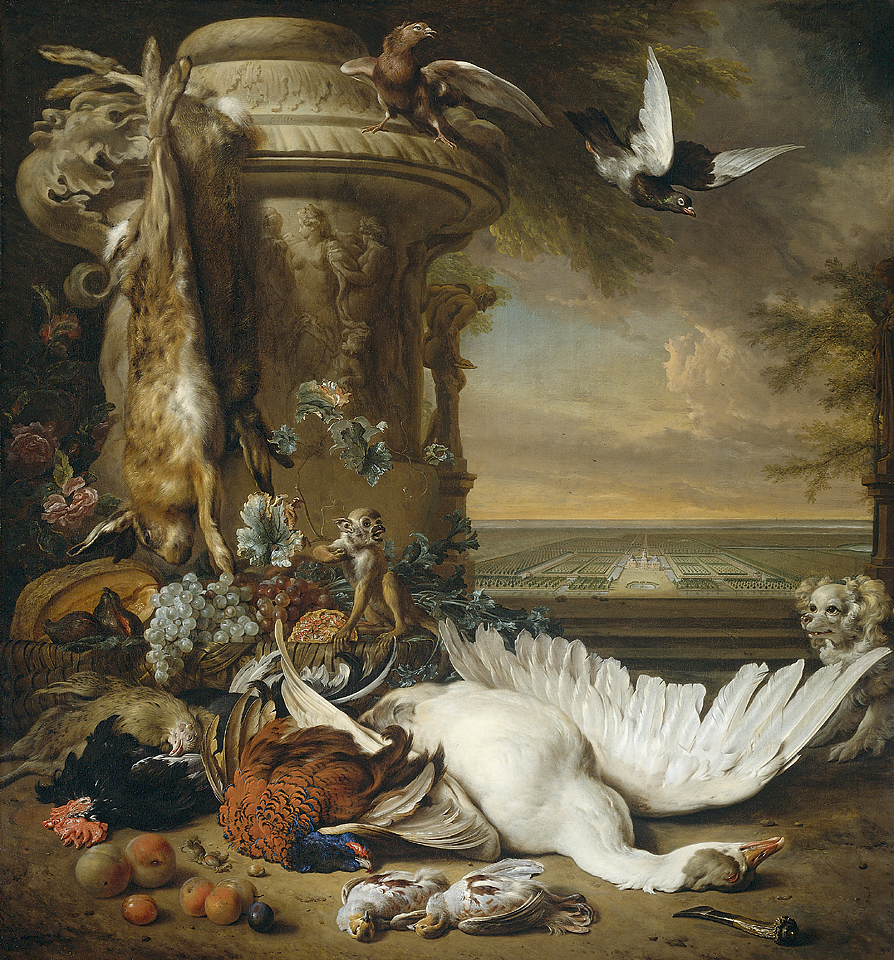
Bodegón, de Jan Weenix (-1719).
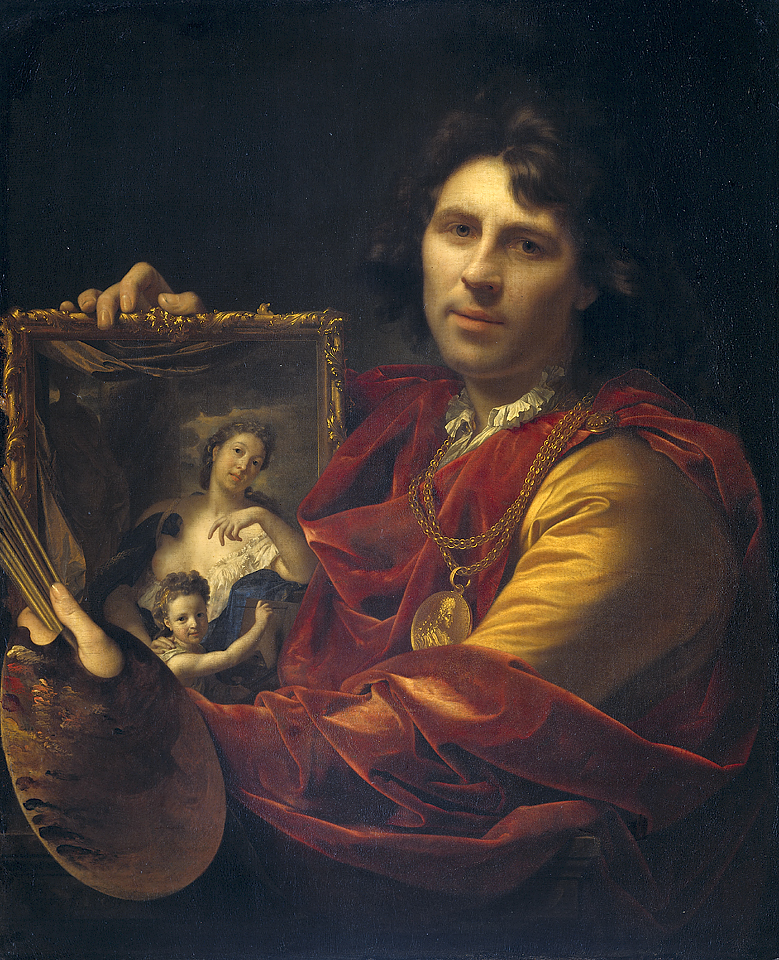
Adriaen van der Werff (1659-1722).
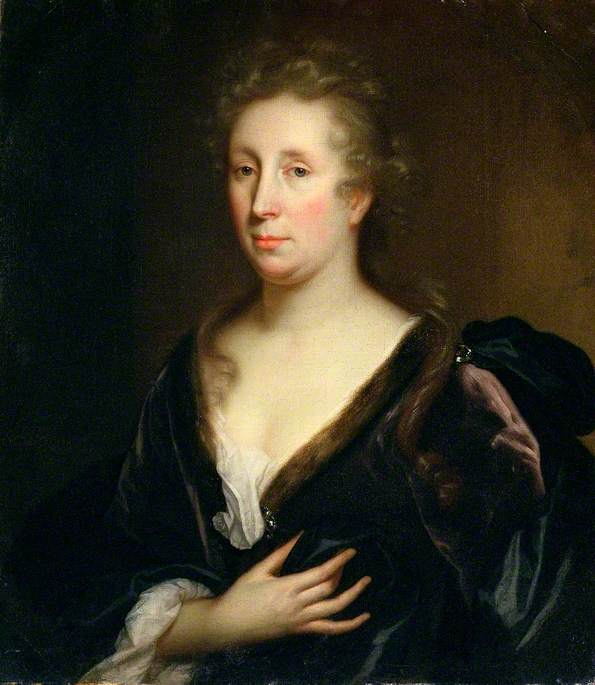
Rachel Ruysch (1664-1750), retratada por Godfried Schalcken. Especializada en bodegones, fue pintora de la corte de Düsseldorf de 1708 a 1716.

### Corte sajona, de Wittenberg o de Dresde
A comienzos del siglo XVI, la corte sajona de Wittenberg fue el punto central desde el que los duques electores de la Casa de Wettin, Juan y Juan Federico, patrocinaron la Reforma luterana. Parte importante en la divulgación de este movimiento tuvo la obra de su pintor de corte, Lucas Cranach el Viejo, que también retrató a sus principales protagonistas: Lutero y Melanchton. Ya en el siglo XVIII, en que los duques electores ocuparon en varias ocasiones el trono electivo de Polonia, la corte de Sajonia en Dresde contó con pintores de la talla de Anton Rafael Mengs y el veneciano Bernardo Bellotto (Canaletto).

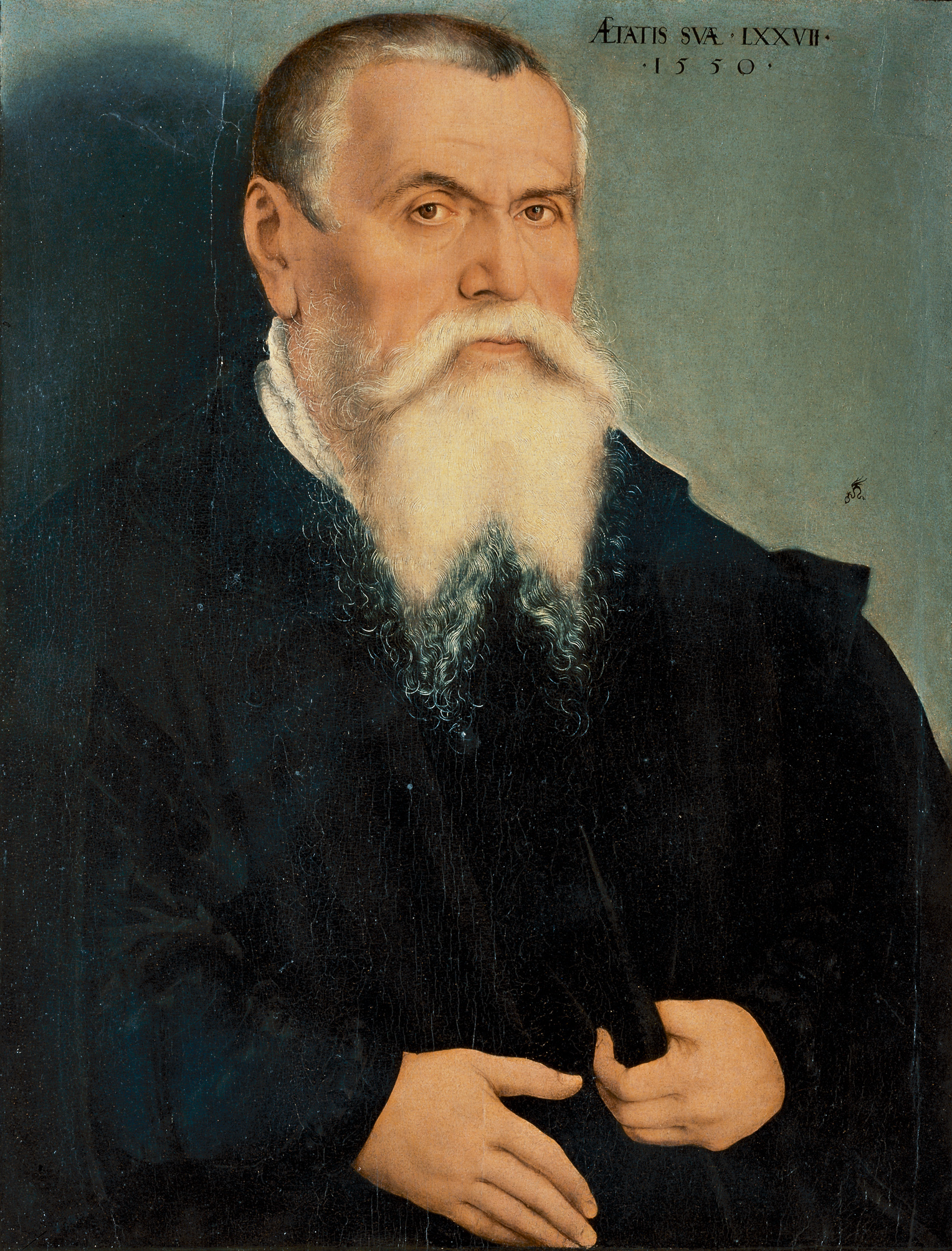
Lucas Cranach el Viejo (1472-1553).
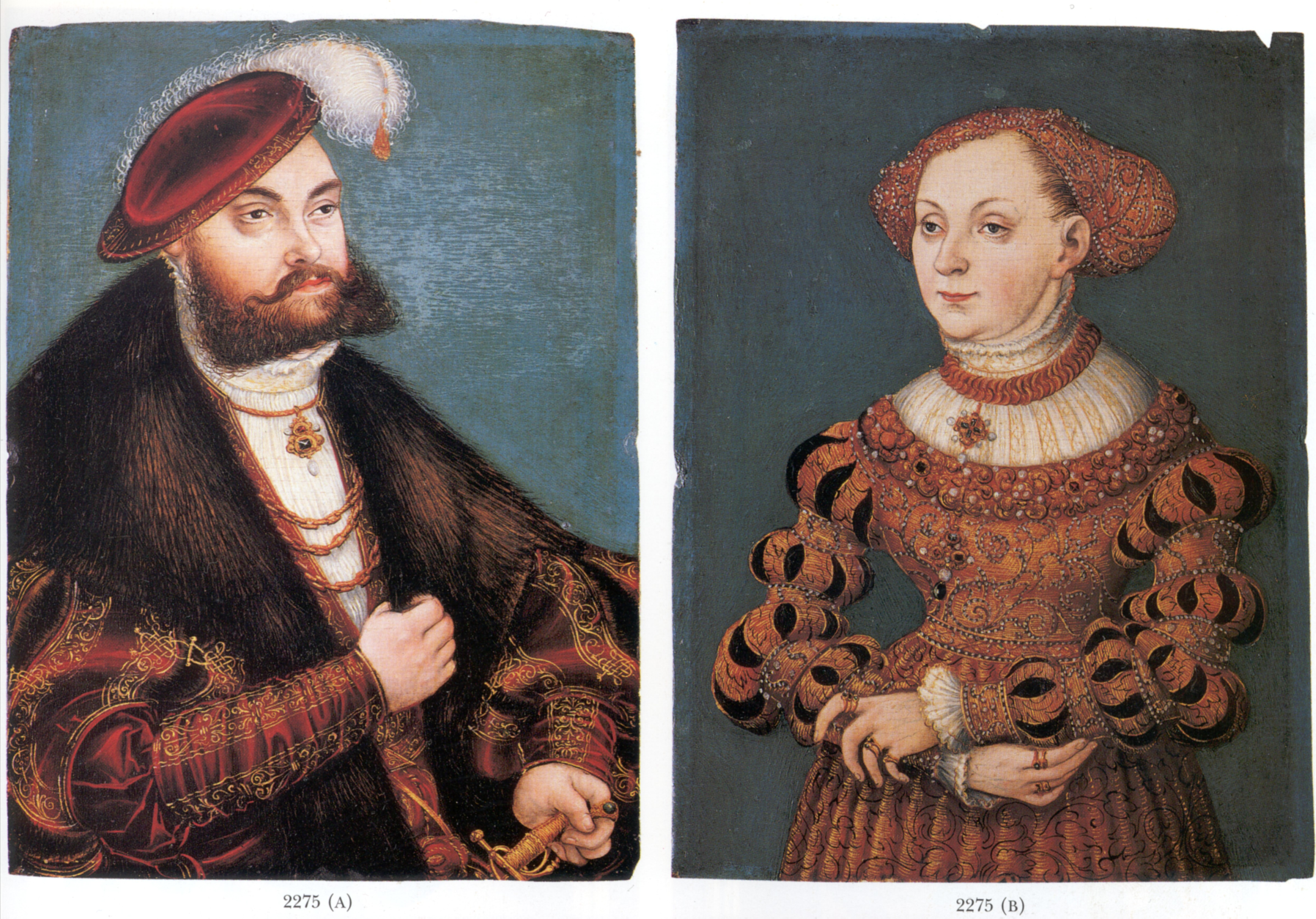
El elector de Sajonia Juan Federico y su mujer por Lucas Cranach el Joven (1515-1586).
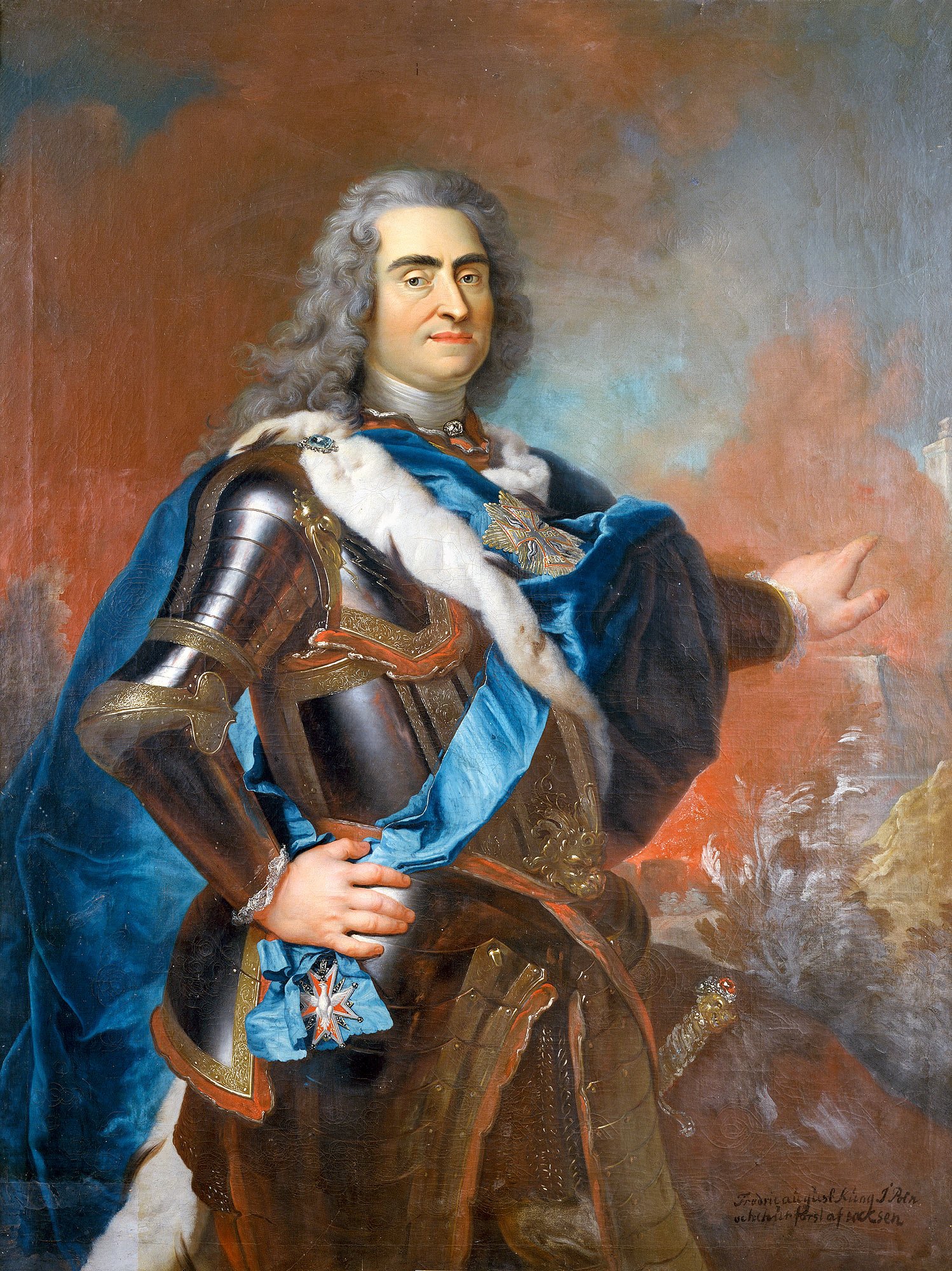
Augusto "el Fuerte", elector de Sajonia y rey de Polonia, por Louis de Silvestre (1675-1760)
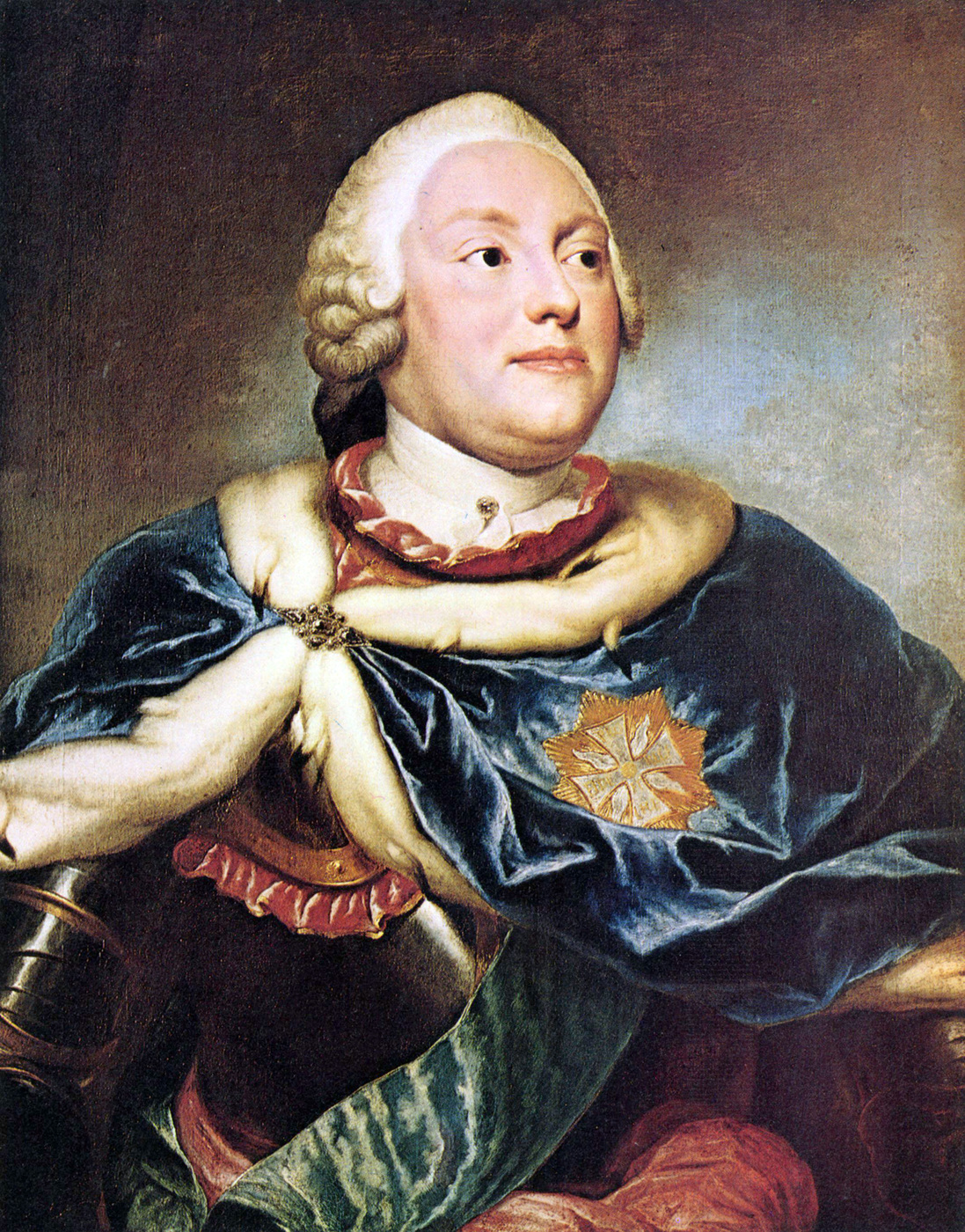
Federico IV, elector de Sajonia y rey de Polonia, por Antón Rafael Mengs
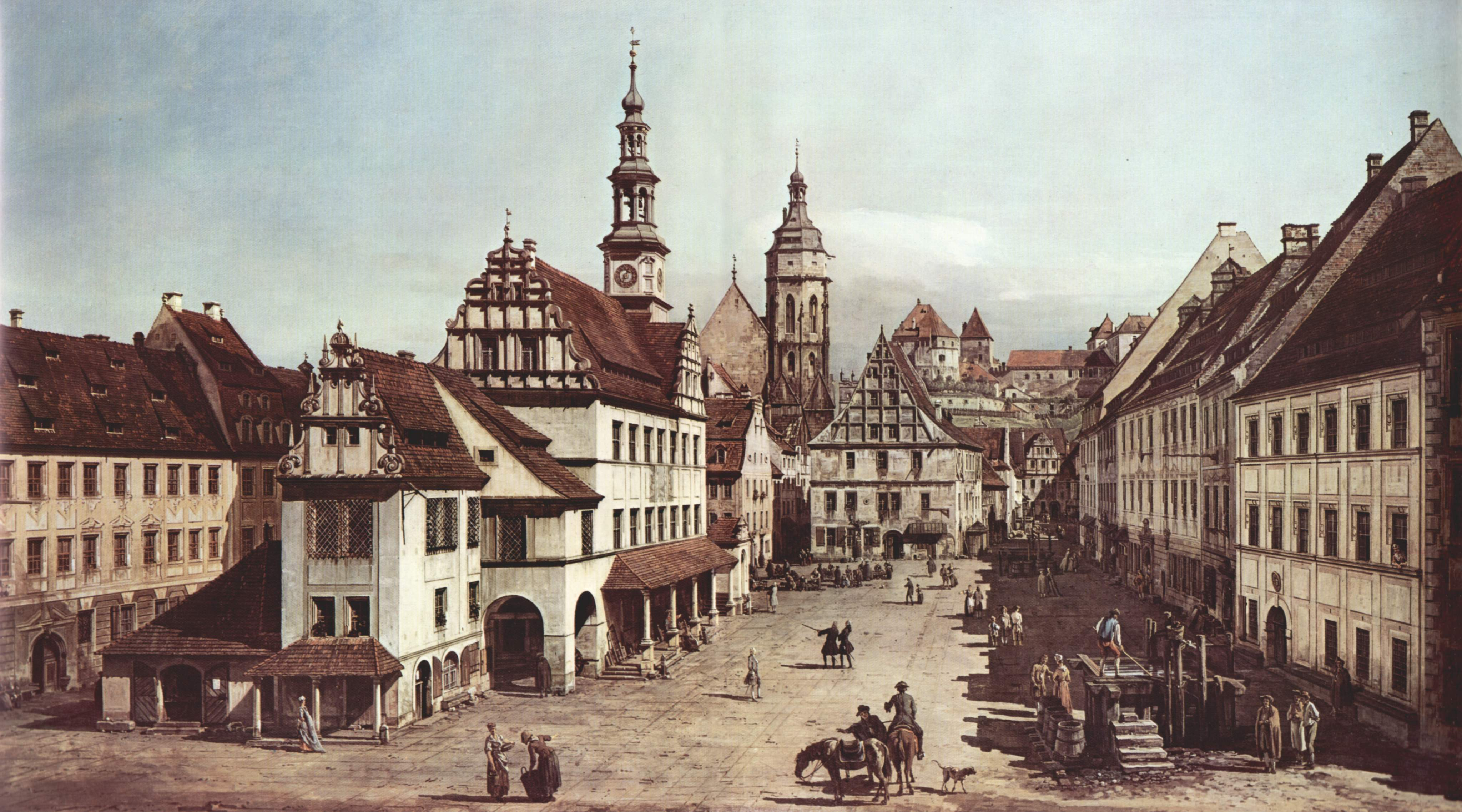
Plaza del mercado de Pirna, por Canaletto, 1753-1754
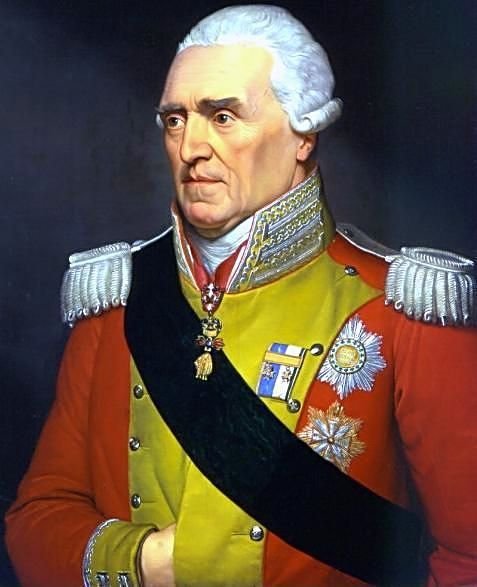
Federico Augusto I de Sajonia, por Carl Christian Vogel von Vogelstein (1788–1868)

### Corte prusiana, de Brandemburgo o de Berlín
El electorado de Brandemburgo, convertido en reino de Prusia con capital en Berlín, se destacó desde el siglo XVIII como rival de Austria y finalmente consiguió liderar en su beneficio la Unificación alemana en el siglo XIX.

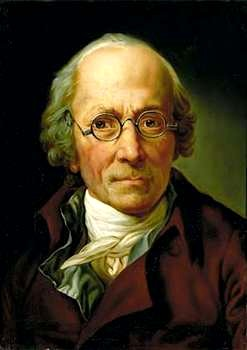
Anton Graff (1736-1813), pintor de Federico II de Prusia y Federico Guillermo II de Prusia.
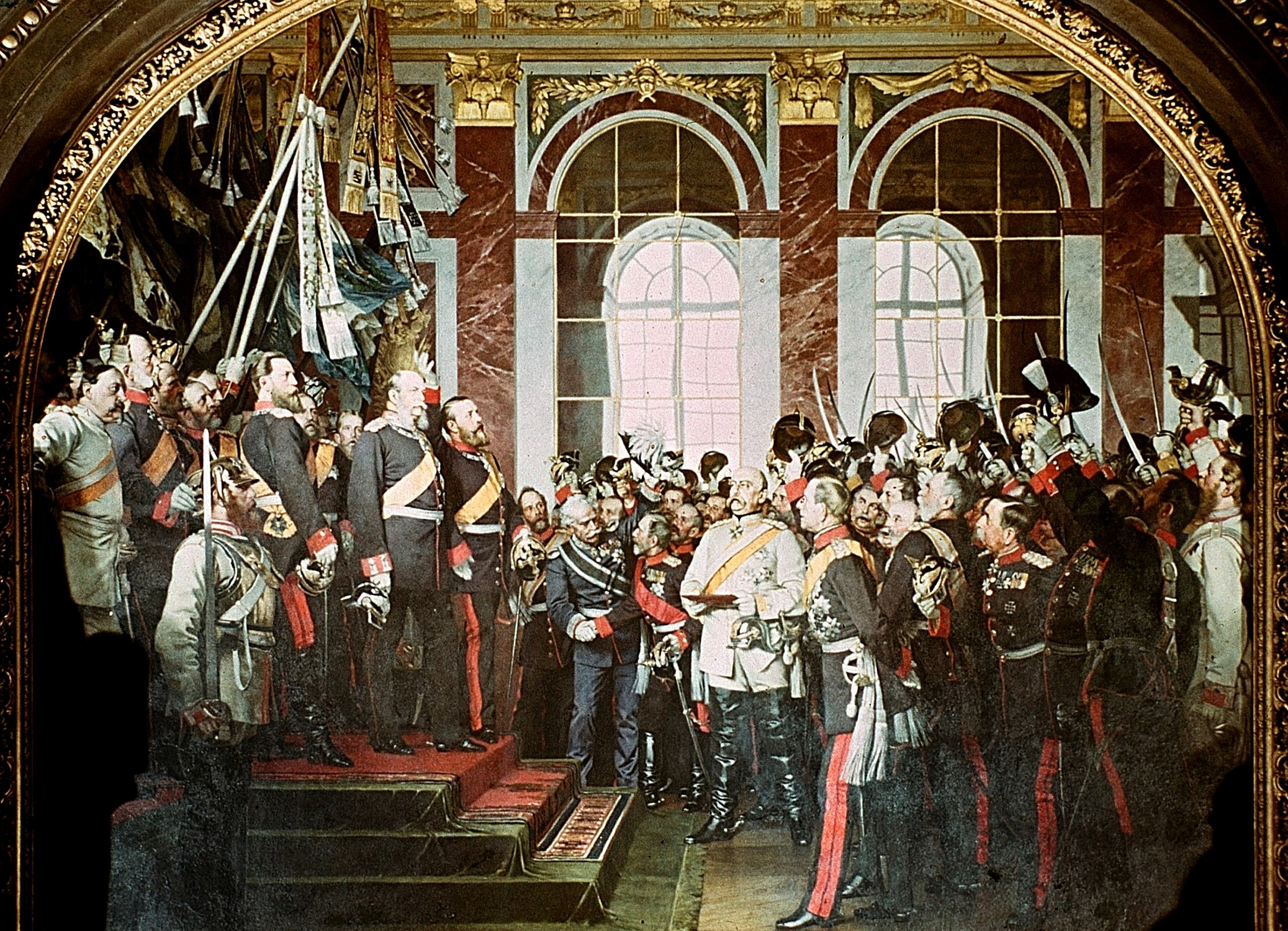
Proclamación de Guillermo I como Kaiser en 1871, por Anton von Werner (1843-1915).

## Cortes de Europa septentrional y oriental

### Corte polaca
La Casa Jagellón intentó establecer una monarquía autoritaria en Europa central y oriental, con distintas configuraciones territoriales entre los reinos de Polonia, Lituania, Hungría y Bohemia. Hans Dürer, el hermano menor de Alberto Durero, llegó a ser convocado como pintor de corte de Segismundo I de Polonia.
Tras convertirse en una monarquía electiva, Polonia pasó en la práctica funcionar como una república nobiliaria binacional (República de las Dos Naciones) cuyo cargo regio fue ocupado sucesivamente por miembros de distintas dinastías europeas (los Valois franceses, los Vasa suecos, etc.)

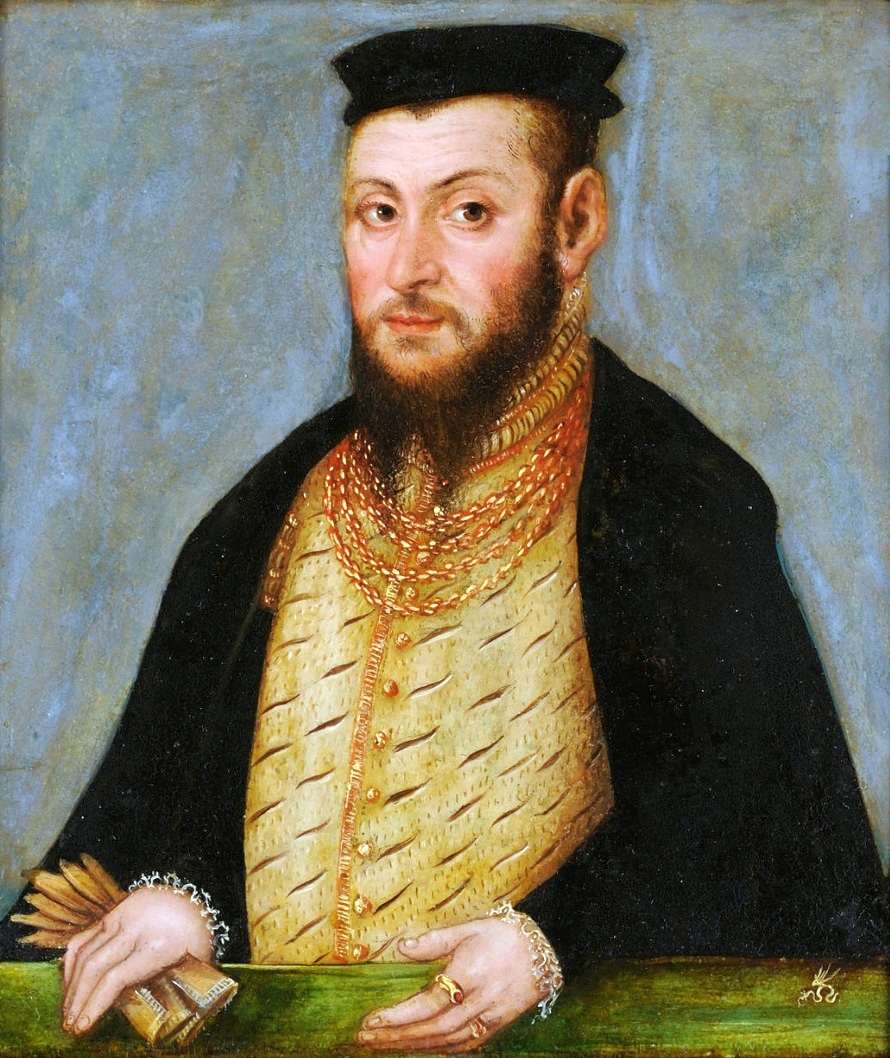
Segismundo II de Polonia "Augusto", por Lucas Cranach el Joven.
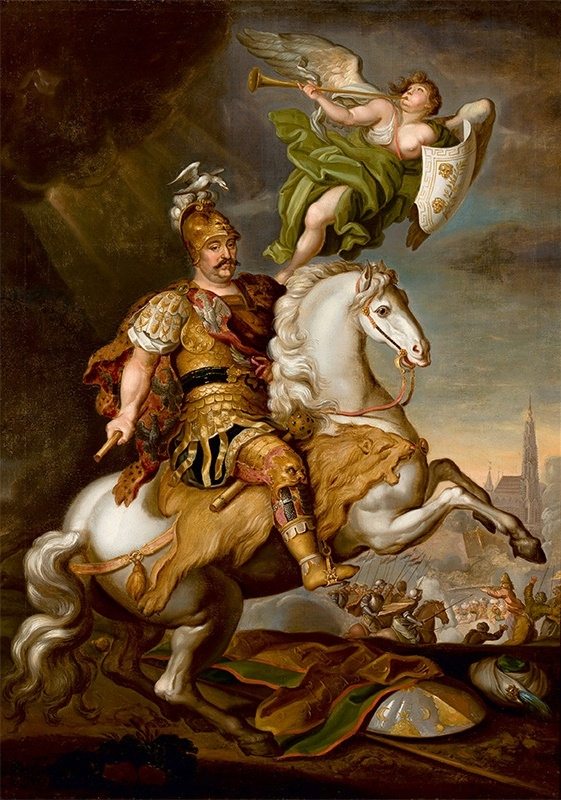
Juan III Sobieski en la batalla de Viena, por Jerzy Siemiginowski-Eleuter, 1686

### Corte sueca

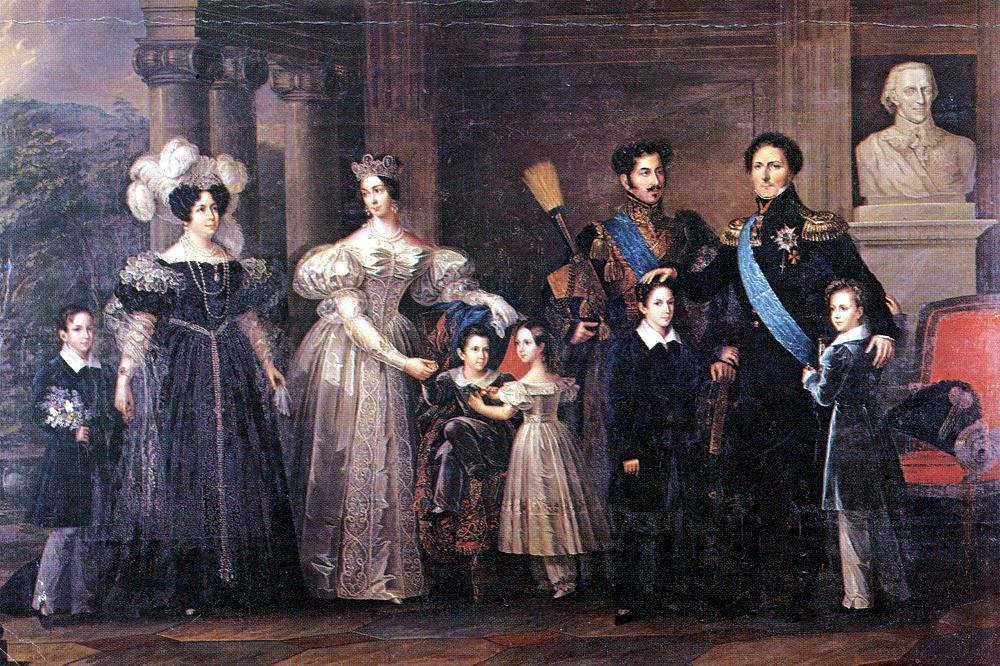
La familia Bernadotte, por Fredric Westin (1782-1862).

La dinastía Vasa consiguió establecer una monarquía autoritaria en el reino de Suecia, compitiendo por la hegemonía en el espacio báltico. A comienzos del siglo XIX, las guerras napoleónicas llevaron al establecimiento de la dinastía Bernadotte.

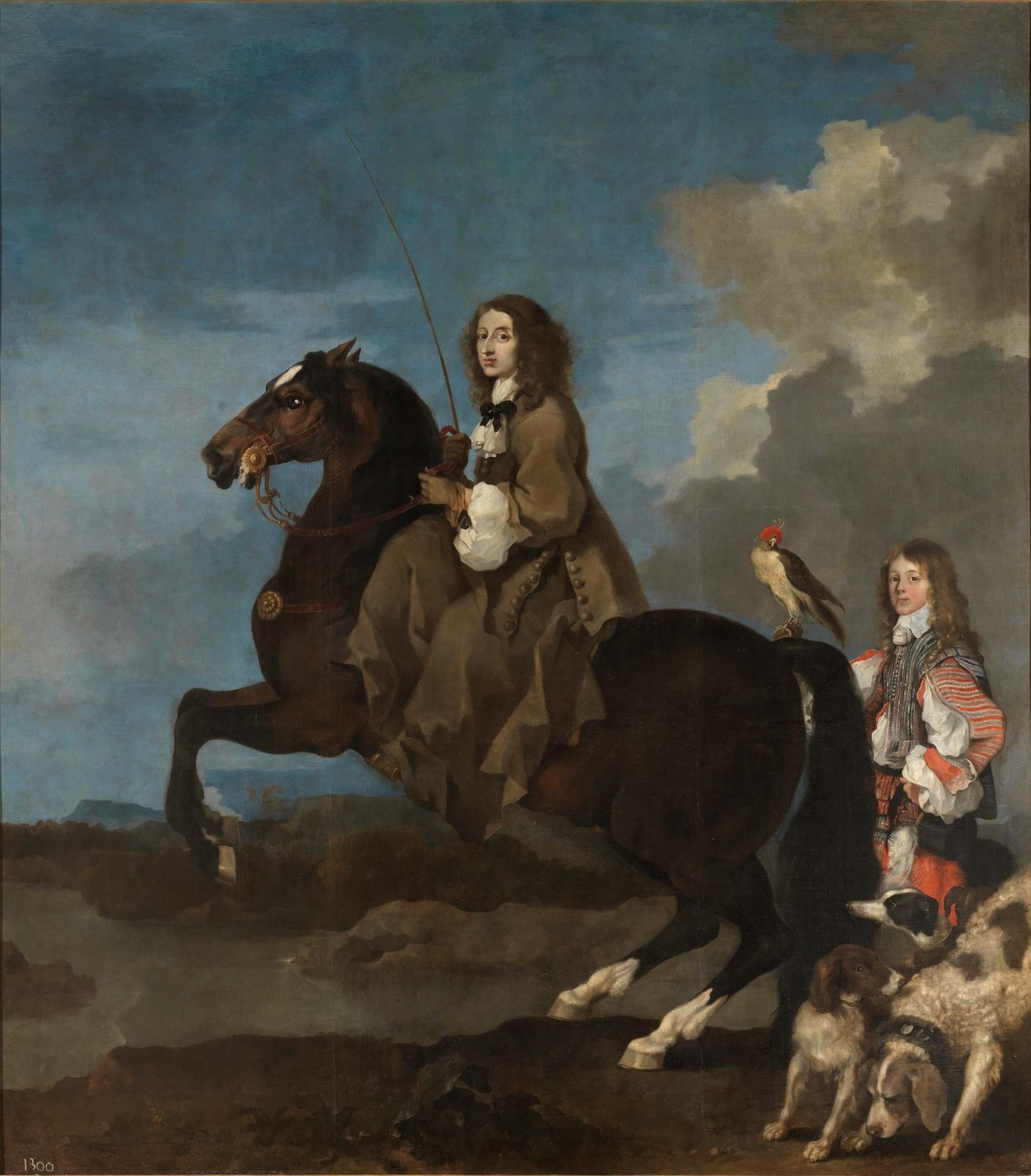
Cristina de Suecia, por Sébastien Bourdon (1616-1671), que también retrató a Carlos X Gustavo.
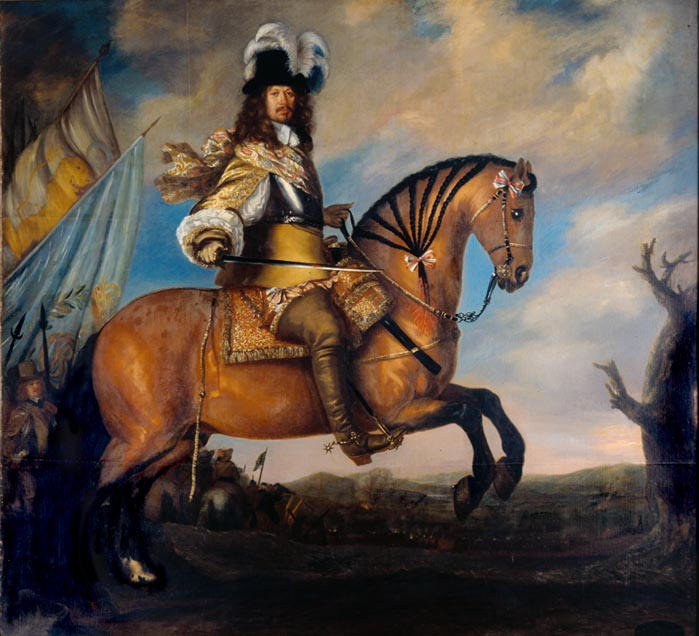
Carl Gustaf Wrangel, por David Klöcker Ehrenstrahl, pintor de corte de Carlos XI de Suecia.

### Corte danesa

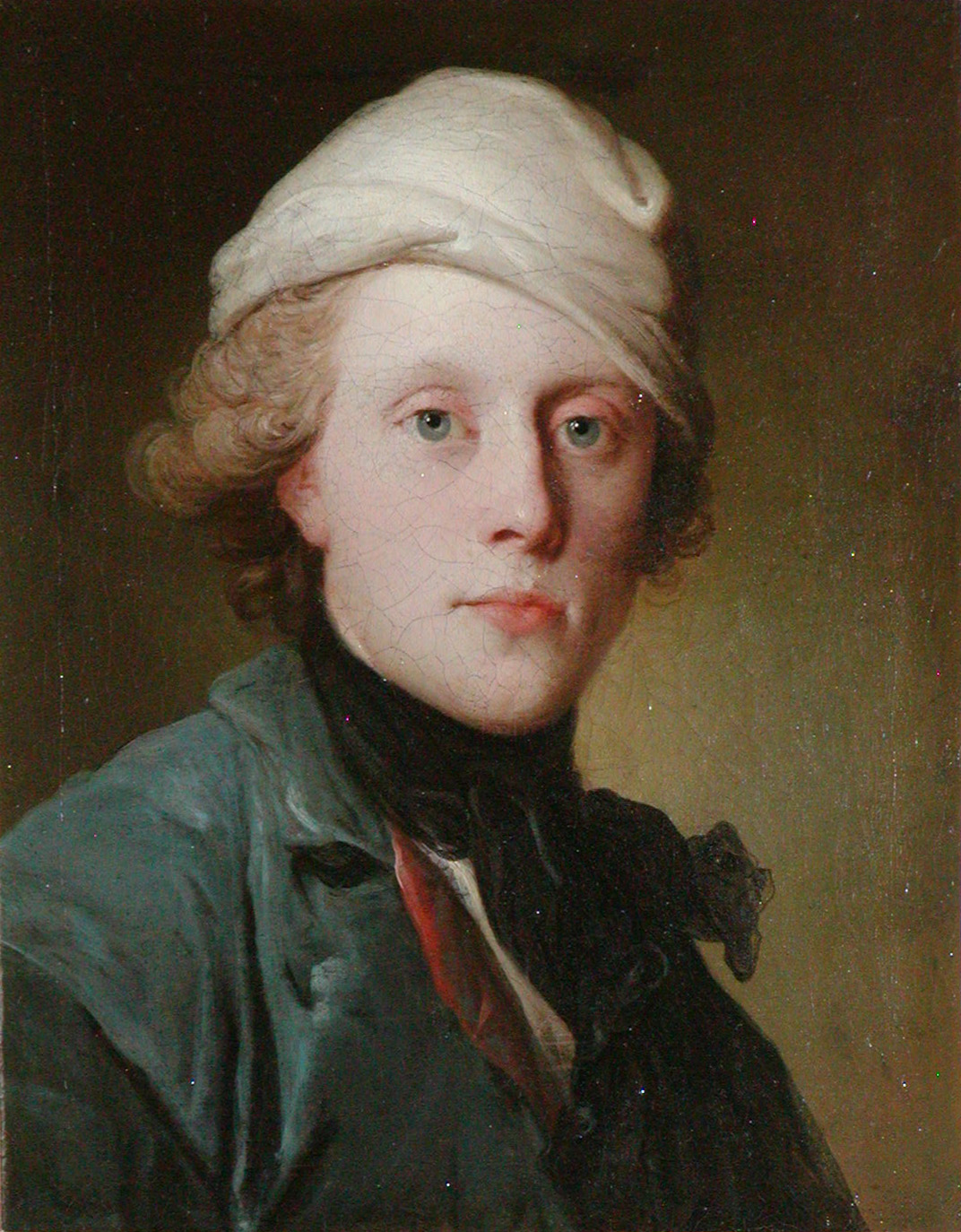
Jens Juel (1745-1802), pintor de corte de Cristián VII de Dinamarca.

### Corte rusa

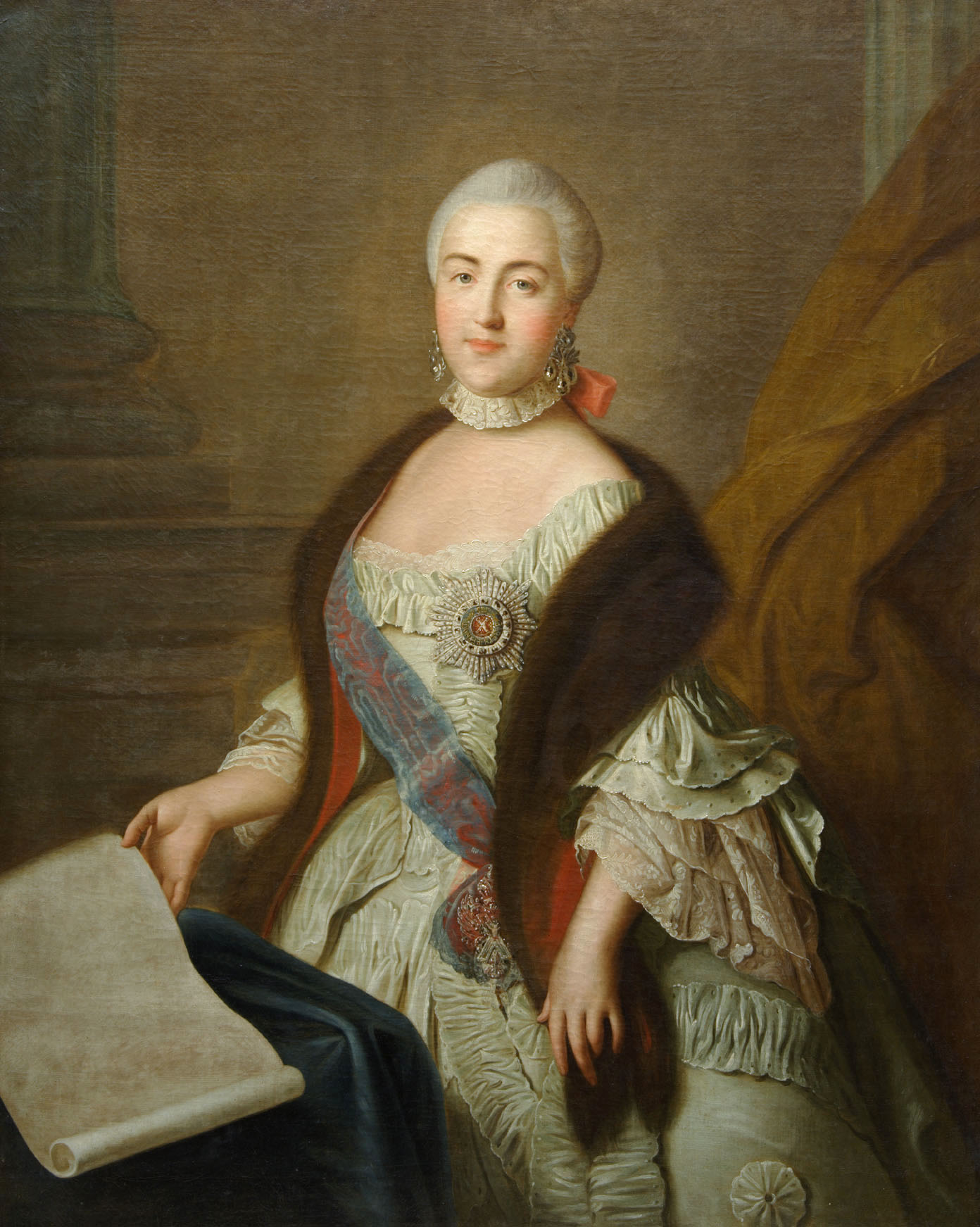
Catalina la Grande, por Ivan Petrovich Argunov (1727–1802)
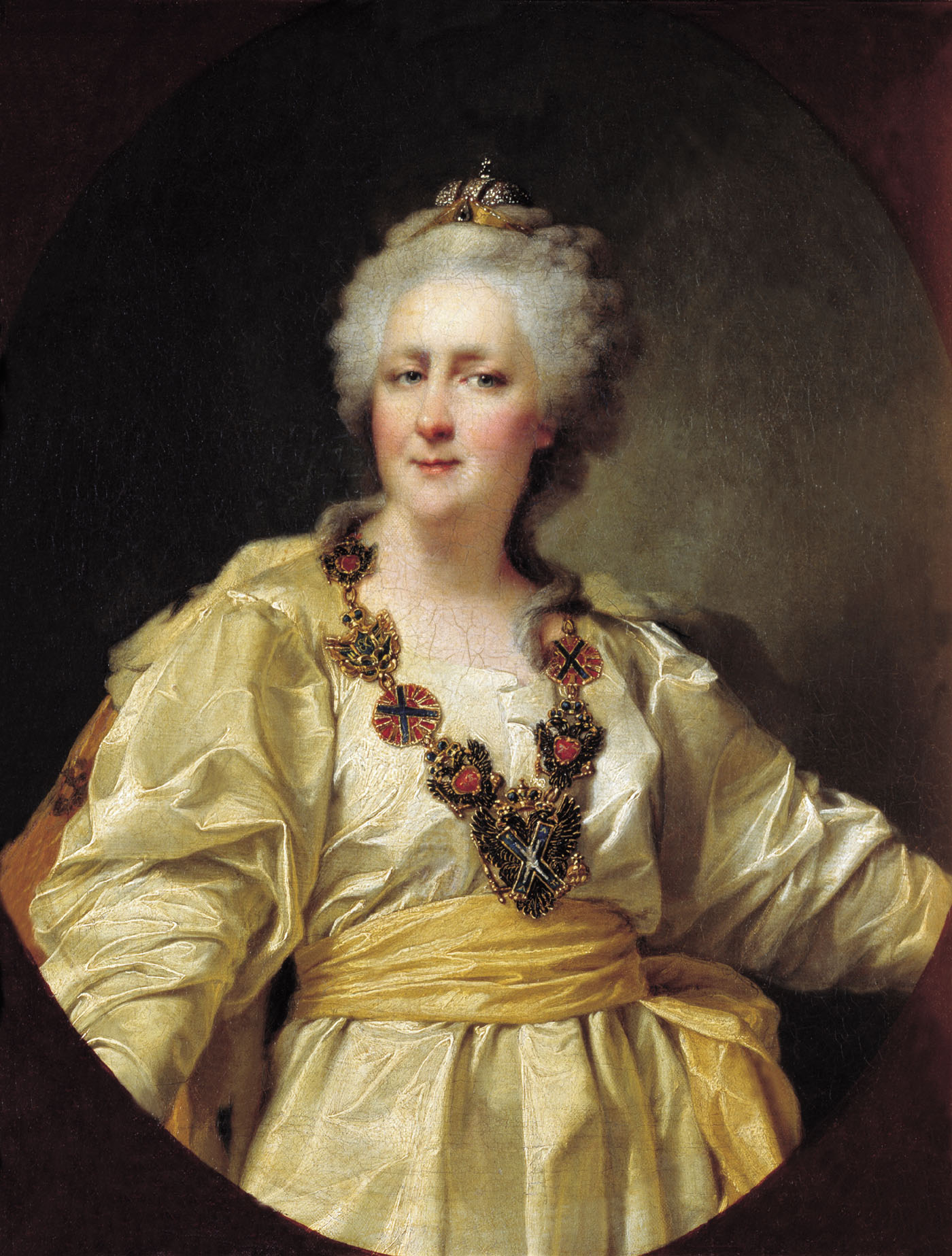
La misma zarina, por Dmitri Levitski (1735–1822)
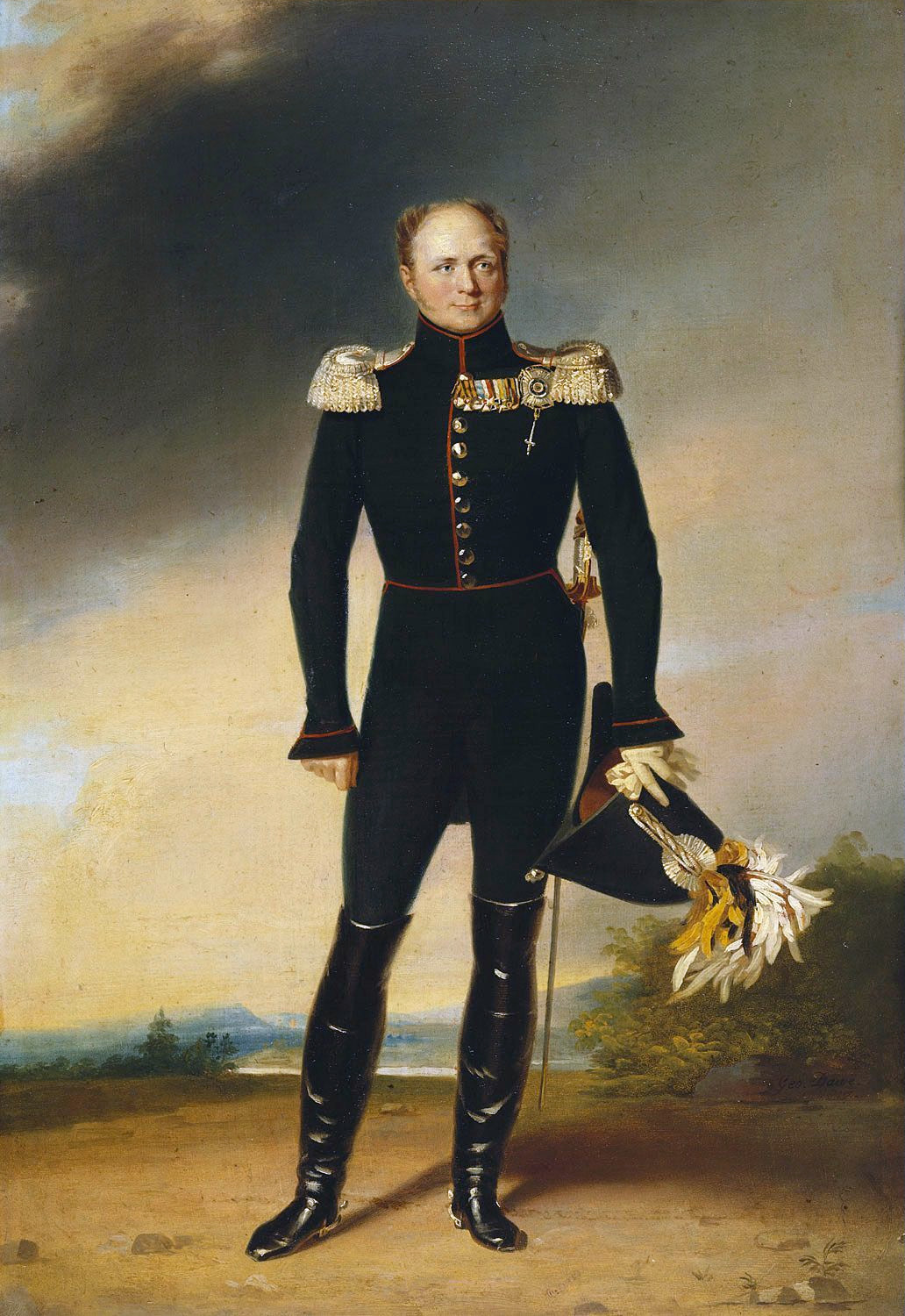
Alejandro I de Rusia,  por George Dawe (1824).
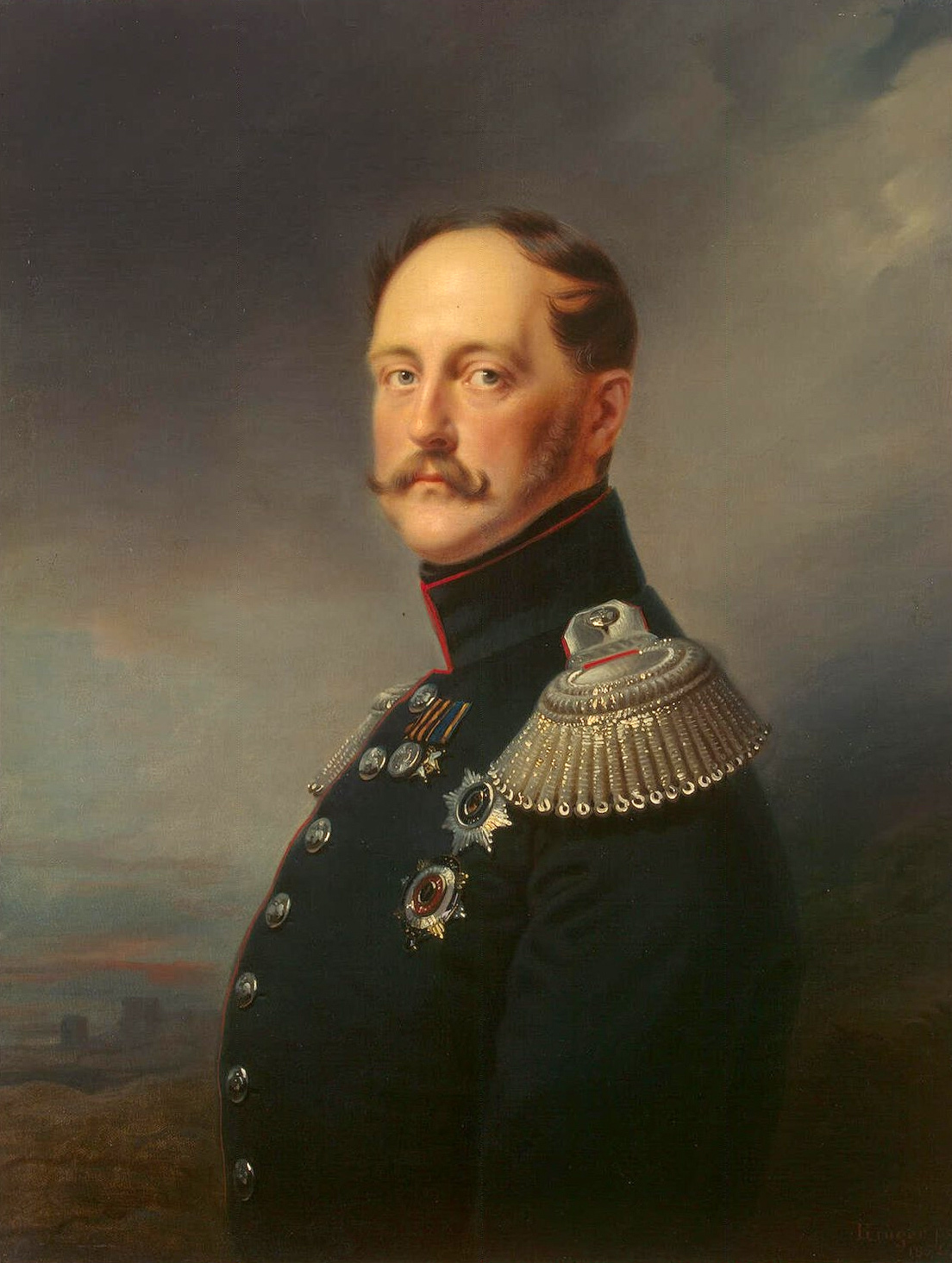
Nicolás I de Rusia, por Franz Krüger (1797–1857)
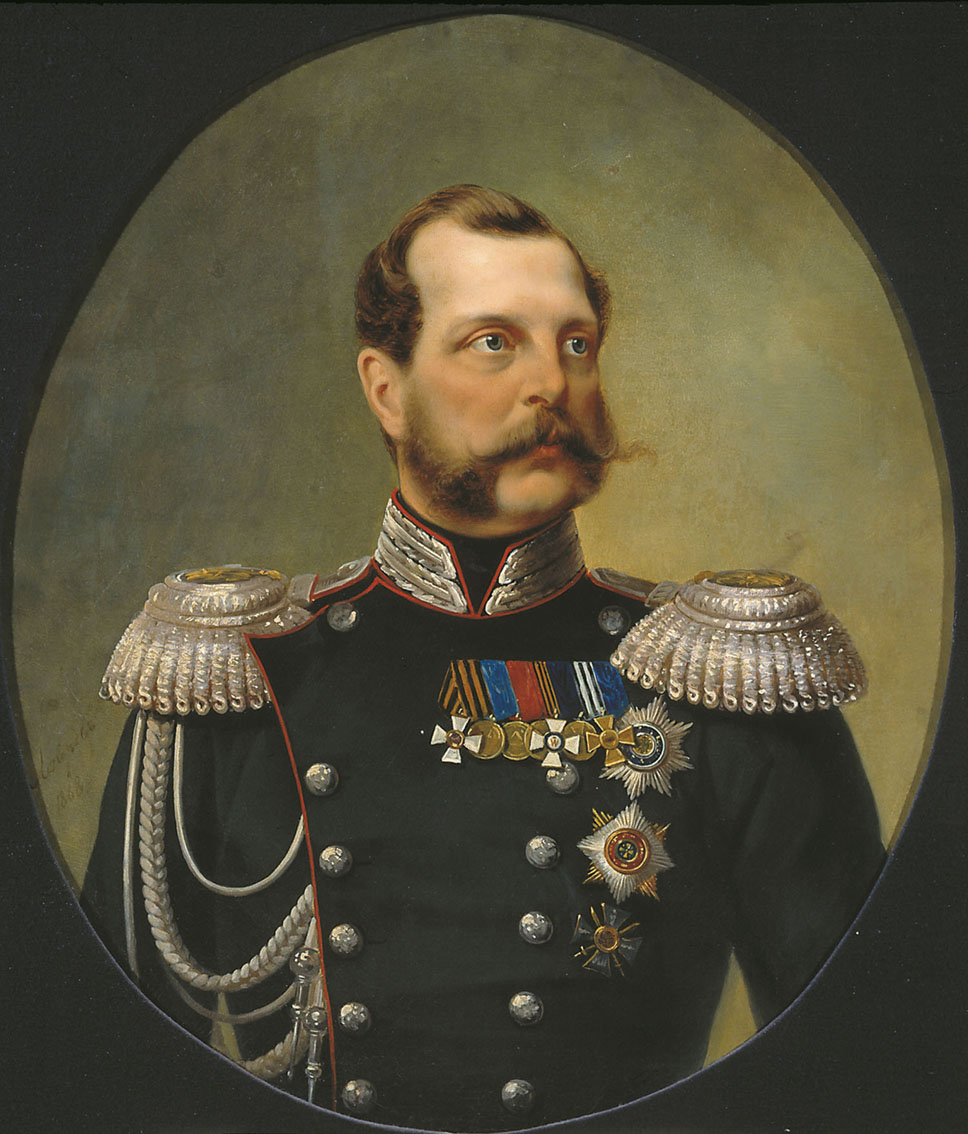
Alejandro II de Rusia, por Nikolay Lavrov (1868)
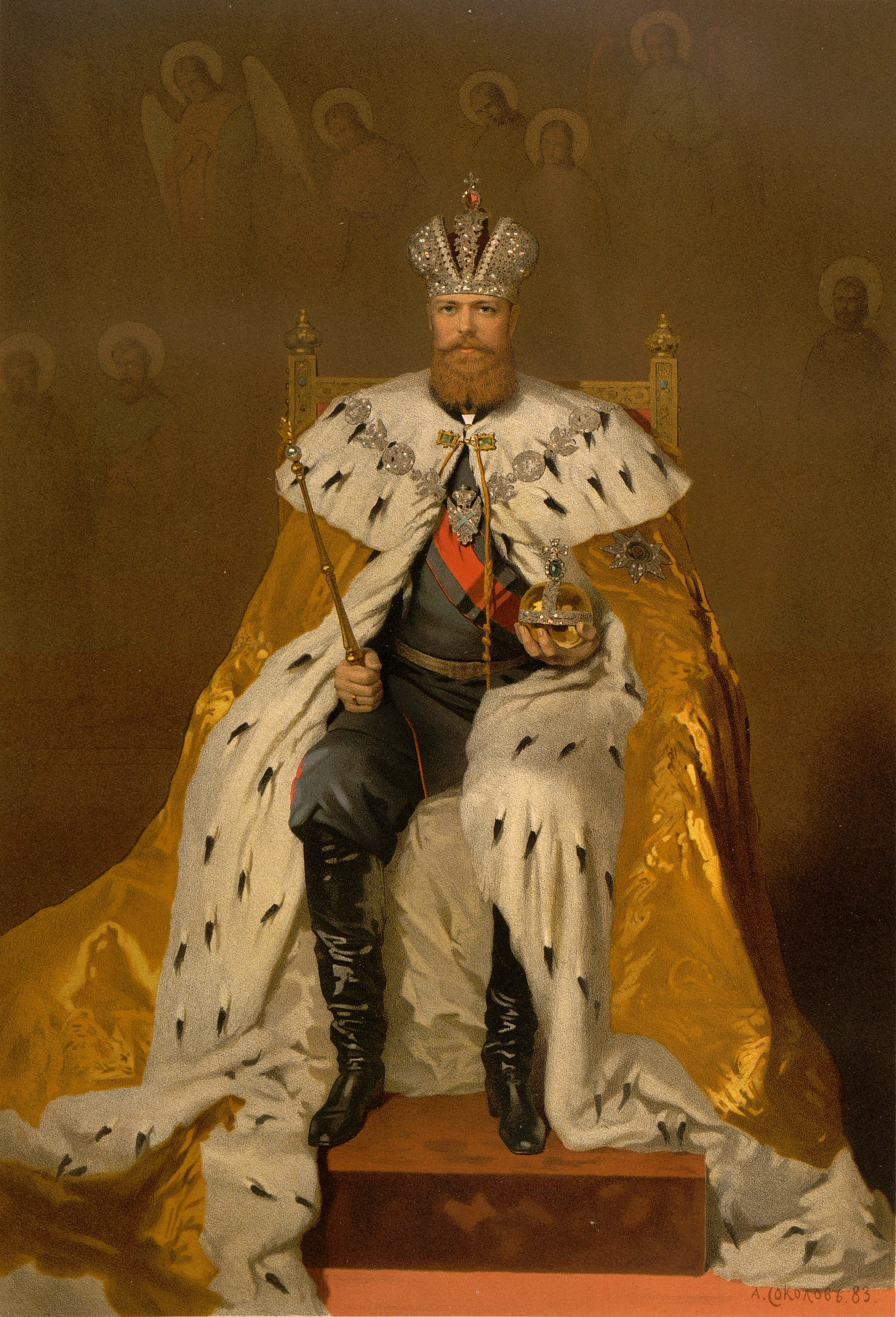
Alejandro III de Rusia, por Andrei Sokolov (1883)
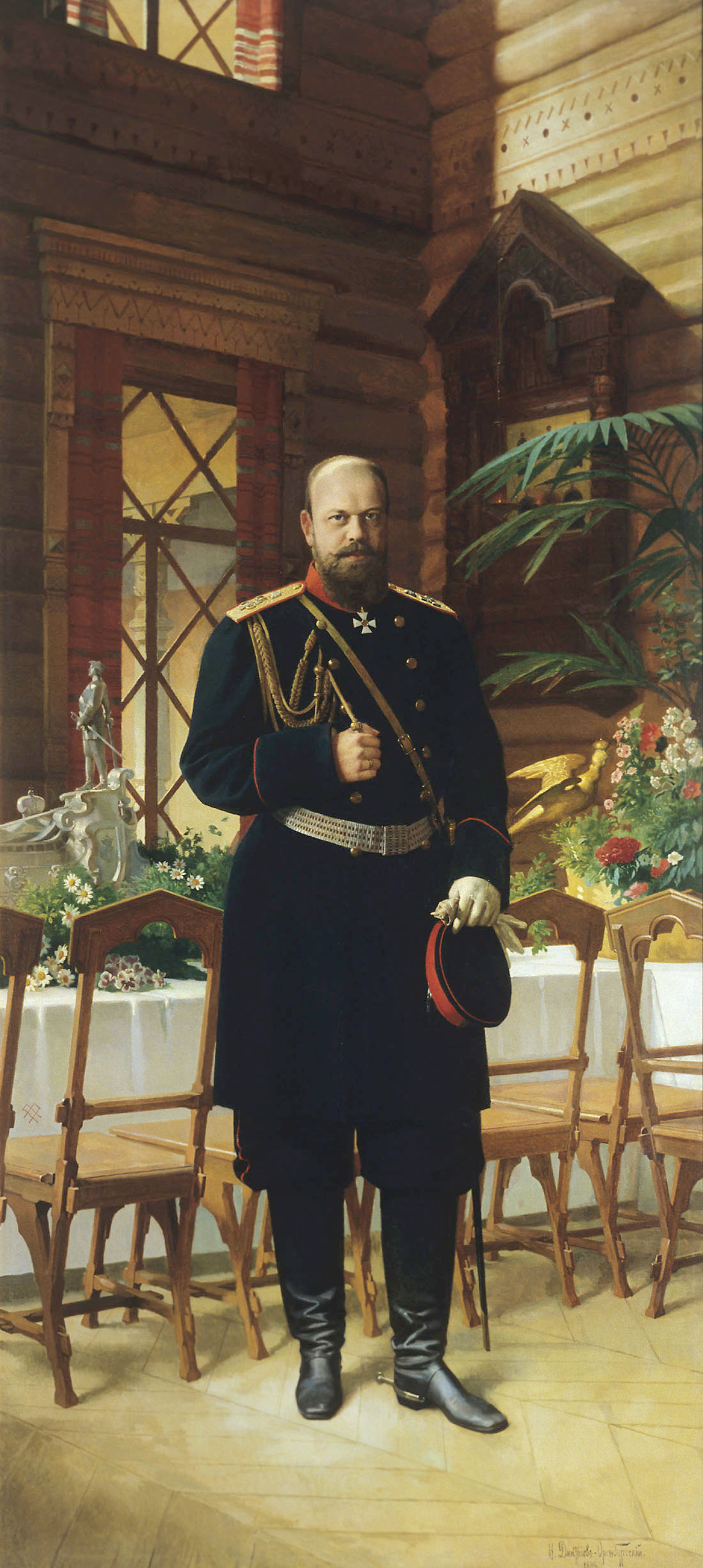
El mismo zar, por Dmitriev-Orenburgskiy (1896)

## Pintores de corte en otras civilizaciones
En las cortes de los reinos o imperios pertenecientes a civilizaciones distintas de la occidental hubo la misma función de pintor de corte, aunque tanto el rol de los artistas como el contexto socioeconómico, artístico e ideológico fueran muy diferentes.

### Corte turca otomana o Sublime Puerta
El Imperio Otomano o Sublime Puerta fue en realidad un imperio transcontinental que dominó el Mediterráneo Oriental, con corte en la ciudad europea de Constantinopla, rebautizada Estambul, desde su conquista en 1453. A pesar de la prohibición coránica de representaciones figurativas, los sultanes se hicieron retratar, primero por pintores occidentales y luego por pintores turcos. 

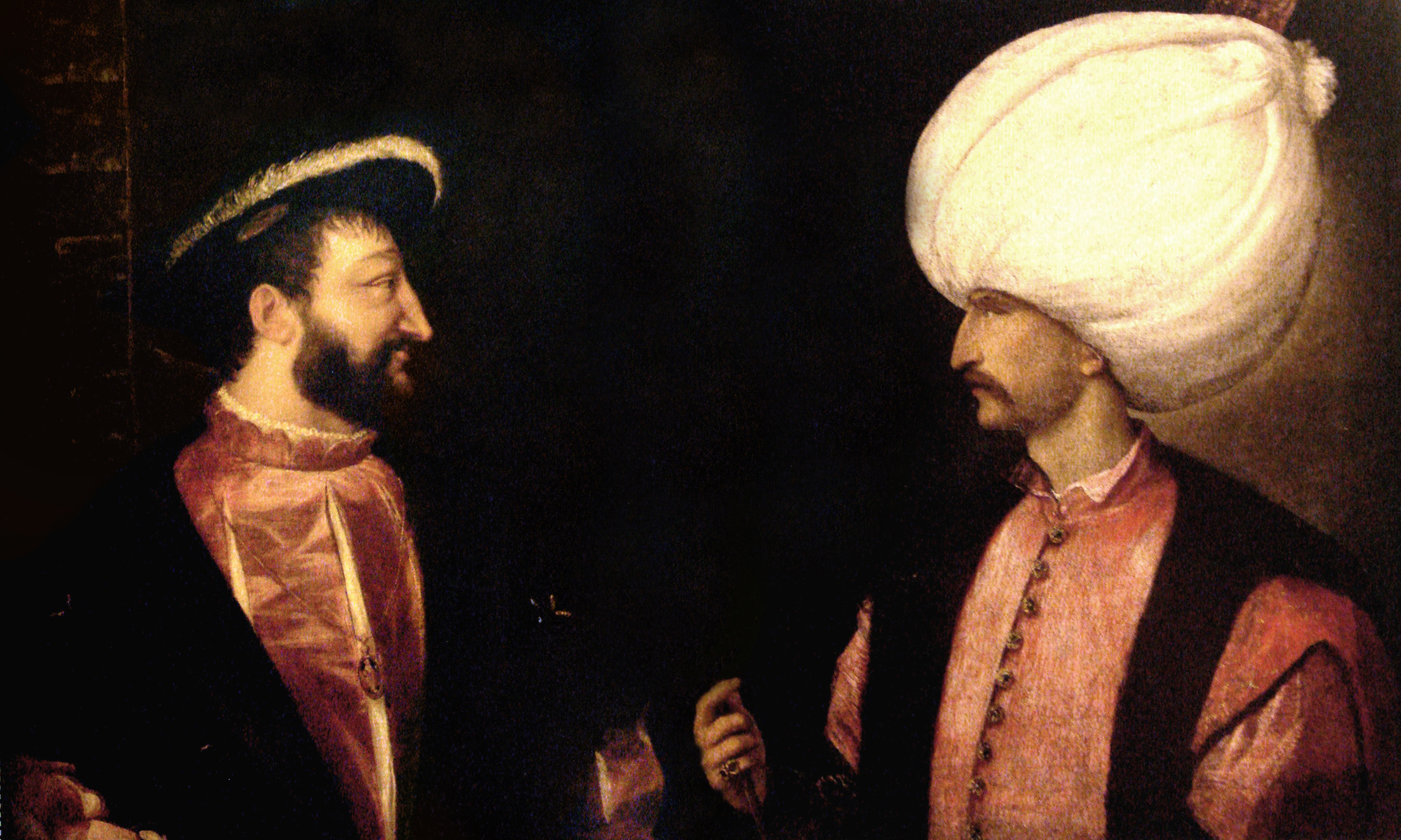
Francisco I de Francia y Suleimán el Magnífico, retrato idealizado, por Tiziano (quien no pintó en la corte otomana).
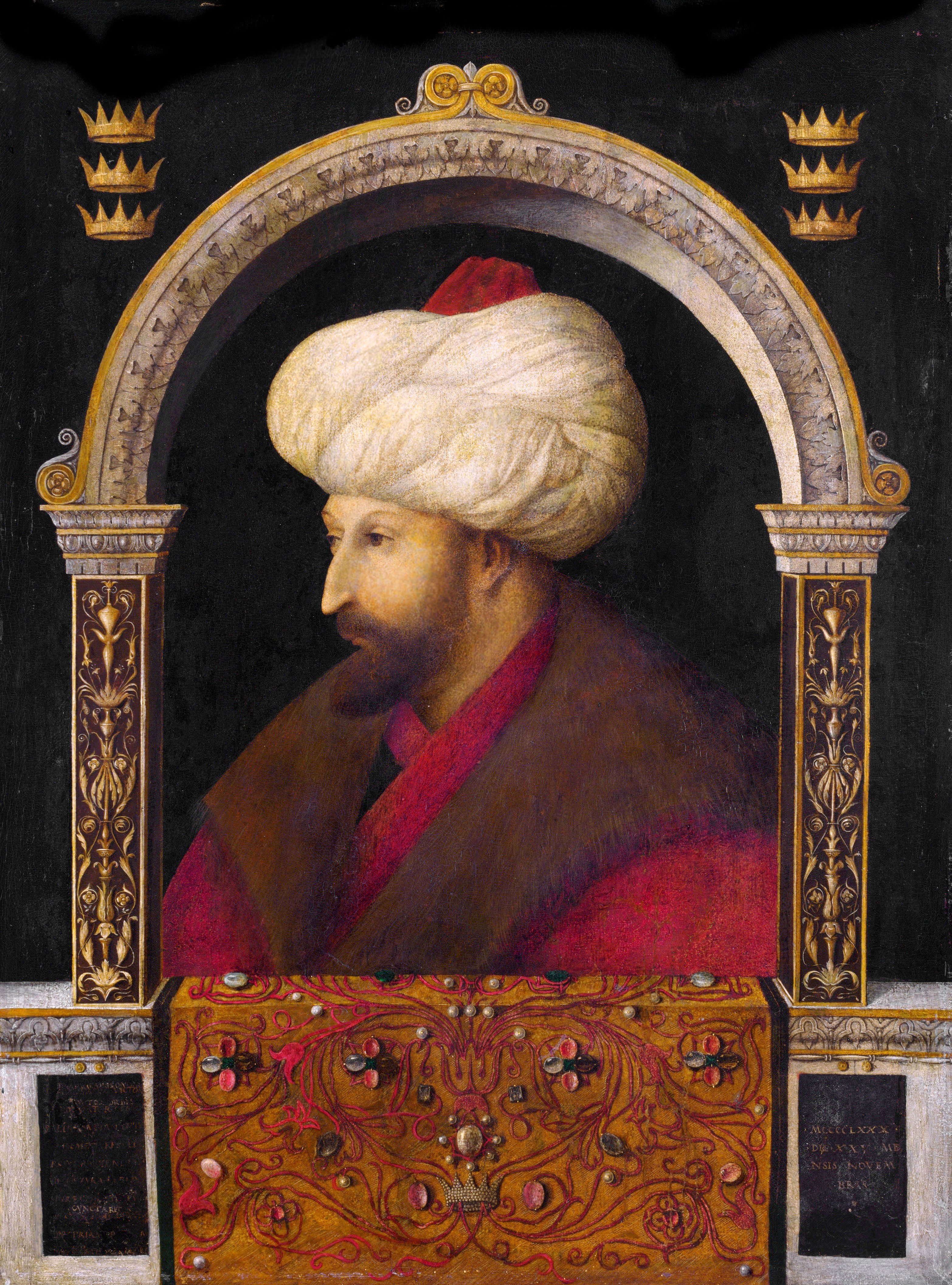
El Sultán Mehmed II, por Gentile Bellini, 1480. Este pintor veneciano, entre 1479 y 1481 trabajó en la Corte de Constantinopla .
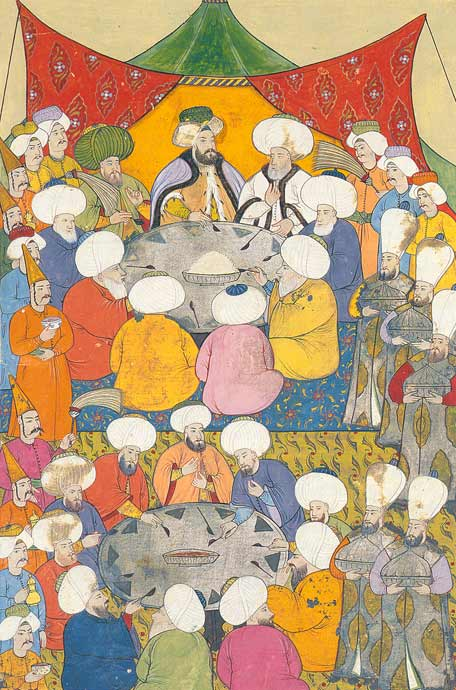
Sultán Ahmed Han o Ahmed II, por Abdulcelil Levni (-1732), pintor que también trabajó para Ahmed III y Mustafa II
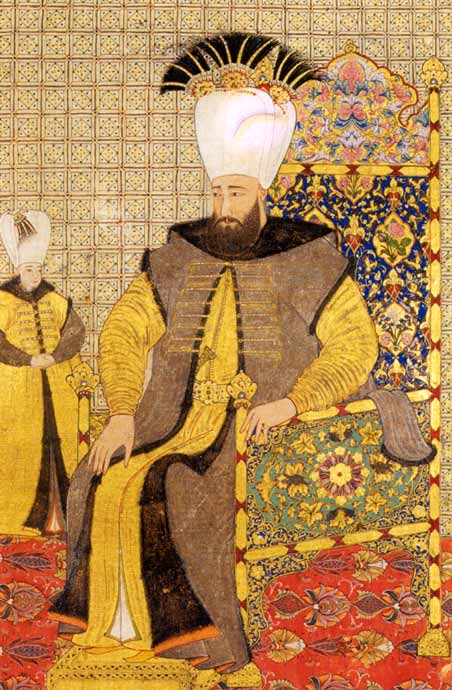
Ahmed III, del mismo pintor.

### Cortes de la India

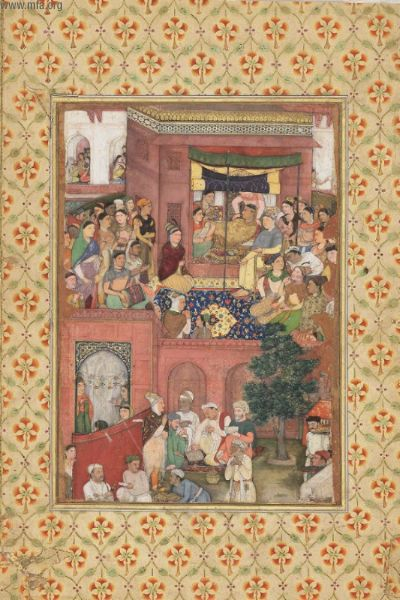
Nacimiento de un príncipe, por Bishandas, pintor de la corte de Jahangir (imperio mogol).

### Corte imperial china

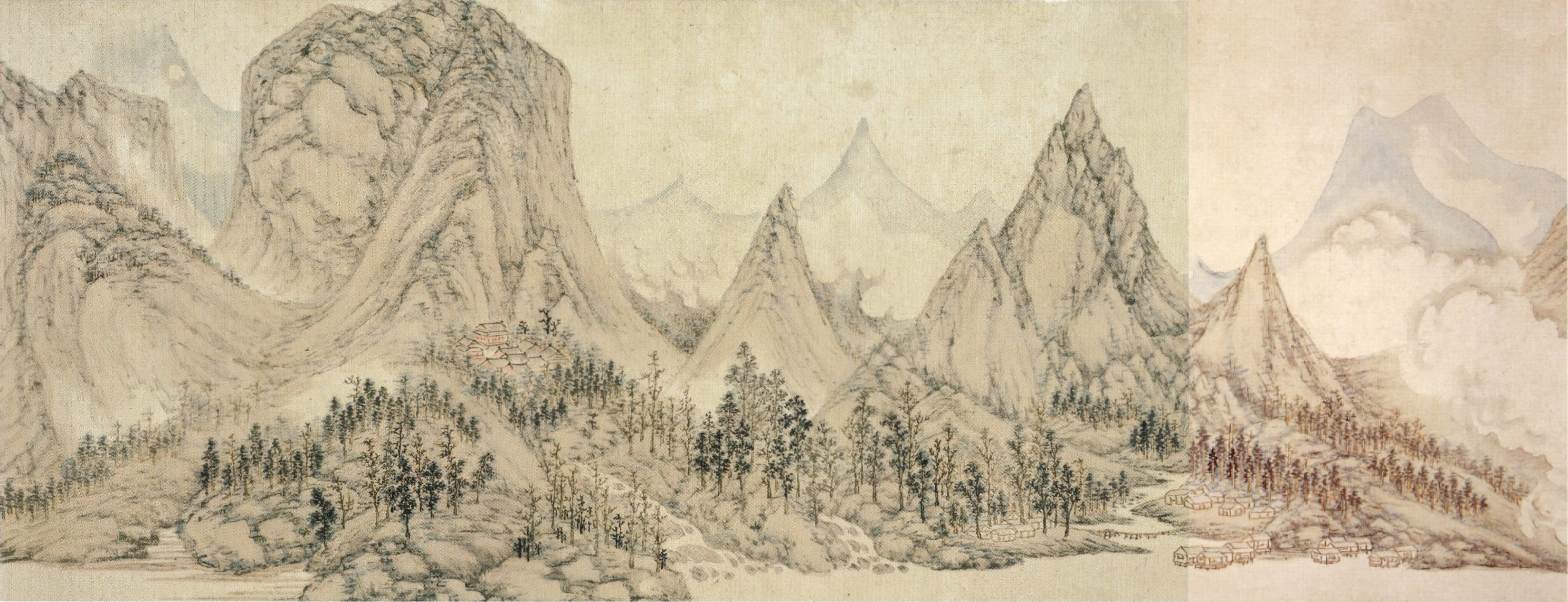
Paisaje, por Wu Bin o Wu Pin, pintor de la corte de la Dinastía Ming, 1610.

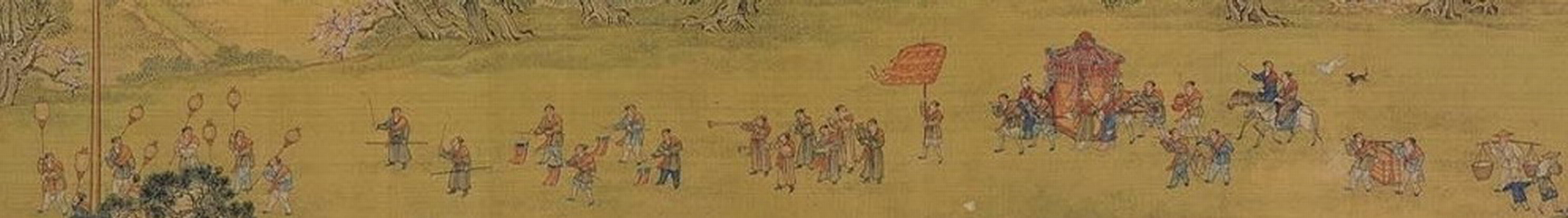
El festival Qingming junto al río, por Zhang Zeduan (1085-1145), pintor de la corte de la Dinastía Song septentrional.

### Corte coreana
En Corea, los denominados tres Wons fueron pintores de la corte de la dinastía Chosŏn o Joseon, de finales del siglo XVIII a finales del siglo XIX.

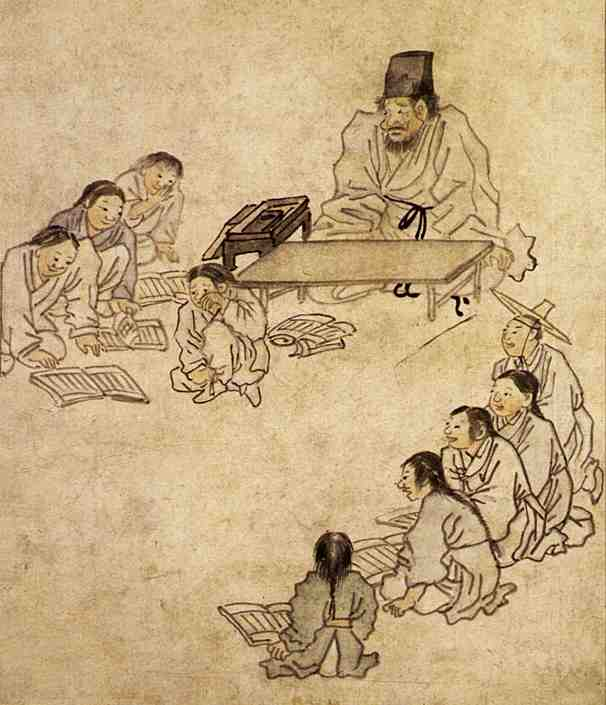
La escuela, por Kim Hong-do (1745–c. 1806), más conocido como Danwon.
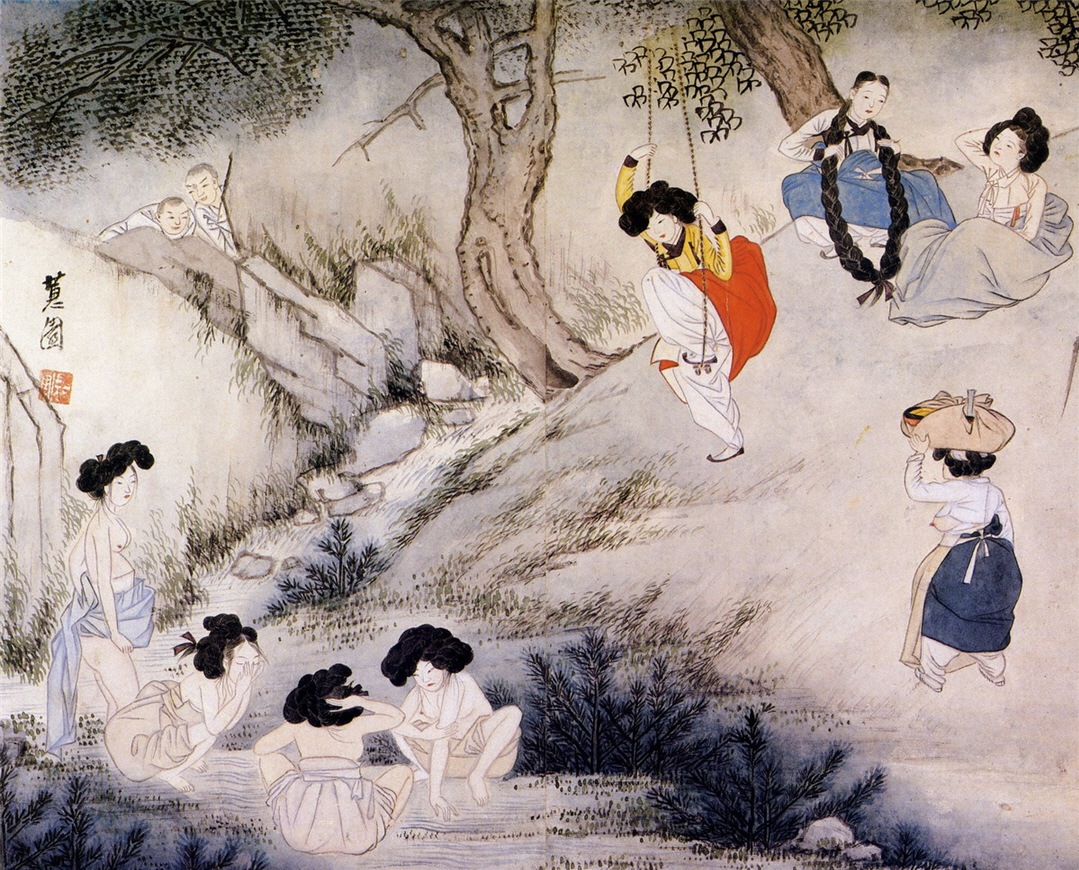
Escena del festival Dano, por Shin Yun-bok (1758-?), más conocido como Hyewon.
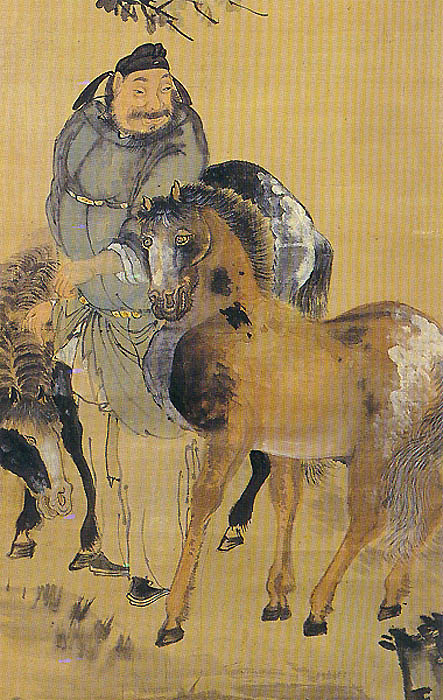
Hombre con dos caballos, por Jang Seung-eop (1843 - 1897), más conocido como Owon.

### Corte japonesa

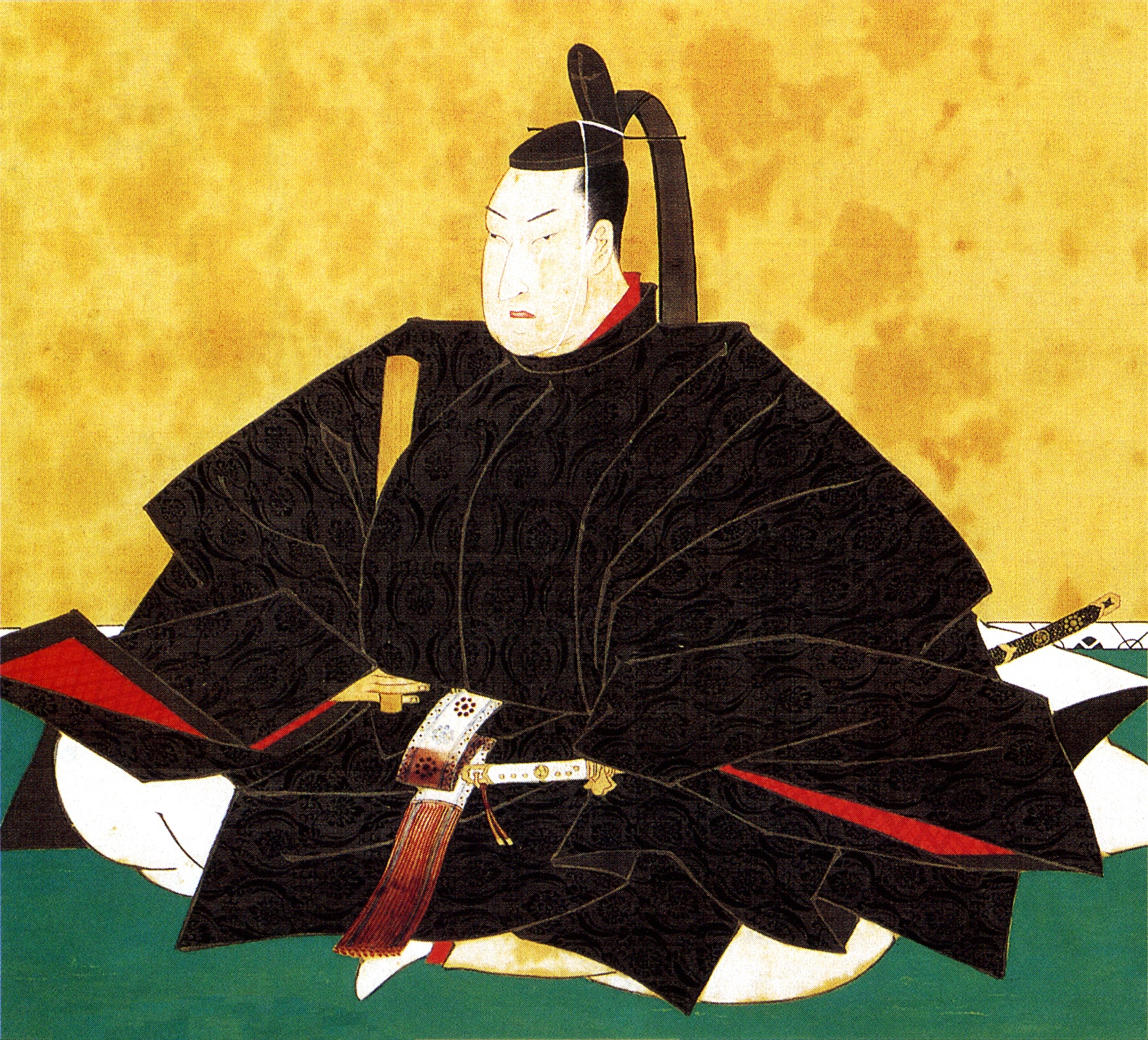
Tokugawa Tsunayoshi, por Tosa Mitsuoki (1617-1691).

## Enlaces
- Portal:Pintura. Contenido relacionado con Pintura.

- Datos: Q984276
- Multimedia: Court painters / Q984276